# ルイス・ハミルトン
ルイス・カール・デビッドソン・ハミルトン（Lewis Carl Davidson Hamilton, 1985年1月7日 - ）は、イギリス（東イングランド）・ハートフォードシャー州スティーブニッジ出身のレーシングドライバー。
ミハエル・シューマッハと並びF1史上最多である7度のチャンピオンを獲得し、優勝回数最多（ルイス・ハミルトンが優勝したF1グランプリの一覧参照）、ポールポジション回数最多、表彰台回数最多、獲得ポイント数最多、ラップリード数最多など様々なF1歴代記録を更新した。

## 生い立ち
1985年1月7日、イギリス・ハートフォードシャー州スティーブニッジでアフリカ系イギリス人の父親アンソニー・ハミルトンと、白人系イギリス人のカーメン・ラーバレスティアの2人の長男として誕生した。「ルイス」という名前はアメリカの陸上競技選手であるカール・ルイスからとった。父方の祖父は1950年代にグレナダからイギリスに移住してきた移民である。
両親が2歳の時に離婚したため、10歳になるまで母親のカーメンと暮らし、その後父アンソニーの後妻のリンダ・ニコラスの家に引っ越した。6歳の時にアンソニーに買ってもらったラジコンカーで大人も混ざったラジコン大会で2位という成績を収め、アンソニーが息子にはモータースポーツに通ずる才能があるのではないかと考えたという。同年のクリスマスプレゼントとしてレーシングカートをプレゼントした。ほぼ同時期にいじめから自分を守るために空手を始めている。ジョン・ヘンリー・ニューマン校に在学したハミルトンは、レーシングカートに励む一方で所属する学校のサッカーやクリケットにも同様の熱意を向けていたという。同校のサッカーチームのチームメイトに、後にサッカーイングランド代表にも選出されるアシュリー・ヤングがいた。2001年の2月からは、CATSケンブリッジ（ボーディングスクール）で芸術科学を学んだ。

## 初期の経歴

### カート

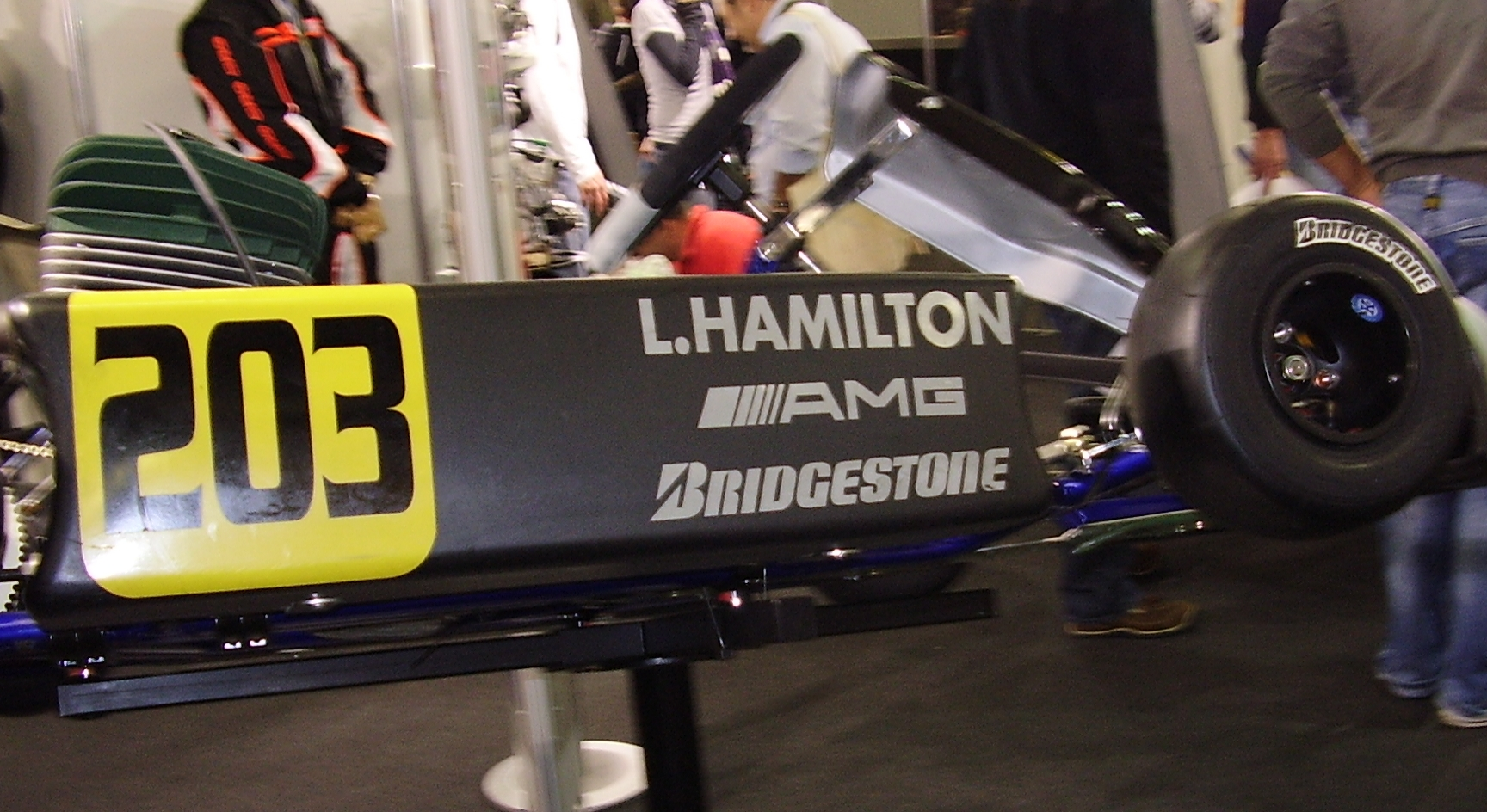
ハミルトンのカート

1993年、8歳でレーシングカートを始める。2年後の1995年、10歳の時にイギリスカートチャンピオンを獲得したのを皮切りに幾つかのタイトルを獲得。この年のオートスポーツ・アワードの授賞式で当時マクラーレン代表のロン・デニスに自ら歩み寄り「あなたの車に乗ってワールドチャンピオンになりたい」と言ったが、デニスはハミルトンのサイン帳に「9年後にまたおいで」と書いたという。しかし、その後の活躍に注目したデニスから3年後にはコンタクトがあり、1998年にはマクラーレンと長期契約を交わした。以後、同チームによる支援の下でキャリアを重ねることとなり、早期から「マクラーレンの秘蔵っ子」として名を知られるようになった。2000年にはフォーミュラAクラスでヨーロッパカートチャンピオンとなり、ツインリンクもてぎ北ショートコースで行われた「アイルトン・セナ メモリアルカップ CIK-FIA WORLD CUP Shell ADVANCE KART RACE IN JAPAN」のフォーミュラAクラスでも優勝。
2001年はCIK-FIA カート世界選手権にフォーミュラスーパーAクラスからエントリーし、スポット参戦していたミハエル・シューマッハにも高く評価された。

### ジュニアフォーミュラ
2001年は、CIK-FIA カート世界選手権と共にイギリスフォーミュラ・ルノー冬季シリーズにも参戦し、ランキング7位。
2002年は同選手権のレギュラーシリーズに参戦。3度のポールポジションと3度の優勝を記録し、ランキング3位。
2003年は同選手権を独走し、10勝を上げ、最終戦まで2ラウンド（4レース）を残し、チャンピオンに輝いた。この年はF3マカオGPにも出場した。

### F3
2004年はマノー・モータースポーツからフォーミュラ3・ユーロシリーズに参戦。初年度は1勝、ランキング5位。マカオGPでも総合14位と不本意な成績に終わった。その後の「バーレーン・スーパープリ」では優勝を飾っている。また、シルバーストンで行われたマクラーレンのテストに参加し、初めてF1カーを運転した。
2005年はASMに移籍すると、20レース中15勝を上げてチャンピオンに輝き、各国F3の強豪が集うマールボロ・マスターズを制した。

### GP2
2006年は前年度チャンピオンのニコ・ロズベルグがF1へ昇格したことを受け、その後任としてARTグランプリからGP2に参戦。開幕戦のサンマリノではセーフティカーを抜き失格となったが、ポール・トゥ・ウィンを飾ったモナコでの1勝を加えシーズン通算5勝を獲得。なかでもニュルブルクリンクとシルバーストンでは第1レースとリバースグリッド制の第2レース両方とも勝利して、ネルソン・ピケJr.との争いを制してタイトルを獲得した。

## F1

### マクラーレン在籍期(2007年 - 2012年)

#### 2007年
2007年、マクラーレン・メルセデスからF1デビュー。チームメイトは2005年、2006年を連覇したチャンピオン、フェルナンド・アロンソ。

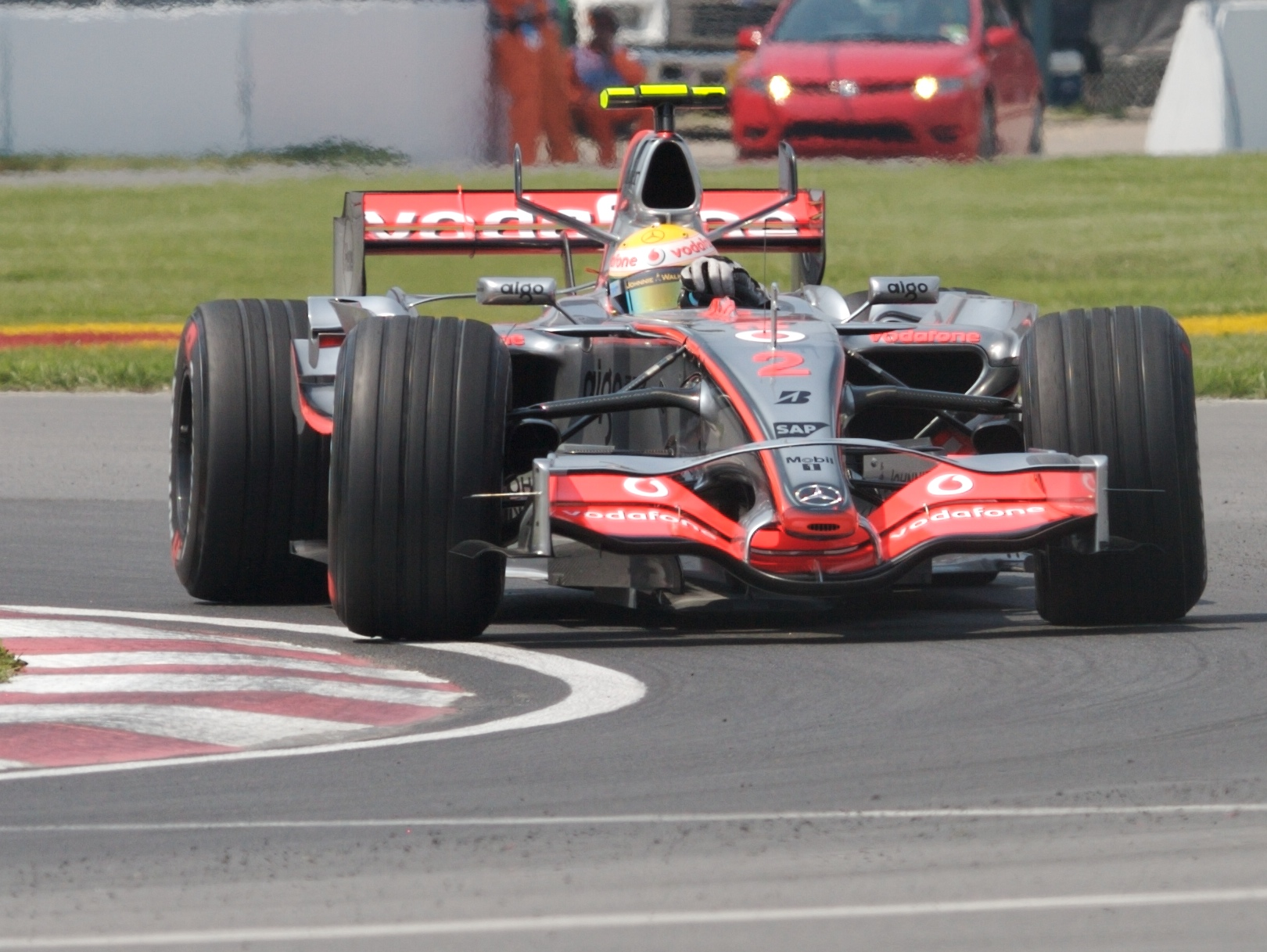
2007年カナダGP

「F1史上初の黒人ドライバー」「マクラーレンの秘蔵っ子」などの愛称として注目を浴びる中、デビュー戦となる開幕戦オーストラリアGPで3位に入賞し表彰台へ登った。続く第2戦マレーシアGP、第3戦バーレーンGPでも2位に入り、デビューから3戦連続表彰台という史上初の成績を収めた。更に第4戦スペインGP、第5戦モナコGPでも続けて2位に入賞。第4戦終了時には未勝利ながら史上最年少でドライバーズランキングの首位に立った。
第6戦カナダGPでは初のポールポジションを獲得すると、決勝レースではポールトゥーウィンで初優勝を遂げ、続く第7戦アメリカGPでもポールトゥーウィンで2戦連続優勝を果たした。

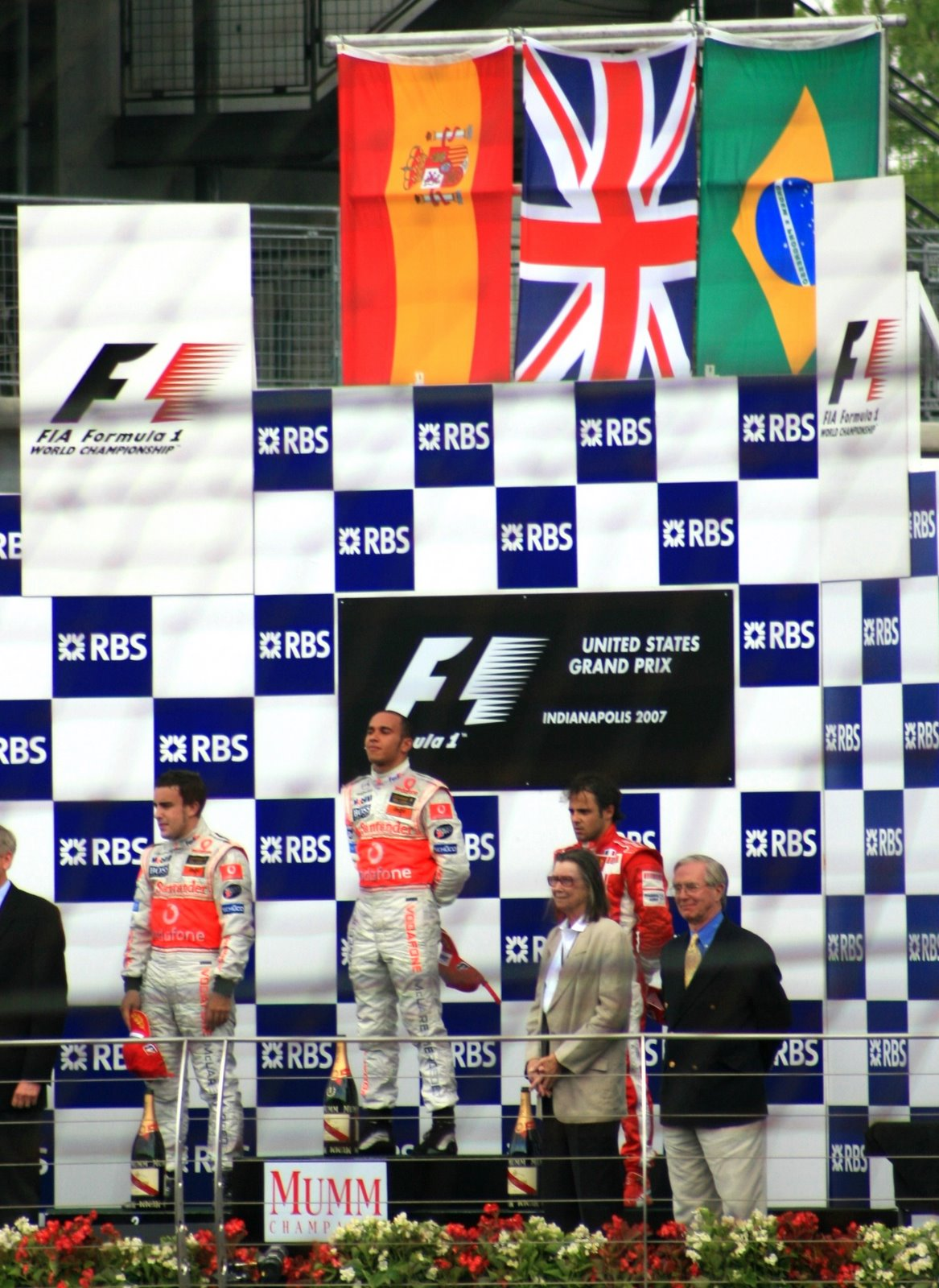
2007年アメリカGP

その後、第8戦フランスGP、第9戦イギリスGPにおいても3位と安定した成績を収めたが、第10戦ヨーロッパGP予選Q3では公式セッションに於いて初のクラッシュを経験し、その結果デビュー後最低となる10番グリッドからのスタートとなった。決勝では他車との接触によるパンクや雨によるコースアウトなどが重なり入賞圏外の9位でフィニッシュ。これにより初参戦以来の連続表彰台記録および連続入賞記録は9でストップした。その後は第11戦ハンガリーGPと第15戦日本GPで勝利を飾った事などもありポイントリーダーの座を維持していたが、この時点でもF1史上初のルーキーチャンピオン誕生の可能性もあった第16戦中国GPでは、タイヤ交換のタイミングミスも影響してタイヤのトラブルが発生し、それによってマシンのコントロールを失いコースアウトから自身初のリタイアとなってしまった。
それでも、最終戦ブラジルGPもチャンピオンの可能性を残していたが、スタートでキミ・ライコネンとアロンソに先行を許し、ミスによるコースアウトやギアトラブルにより後退。最終的に7位に終わったことで、ライコネンに1点差で逆転チャンピオンを許した。しかしレース後、ハミルトンの上位でフィニッシュした3人のドライバーに対して燃料温度に違反があるとして審議が行われ、即日ペナルティなしとの判断が下されたものの、2日後にマクラーレンはFIA国際控訴裁判所に控訴した。仮にこの3人にタイム加算や失格ペナルティが下された場合、順位繰り上げとなってライコネンの獲得ポイントを上回るハミルトンに（再逆転）チャンピオン獲得の可能性があったが、最終的に棄却されたことでその可能性は消滅した。

#### 2008年
2008年、シーズン開幕前にはフェラーリ圧倒的に有利と言われていた下馬評 を覆し、開幕戦オーストラリアGPを制した。しかし第2戦マレーシアGPでは予選中に他車のアタックを妨害したとしてグリッド降格ペナルティを受けてしまい、決勝レースでもピット作業の遅れが響き5位にとどまった。第3戦バーレーンGPでは2度もアロンソに追突するなどのミスから順位を落としノーポイントに終わったが、その後の2戦では表彰台を獲得。

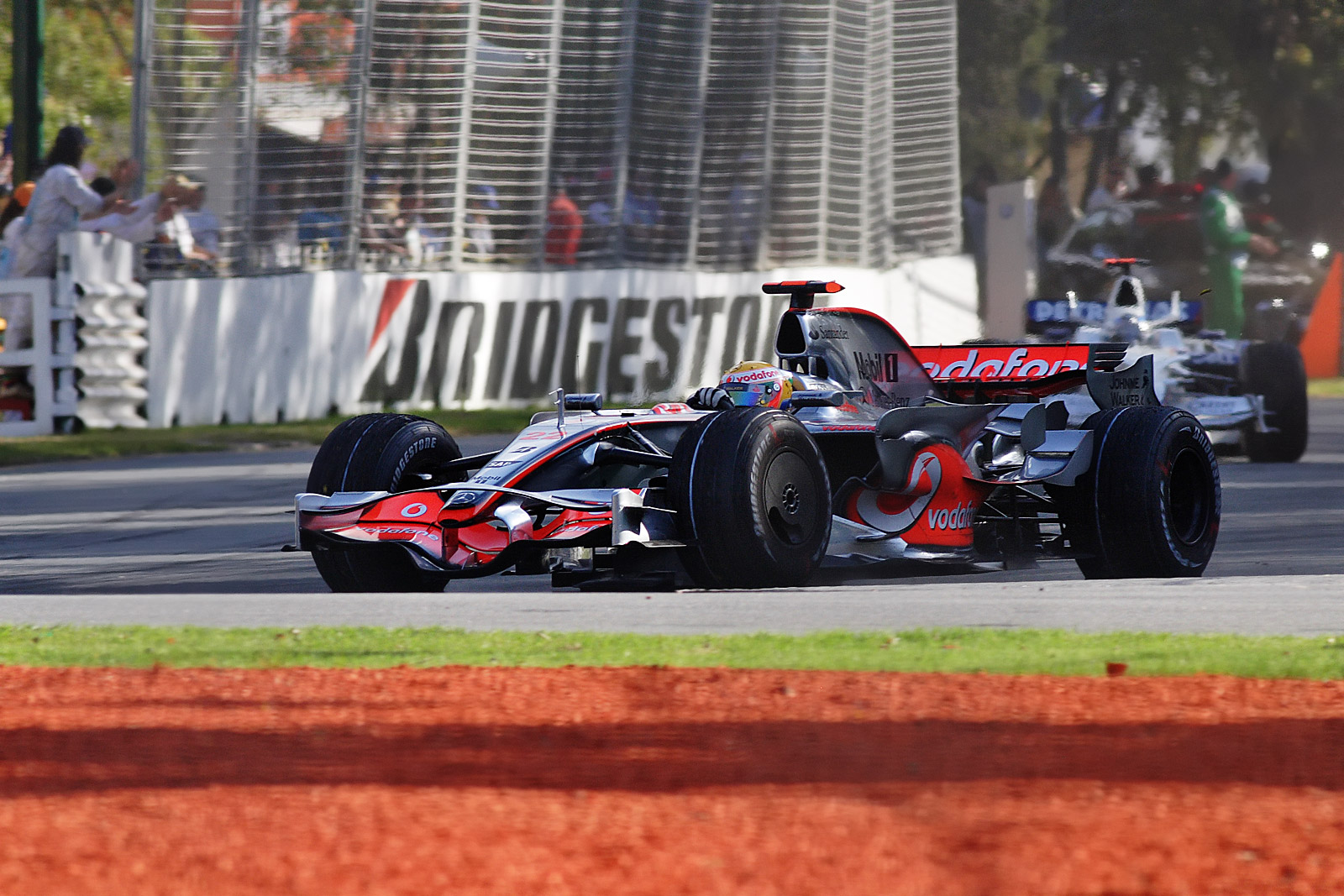
2008年オーストラリアGP

第6戦モナコGPでは序盤にガードレールに当たりタイヤをパンクさせるミスを犯しピットインを余儀なくされ後退するも、セーフティカーが導入されたレース展開に巧みに対応して中盤には首位に立ちモナコGP初優勝を飾った。その後の第7戦カナダGPでは、ピットアウト時に赤信号で停止していたライコネンのマシンに追突するミスを犯しリタイアに終わる。この事故により次戦第8戦フランスGPでは10グリッド降格ペナルティ、決勝でもシケイン不通過でのオーバーテイクによるペナルティを受け 2戦連続ノーポイント。
しかし、大雨の第9戦イギリスGPを独走で制すると、第10戦ドイツGPではセーフティカー導入時の戦略ミス を覆して優勝し、2連勝でポイントリーダーに立つ。その後の6戦は優勝こそないものの、手堅くポイントを重ね、ランキング首位を堅持する。第16戦日本GPでは、スタート直後の1コーナーへの進入で他車を巻き込むミスを犯し、それに対するペナルティで後退し無得点に終わった。しかし続く第17戦中国GPではポールポジションからスタートすると、ファステストラップを記録しながら独走し、圧倒的な強さを見せシーズン5勝目をハットトリックで飾った。

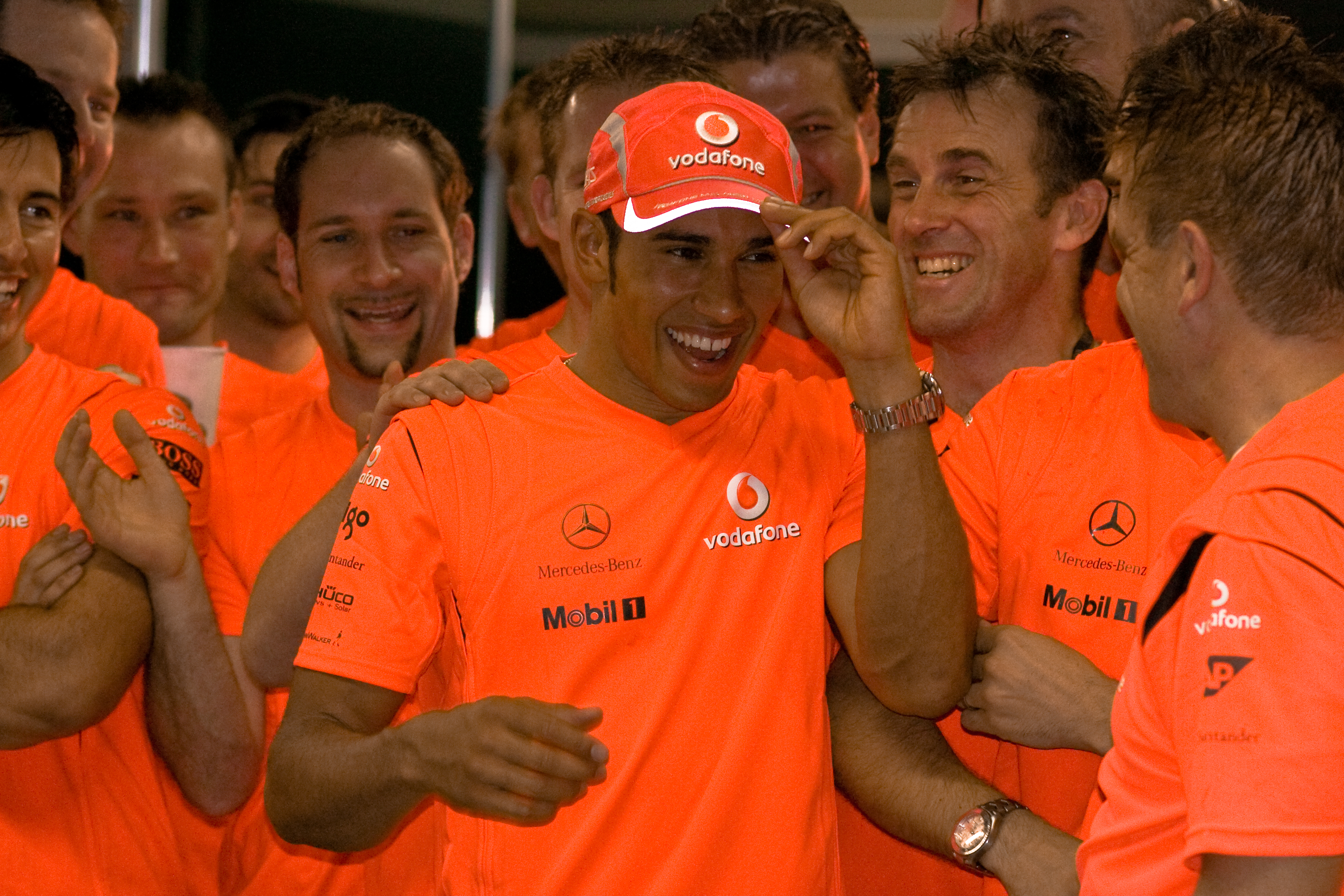
2008年ブラジルGPにてチャンピオン獲得の祝賀会

最終戦ブラジルGPの時点で、ハミルトン94ポイントに対してフェリペ・マッサ87ポイントと、ハミルトンは5位以内に入賞すれば無条件でチャンピオン決定と言う有利な状況にあった。しかし、スタートからマッサが首位を快走する中、4番手スタートのハミルトンはプレッシャーからか5位前後を出入りする展開が続き、68周目にはセバスチャン・ベッテルに抜かれて6位に転落。そして、首位マッサがそのまま逃げ切ってチェッカーを受けた時点では、ハミルトンは6位走行中でチャンピオン獲得の可能性は消滅したと思われた。だが、4位走行中のティモ・グロックは、雨が強まる中ドライタイヤを装着していたため、急速にペースダウン。最終ラップの最終コーナー手前でベッテルと共にオーバーテイクし、土壇場で5位でチェッカーを受けたことで、マッサとは1点差で 自身初のドライバーズチャンピオンを決めた。前評判を覆して、これまでアロンソが保持していたF1史上最年少ワールドチャンピオン記録を更新した（23歳300日）。
結果的に史上最年少でワールドチャンピオンを獲得はしたものの、前年と比較するとミスやドライビングの荒さが目立ち、他のドライバーやメディアの批判の的になることが多い一年となった。
なお、このハミルトンのドライバーズタイトル獲得以降、マクラーレンは2024年にコンストラクターズタイトルを獲得するまで16年間、ドライバーズ・コンストラクターズ共にタイトルから遠ざかることとなる。

#### 2009年
2009年もマクラーレンから参戦。しかしチームは大幅なレギュレーション変更の対応に苦しみ、開幕前のテストから不調が報じられた。ハミルトン自身も、開幕戦オーストラリアGPでは決勝前の全セッションでチームメイトのヘイキ・コバライネンにも遅れをとり苦戦が予想されたが、決勝ではグリッド最後尾から追い上げ、4位でゴールした。レース終了後に3位に繰り上がったが、その際の審議で虚偽証言をしたとして失格処分となった。第5戦スペインGP以降はノーポイントのレースが続き、また第6戦モナコGPから第8戦イギリスGPまで3戦連続で予選Q1落ちを喫していたが、第9戦ドイツGPで予選5番手獲得と復活の兆しを見せたが、決勝ではスタートでマーク・ウェバーに追突されタイヤがパンクする不運もあり、最下位でレースを終えた。

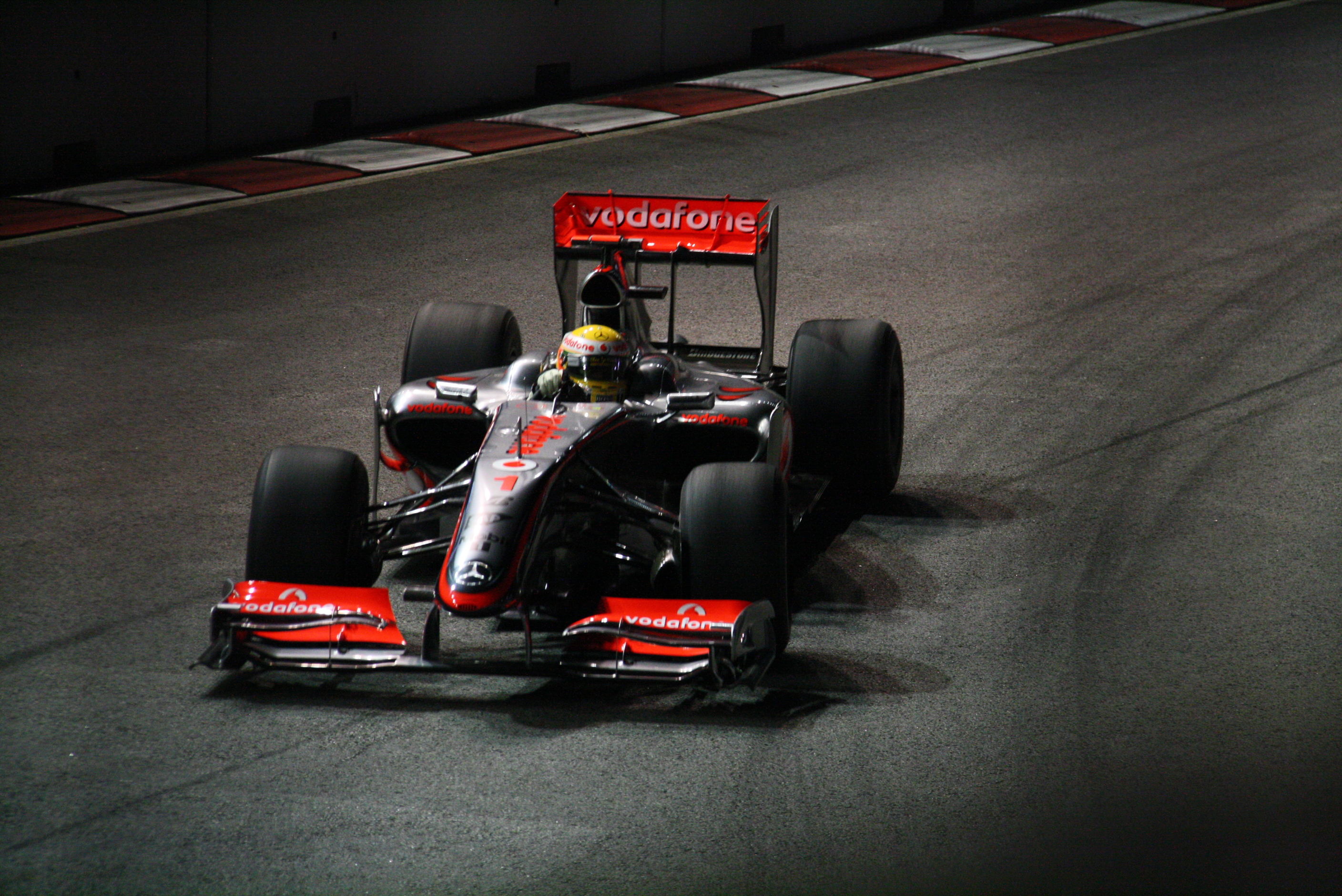
2009年シンガポールGP

しかし、次戦第10戦ハンガリーGPでは予選4位を獲得すると決勝では終始安定したペースで11戦ぶりの勝利をあげ、KERS搭載車の初勝利を記録した。続く第11戦ヨーロッパGPでも好調を維持してシーズン初のポールポジションを獲得し、決勝では終盤のピット戦略ミスがあったが2位表彰台を獲得した。第13戦イタリアGPではシーズン2度目のポールポジションを獲得するが、決勝では3位走行中のファイナルラップで自身のミスによりクラッシュしてレースを終えた。これによりシーズン4戦を残してタイトル防衛の可能性が消滅した が、続く第14戦シンガポールGPでは2戦連続となるポールポジションを獲得しポールトゥーウィンを飾った。
最終的に、コンストラクターランキング上位2チームの4人に次ぐ、ドライバーズランキング5位でシーズンを終えた。なお、この年はファステストラップを1回も記録出来なかった。

#### 2010年
2010年もマクラーレンから参戦。チームメイトは前年度チャンピオンのジェンソン・バトン。開幕戦バーレーンGP予選ではポールポジションのセバスチャン・ベッテルから1秒以上の遅れをとり、フェラーリ勢の後塵を拝する4位に留まった。決勝では3位表彰台を獲得したものの、翌第2戦オーストラリアGP、第3戦マレーシアGPでは予選Q2敗退を喫するなどシーズンの苦戦が予想された。

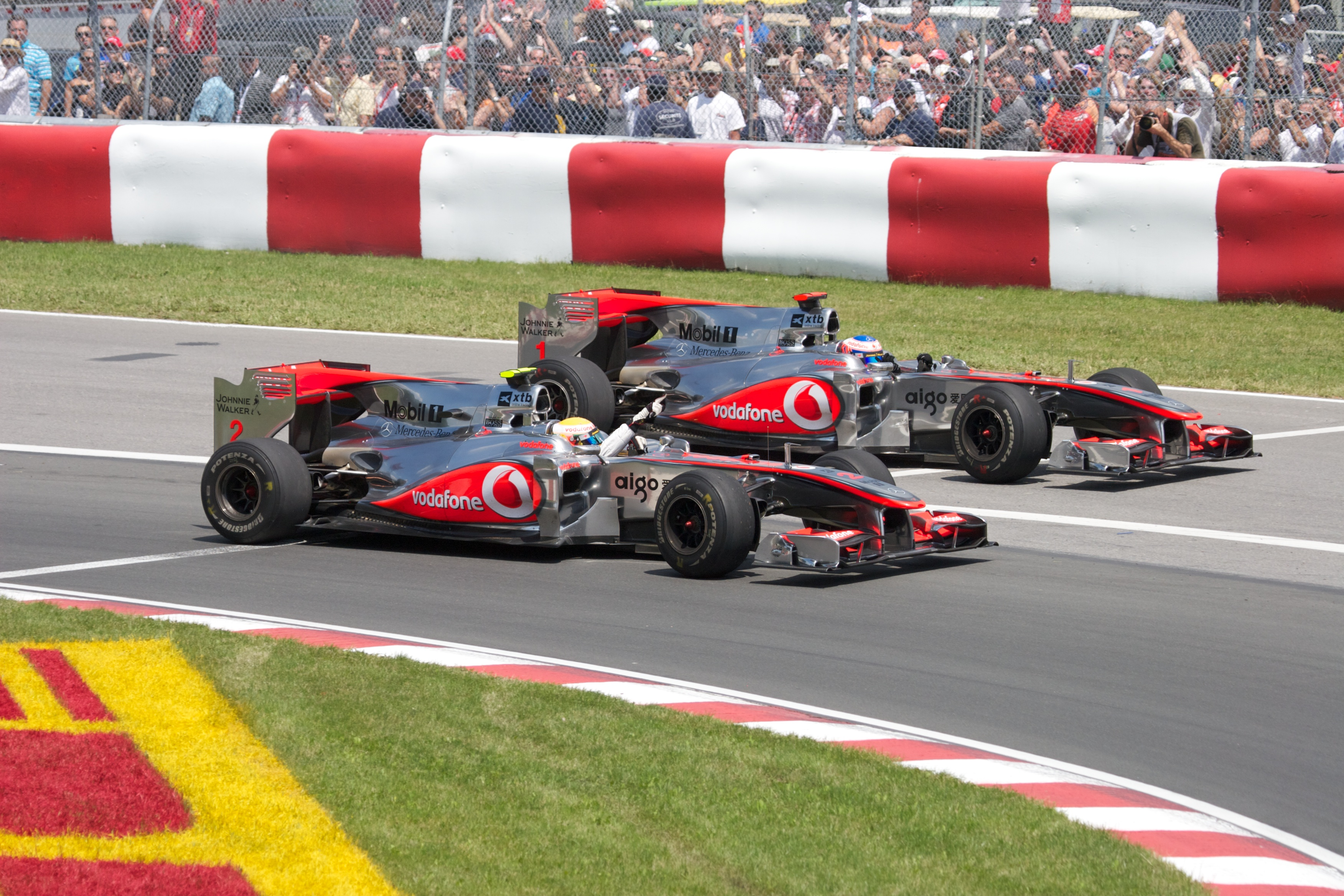
2010年カナダGP、バトンと1-2フィニッシュを飾る。

好機が訪れたのは第7戦トルコGP。首位を争っていたレッドブル勢の2人のドライバー、ベッテルとウェバーが接触。ベッテルはリタイアに追い込まれ、ウェバーは後退を余儀なくされた。これにより首位に出たハミルトンはバトンとの攻防も制してシーズン初勝利をあげた。続くカナダGPではレッドブル以外の車両でこのシーズン初のポールポジションを獲得して見せた。決勝も2戦連続でチームメイトのバトンと1-2フィニッシュで優勝を飾りポイントランキングでも首位に躍り出た。次の2戦ではマシンのアップデートが進まずに、第9戦ヨーロッパGPではセーフティカーを抜きドライブスルーペナルティを受けたが、第10戦イギリスGPと2戦連続で2位表彰台を獲得しランキング首位を堅持した。
第11戦ドイツGP以降はレッドブル勢ばかりでなく復調したフェラーリ勢にも遅れをとり始め、第12戦ハンガリーGPではギアボックストラブルでリタイアに終わったことによりポイントランキング首位の座をウェバーに明け渡した。翌第13戦ベルギーGPで優勝し再びタイトル争いで首位に立ったが、第14戦イタリアGPでは1周目に自身のミスによりマッサと接触しリタイアに終わり、続く第14戦シンガポールGPで今度はウェバーと接触し、2戦続けてリタイアしたため首位から陥落。第15戦日本GP終了時点ではベッテルにも先行されたものの、翌第16戦韓国GPで2位表彰台を獲得し、レッドブルの2人が共にリタイアに終わったことでランキング4位ながらタイトル獲得へ可能性を残した。最終戦アブダビGPでは優勝並びに首位のアロンソが無得点であることがタイトル獲得への最低条件であったが、2位に留まり最終的にドライバーズランキング4位に終わった。

#### 2011年
2011年もマクラーレンから参戦。開幕前のテストではレッドブルやフェラーリに大きく遅れを取っていたが、開幕戦オーストラリアGPの予選ではポールポジションのベッテルに0.778秒という大差をつけられながらも2位につけ、決勝でも2位表彰台を獲得した。続く第2戦マレーシアGP予選でも好調を維持し2戦連続で2番手につけたものの、決勝では2位を走行中のピット作業ミスで3位に落ち、その後アロンソに追突されタイヤに不調をきたした。さらにはアロンソとのバトル中にストレートで複数回の進路変更を行ったことを咎められ、ペナルティを受け8位に降格となった。しかし、続く第3戦中国GPではベッテルが予選まで全てのセッションでトップタイムをマークする好調さを見せていたが、決勝ではレース終盤でそのベッテルをオーバーテイクしてシーズン初優勝をあげた。

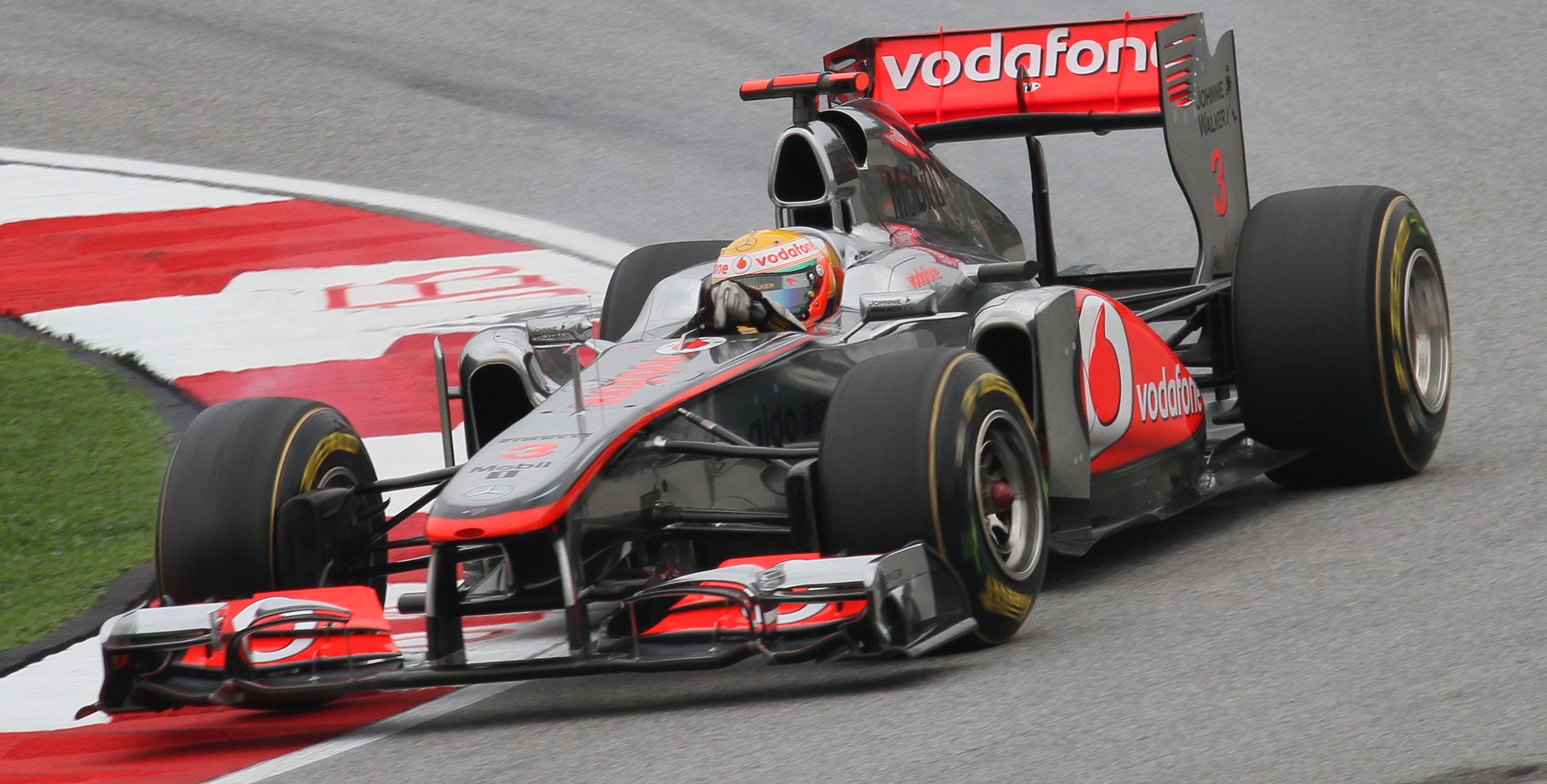
2011年マレーシアGP

第6戦モナコGPではマッサとマルドナドと接触し、ペナルティを受けて6位に終わった。大雨によりセーフティカースタートとなった第7戦カナダGPではスタート直後にウェバーと接触し、その後ホームストレートでチームメイトのバトンをオーバーテイクしようとした際に追突してリタイアとなった。この2件の接触は共に審議の結果ペナルティの対象とはならなかった ものの、2戦で4件の接触事故を起こし、そのドライビングスタイルが非難を浴びた。4戦続けて表彰台にすら登れないレースが続いていたが、過密スケジュールによる精神的な疲労を理由に直前のいくつかのイベントなどをキャンセルし、休暇を取って臨んだ第10戦ドイツGPでは予選で2番手を獲得し、決勝ではスタートで首位に立つとアロンソとウェバーとの三つ巴の激戦を制し7戦ぶりとなる2勝目をあげた。第11戦ハンガリーGPではレースの大半を首位で走るが雨が降り出すとスピンし、その際にコースへ戻るスピンターンが危険という理由でドライブスルーペナルティを受け、ウェットタイヤへ交換する作戦も裏目に出て4位に終わった。その後も他車との接触が多く、表彰台に乗れないレースが続いた。
第16戦韓国GPでは昨年のカナダGP以来のポールポジションを獲得し、決勝では1周目にベッテルに抜かれ中盤からペースが上がらずに苦しんだものの、ウェバーとの2位争いを制し久しぶりの表彰台を手にした。ポールポジション獲得後の記者会見で「久しぶりのポールポジションなのに嬉しそうではないのはなぜか」と問い詰められることがあったが、この頃恋人のニコール・シャージンガーと別れており それが影響したのではないかと噂され、こうしたプライベートな問題がパフォーマンスに影響したのではないかという噂を後にハミルトン自身も認めた。しかし、第18戦アブダビGPではフリー走行から好調で、予選Q2でレースウィーク中全体の最速タイムを記録し、ベッテルにポールポジションを奪われたものの、決勝ではスタート直後にベッテルがリタイアしたためトップに上り、その後は安定した走りでアロンソを退け、久しぶりとなる勝利を挙げた。
レッドブル以外のドライバーで唯一のポールポジションを獲得したが、決勝ではピレリタイヤのマネジメントに苦しんだレースが多々あり、レース中のミスや接触も目立った。その結果、12回の表彰台に登りドライバーズランキング2位を手にしたバトンに対し、ハミルトンは同じ3勝を上げたものの表彰台は6回に留まり、1年を通して安定感に欠けたことでドライバーズランキングは5位に終わり、F1キャリアの中で初めてドライバーズランキングでチームメイトの後塵を拝した。

#### 2012年
2012年もマクラーレンから参戦。テストで好調が噂されたMP4-27は速さを見せ、予選では開幕戦オーストラリアGP、第2戦マレーシアGPと連続ポールポジションを獲得し、決勝では第3戦中国GPまで3戦連続3位表彰台を獲得してポイントリーダーとなった。

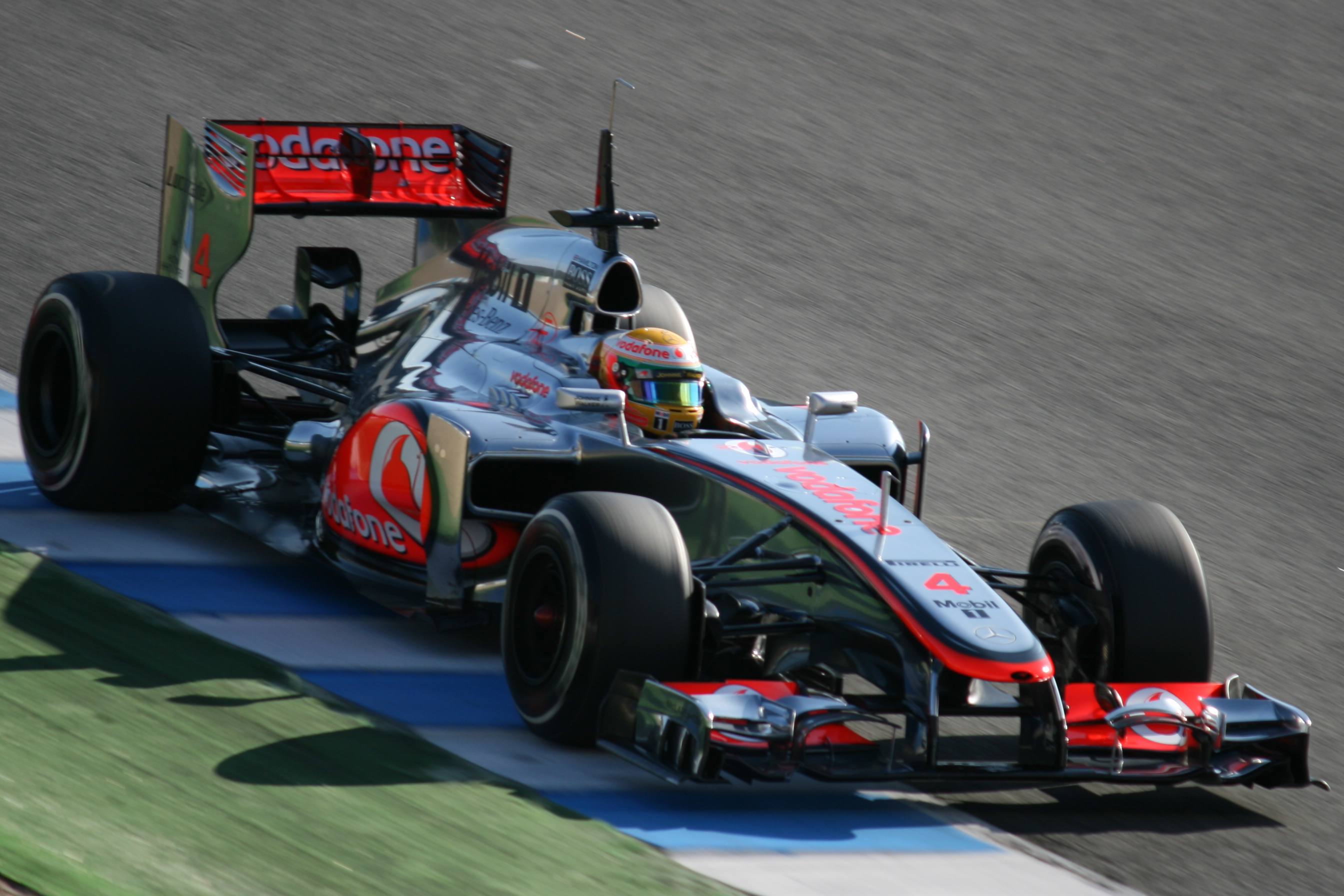
ヘレステスト走行

第5戦スペインGPでは予選で2位に0.568秒差をつけてのポールポジションを奪うが、2010年カナダGP同様燃料切れ寸前になり、アタック後にピットに戻ることができずに予選タイム抹消で失格処分となった。決勝は最後尾から唯一2ストップ作戦で走りきり8位入賞。第6戦モナコGPではレース序盤まで3番手をキープして走行していたが、ピットストップでアロンソとベッテルに逆転され5位でレースを終えた。レース後にはチーム側への不満を露にしたが、続く第7戦カナダGPでアロンソとベッテルとのトップ争いを制してシーズン初優勝を飾った。
その後はマシンパフォーマンスとともに調子を落とすものの、第11戦ハンガリーGPでは2位に大差を付けてのポールポジションを獲得すると、決勝ではロータス勢の激しい追い上げを抑えきりポールトゥーウィンで2勝目を上げた。第12戦ベルギーGPではスタートでロマン・グロージャンに幅寄せされ接触、そのまま多重クラッシュに巻き込まれてリタイアするも、連戦となった翌第13戦イタリアGPでは4度目となるポールポジション、2度目のポールトゥーウィンで3勝目を上げた。第14戦シンガポールGPでも連続となるポールポジションを獲得したが決勝では首位走行中ギアボックストラブルによりリタイア。
その後は復調したベッテルに遅れを取り、マシントラブルも多発したことにより入賞が精一杯という結果が続きタイトル獲得は絶望的となった。数字上は僅かに可能性が残っていた第18戦アブダビGPではフリー走行から復活の兆しを見せ、予選では大差を付けてポールポジションを獲得。決勝でも充分なリードを築いていたがまたもマシントラブルに襲われリタイアに終わりチャンピオン争いから脱落した。その後の第19戦アメリカGPでは予選2位からポールポジションを獲得したベッテルとのマッチレースを逆転で制して6戦ぶりの勝利を飾る。最終戦となる第20戦ブラジルGPでは7度目のポールポジションを獲得。雨まじりとなった決勝では序盤首位からバトンに抜かれ順位を落とすも、セーフティカー導入により差が縮まり雨も止んだ中盤に首位に復帰。しかし追い上げてきたニコ・ヒュルケンベルグに追突されリタイアに終わった。
シーズン最多となる7度のポールポジションとベッテルに次ぐ4度の優勝を上げ、その速さを遺憾なく発揮したシーズンであったが、度重なるチームのミスやマシントラブルなどによりポイントを失うレースが多く、ドライバーズランキングは4位で終わった。
第15戦日本GP開催前に、来季のメルセデス移籍が発表された。

### メルセデス在籍期(2013年 -2024年 )

#### 2013年
2013年はメルセデスで参戦。チームメイトはカート時代の元チームメイトであるニコ・ロズベルグ。

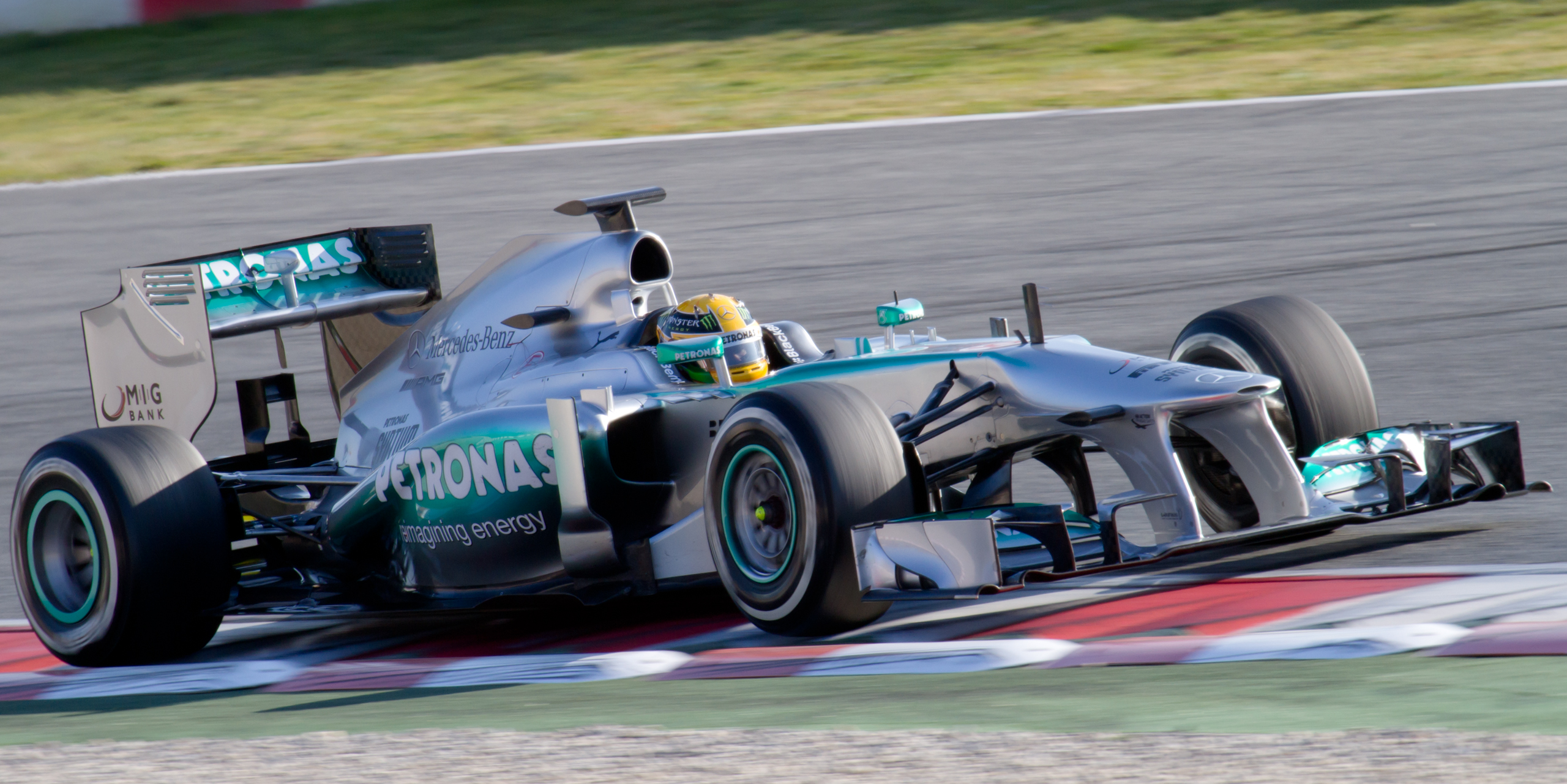
カタロニアテスト走行2日目

当時、F1ワークス活動再開後3年間でわずか1勝しか上げていないメルセデスへの移籍は賛否両論があり、自身も「移籍してすぐに結果を出せるとは思っていない。今年（2013年）は学びのシーズンだよ。しばらくは勝てないと思う」など、当初はこの年は自身が未勝利で終わることを示唆する発言もしていたが、冬のテストでは最後のバルセロナテストでトップタイムを記録。ハミルトン自身もシーズン中に勝利する可能性があることを認め、メルセデスW04は高い競争力を持っているのではと期待された。その期待通り早くも第2戦マレーシアGPで移籍後初となる3位表彰台を獲得。第3戦中国GPでは移籍後初のポールポジションを獲得。決勝では2戦連続となる3位表彰台を獲得した。
その後はロズベルグが3戦連続でポールポジションを獲得し、第6戦モナコGPでは優勝するなどチームメイトの後塵を拝することになる。この不調についてハミルトンは、長年居たマクラーレンとメルセデスのマシンの感触の違い、特にブレーキングのフィーリングが違うせいで自信を持ってドライブできないのが原因と語った。得意とする第7戦カナダGPから復調の兆しを見せ3度目の3位表彰台を獲得。母国である第8戦イギリスGPでは2位以下を0.4秒以上引き離すコースレコードタイムで2回目のポールポジションを獲得。決勝レースも順調に後続を引き離していたが、このレースで多くのマシンを襲ったピレリのタイヤバーストトラブルの最初の犠牲者となり、最後尾まで順位を落としてしまう。終盤はセーフティカーにも助けられ4位まで挽回した。次戦第9戦ドイツGPでも2戦連続のポールポジションを獲得するが、決勝はペースに苦しみ5位フィニッシュ。
カナダと同様に得意とする第10戦ハンガリーGPで3戦連続のポールポジション からポールトゥーウィンを決めて移籍後の初優勝を果たした。第11戦ベルギーGPでも目まぐるしく変わるコンディションの中4戦連続となるポールポジションを獲得し、第12戦イタリアGPではシーズン唯一のファステストラップを叩き出すなどシーズン中盤には速さを見せた。しかし、ベルギーGP以降圧倒的なパフォーマンスを発揮したレッドブルとセバスチャン・ベッテルを脅かすには至らず、ドライバーズランキング4位でシーズンを終えた。
優勝したシーズンでは最少となる、年間1勝しか上げられなかったシーズンである。しかし、リタイアしたのは第15戦日本GPのみ で、加えてノーポイントに終わったレースは第5戦スペインGP の2つだけという安定した走りを見せたこともあって、序盤の予測を覆し同年のポイントは自身が前年にマクラーレンで稼いた得点まであと1点のところまで迫った。

#### 2014年
2014年も引き続き同じ体制で参戦。2014年からカーナンバーに固定ナンバー制度が導入されたことにより、ハミルトンはカート時代に使っていた「44」を選んだ。

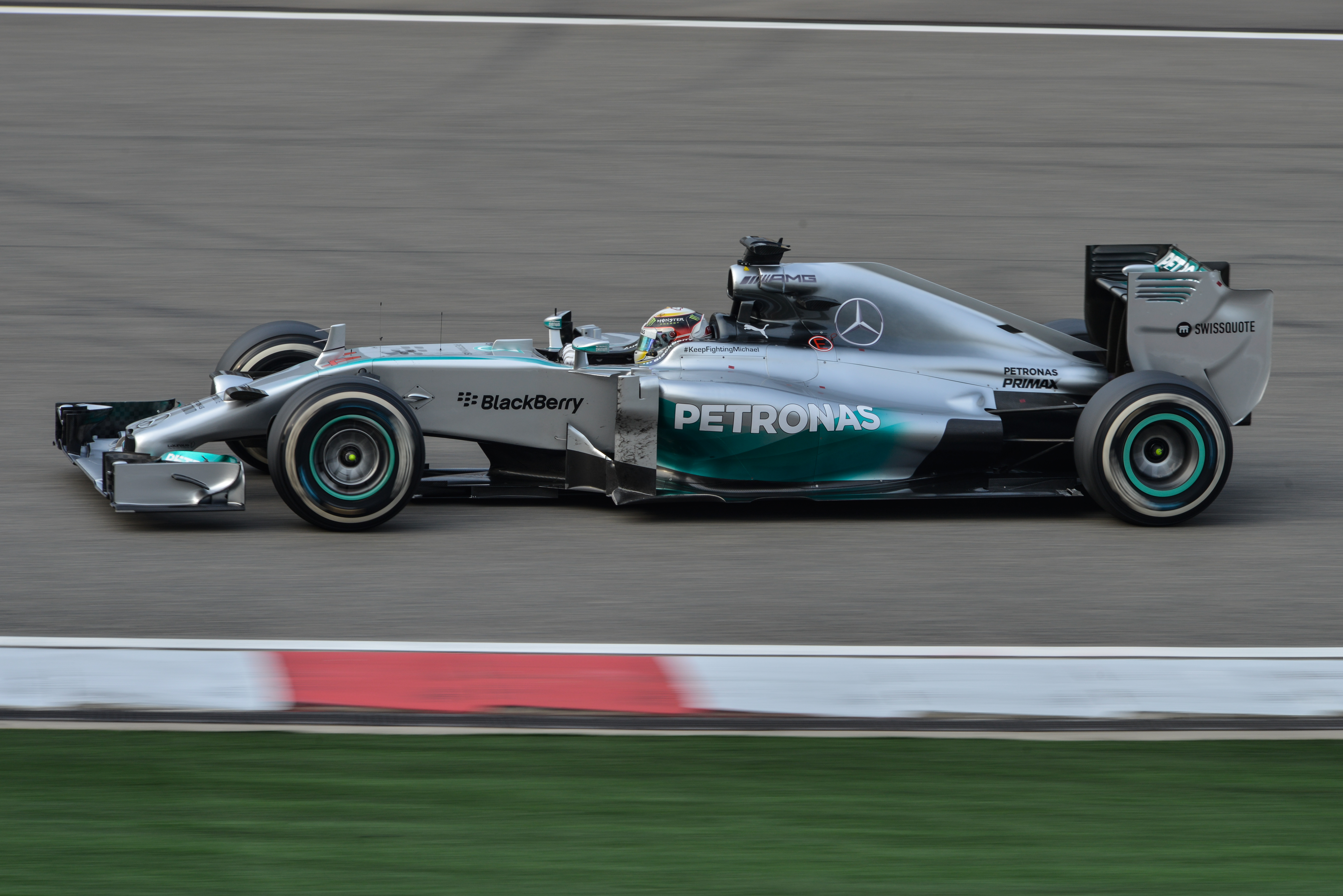
2014年中国GP

ターボ復活など、レギュレーションの大変革が行われたこの年、冬のテストで明らかにライバルをリードしていたのがメルセデスのW05 Hybridだった。開幕戦オーストラリアGPでポールを獲得し、決勝はパワーユニットのトラブルでリタイアするも僚友のロズベルグが圧倒的なリードで優勝したことによってそれは証明され、チャンピオンシップはハミルトンとロズベルグによって争われることが予想された。第2戦マレーシアGPでグランドスラムを達成しシーズン初勝利を飾る。第3戦バーレーンGPではポールポジションはロズベルグに譲るも、スタートでリードを奪うとその後の激しいバトルを制して勝利をもぎ取る。勢いそのままに第4戦中国GP、第5戦スペインGPを連続ポールトゥーウィンで制し、自身初となる4連勝を果たした。
ポイントリーダーとして迎えた第6戦モナコGPだったが予選決勝共に2位で終わり、早々にポイントリーダーの座を奪い返された。その後はやや精彩を欠き、特に予選の成績は低迷した。第7戦カナダGPはマシントラブルによりリタイア、第8戦オーストリアGPでは2位表彰台に登るものの、それぞれ予選でポール獲得可能なペースがあったにもかかわらずミスにより逃している。第9戦イギリスGPでも予選でのミスにより6番手に沈むが、決勝では目覚ましいペースで追い上げポールスタートのロズベルグがリタイアするのを尻目に2008年以来となる母国優勝を果たし、広がりつつあったポイント差を一気に縮める事にも成功した。しかし第10戦ドイツGP、第11戦ハンガリーGPではそれぞれ予選Q1でブレーキトラブルによるクラッシュ、マシンから出火 という不運に見舞われ後方スタートを余儀なくされるものの、共に追い上げ3位表彰台まで挽回した。ハンガリーでは終盤タイヤ戦略の異なるロズベルグを前に出すようにチームオーダーが出されるが、それを拒否してポジションを守り切った事によりチーム内で物議を醸した。

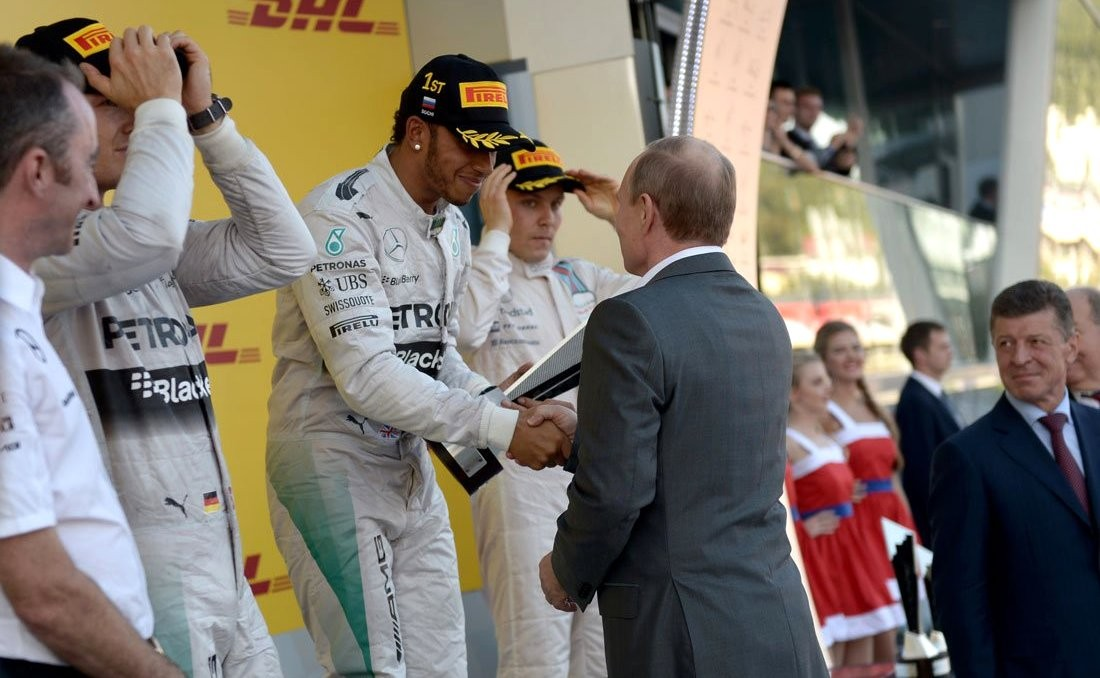
2014年ロシアGP表彰式

ロズベルグとの間の緊張感はシーズンが進むにつれ大きくなっていったが、第12戦ベルギーGPで接触という形で表れる。スタートでポールのロズベルグを抜いてトップにたったハミルトンだったが、次の周にロズベルグに追突された事によりタイヤがパンクし最後方に沈み最終的にはリタイアした。一方のロズベルグが2位に入った事でまたしてもポイント差を広げられた。それでも、第13戦イタリアGP、第14戦シンガポールGPで共にハットトリックを飾り、シンガポールをリタイアしたロズベルグに代わり再びポイントリーダーの座に立つと、イタリアGPから第17戦アメリカGPまでに5連勝を果たしてロズベルグとのポイント差を広げた。第18戦ブラジルGPではスピンもあって 2位に留まったが、最終戦アブダビGPでは予選2番手から本人曰く「キャリア最高のスタート」でトップに立つとそのまま逃げ切り、自己最多となる11勝目を挙げ、2008年以来となる2度目のワールドチャンピオンに輝いた。
幾度かのマシントラブルや、本人の浮き沈みもあり、予選ではロズベルグに対して7勝12敗と遅れをとり、この年から始まった最多ポール獲得者に送られるポールトロフィー獲得はならなかった。しかし、イギリスGPやアブダビGPのようにレースで逆転するケースが目立ち、決勝レースでの強さを見せチャンピオンを獲得した。

#### 2015年
2015年も引き続き同じ体制で参戦。カーナンバーは、チャンピオンナンバーである「1」を選ばずに引き続き「44」を使用する。

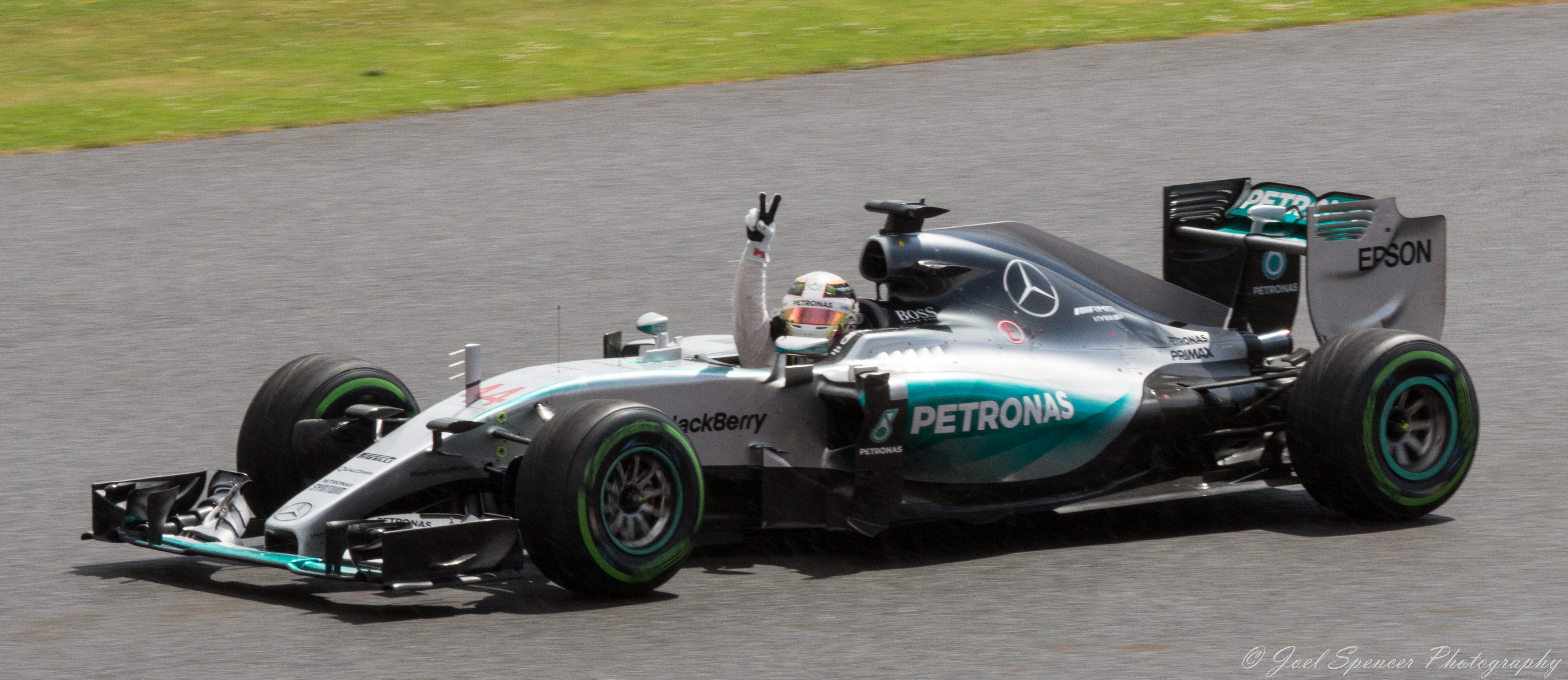
2015年イギリスGP、母国で3勝目を飾った。

昨年同様テストから他を圧倒する速さを見せ、開幕戦オーストラリアGPをハットトリックで制し幸先よくシーズンをスタートした。第2戦マレーシアGPでは2ストップ作戦をとり、1回ピット回数を減らしてきたフェラーリのベッテルに敗れ2位に終わる。しかし、続く第3戦中国GPをハットトリックで制し、第4戦バーレーンGPは終盤ブレーキトラブルを抱え、ライコネンの猛追を受けたもののポールトゥーウインを飾った。
ヨーロッパラウンドに入るとスタートで出遅れるケースが目立った。また、第6戦モナコGPではトップを快走し、2位ロズベルグを20秒近く離していたがチームの戦略ミスにより3位で終え、第10戦ハンガリーGPではスタートで後退し、ロズベルグを抜こうとしてコースアウト、さらにダニエル・リカルドとの接触によりペナルティを受け表彰台すら逃した。夏休み明けの第11戦ベルギーGPをポールトゥーウィンで制すと、続く第12戦イタリアGPでは自身2度目のグランドスラムを達成した。

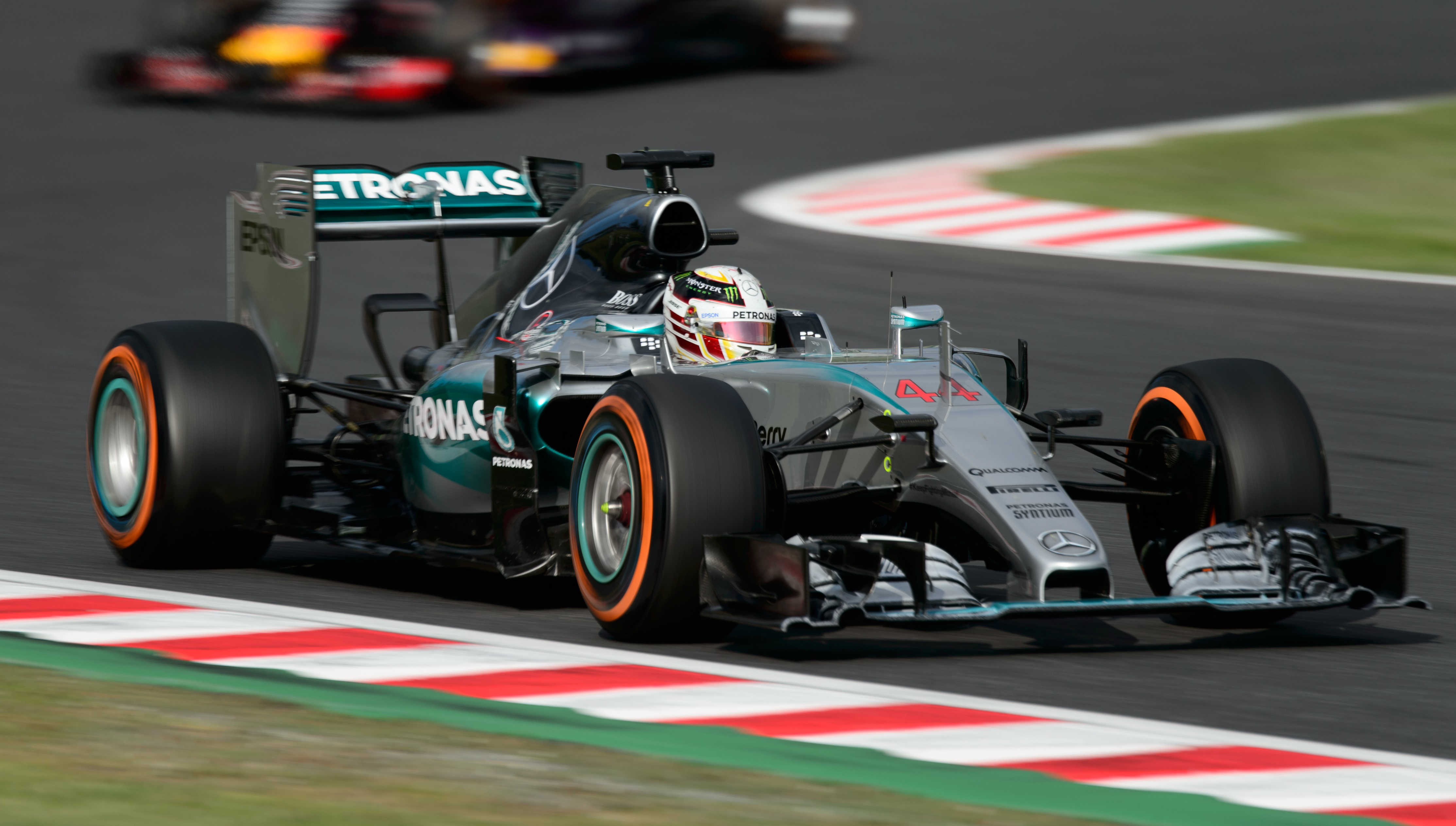
2015年日本GP

第13戦シンガポールGPではメルセデス勢はフリー走行からペースが上がらず、予選ではセナの持つ連続PP8回の記録に挑んだがフェラーリ勢とレッドブル勢の後塵を拝する5番手で終え連続PP記録は7で途絶えた。さらにはレース中盤で今シーズン初のリタイアを喫した。しかし、続く第14戦日本GPではポールポジションをロズベルグに譲ったものの、スタートでトップに立ちその後は危なげない走りで憧れのセナに並ぶ通算41勝目を挙げた。第15戦ロシアGPではロズベルグのリタイアで楽にトップに立つと、2位のベッテルに対して付け入る隙を見せずに勝利を飾る。第16戦アメリカGPでもスタートでロズベルグをかわしてトップに立つが、再度抜き返される。しかし2度のセーフティカーも味方し、さらにはロズベルグがコースアウトした隙を突いて、トップを奪って勝利を収めた。これにより2年連続、自身3度目のワールドチャンピオンを獲得した。
フェラーリの躍進、マシンの問題 やチーム・自身のミス、第13戦シンガポールGPでの急失速などもあり、決して楽なシーズンではなかったが、昨年以上の安定感に予選の速さも加わり2年連続での2桁勝利と11回のPPを獲得した、シーズン中1度もポイントリーダーの座を譲らない強さを見せた1年となった。

#### 2016年
2016年もメルセデスから参戦。開幕戦直前に決まった新予選方式 が導入された開幕戦オーストラリアGPではポールポジションを獲得した。決勝ではスタートで順位を落としたが終盤はベッテルを凌いで2位表彰台。第2戦バーレーンGPでもV10時代のコースレコードを塗り替えるラップでポールポジションを獲得したが、決勝ではスタートでチームメイトのロズベルグにあっさりかわされ、さらにウィリアムズのバルテリ・ボッタスと接触して大きく順位を落とし挽回したものの3位に終わる。続く第3戦中国GPではマシントラブルにより、およそ2年ぶりのQ1落ち。さらに決勝でもスタート直後にフェリペ・ナスルと接触し、その後もペースが上がらず7位に終わった。第5戦スペインGPにおいてもシーズン3度目のポールポジションを獲得したが、ロズベルグとオープニングラップに接触してリタイアに終わり、この時点でポイントリーダーのロズベルグに43ポイントの大差をつけられていた。

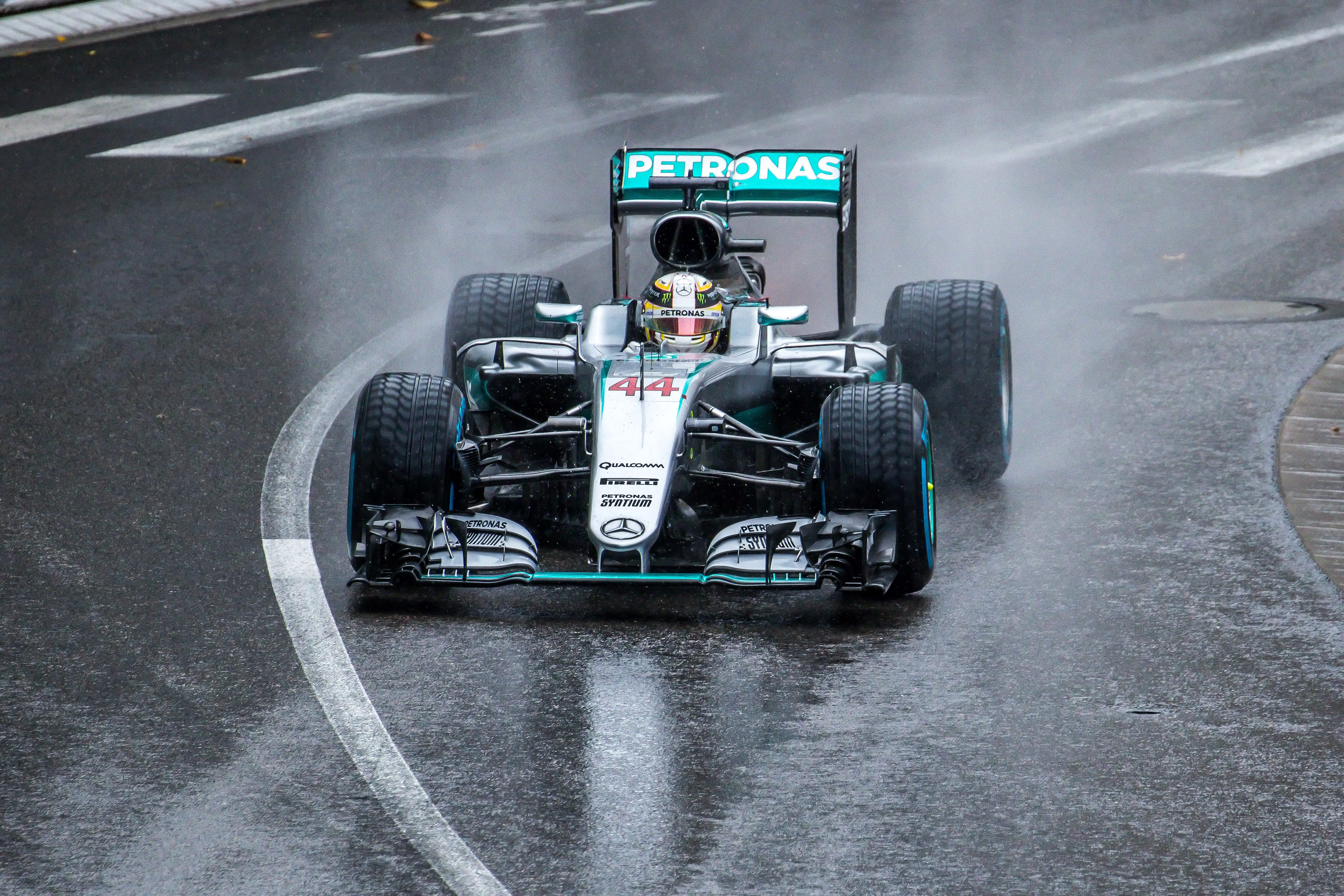
2016年モナコGP

迎えた第6戦モナコGP予選ではトラブルの影響もあり3位に終わる。しかし、決勝ではペースの上がらないロズベルグにポジションを譲られて 早々に2番手に上がり、その後はレッドブルのタイヤ交換ミスにも助けられて、トップを奪いシーズン初優勝を飾る と、続く第7戦カナダGPもポールトゥーウィンで連勝。第8戦ヨーロッパGPでは初開催のバクー市街地コースの予選でクラッシュして10位に終わり、決勝でもペースが上がらず5位に終わった。しかし、第9戦オーストリアGPではロズベルグと接触しながらも逆転勝利を飾ると、第11戦ハンガリーGPではスタートでトップを奪って優勝を飾り、ロズベルグからポイントリーダーの座を奪った。さらに第12戦ドイツGPでもスタートでロズベルグをかわしてそのまま独走で勝利を収めた。7月負けなしの4連勝で 前半戦を折り返した時点でロズベルグに19ポイントの差をつけた。

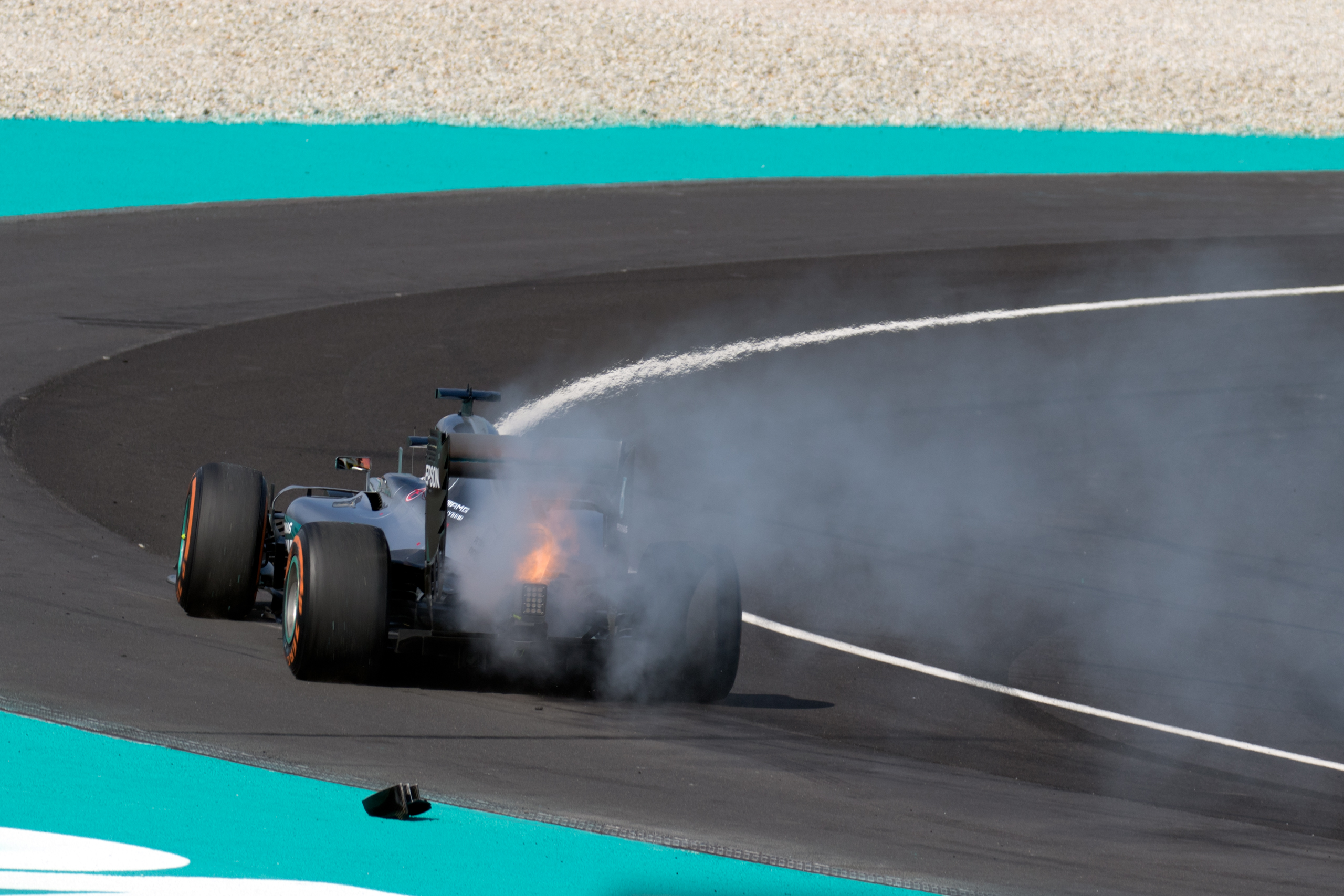
2016年マレーシアGP、エンジンブローするマシン。

夏休み明けの第13戦ベルギーGPではパワーユニット交換のペナルティにより21番手スタートとなったが、序盤の混乱や赤旗に乗じて大きく順位をあげて3位表彰台を獲得した。しかしその後はミスやトラブルにより、ロズベルグに3連勝を許して第15戦シンガポールGPでポイントリーダーの座を譲り、第16戦マレーシアGPではトップを快走中にエンジンブローでシーズン2度目のリタイヤ。無線で「Oh No! No!」と叫んだ。さらに第17戦日本GPでもスタート失敗が尾を引き3位に終わり、4戦を残してロズベルグに33ポイント差をつけられて自力タイトルの可能性は消滅した。その後、得意とする第18戦アメリカGPでは初のポールポジションを獲得して、そのまま危なげなく優勝を飾り、勢いに乗って残りの3レースすべてでもポールトゥーウィンと意地をみせた。第20戦ブラジルGPではアラン・プロストの通算優勝回数を上回り単独歴代2位となったが、その4レースすべてで2位に入り続けたロズベルグに最終的に5ポイントの差で逃げ切りを許してしまった。
ロズベルグを上回る12回のポールポジションを獲得し、3年連続の二桁勝利を達成した。一方で、スタートで大きく順位を落とす場面やオープニングラップでの接触がしばしばであり、またマシントラブルにも苦しんで失ったポイントも多かったことが、僅差でチャンピオン3連覇を逃す結果に繋がった。

#### 2017年
2017年もメルセデスから参戦。チームメイトは昨シーズン限りで電撃的に引退したロズベルグ に代わって、ウィリアムズより加入したバルテリ・ボッタス。

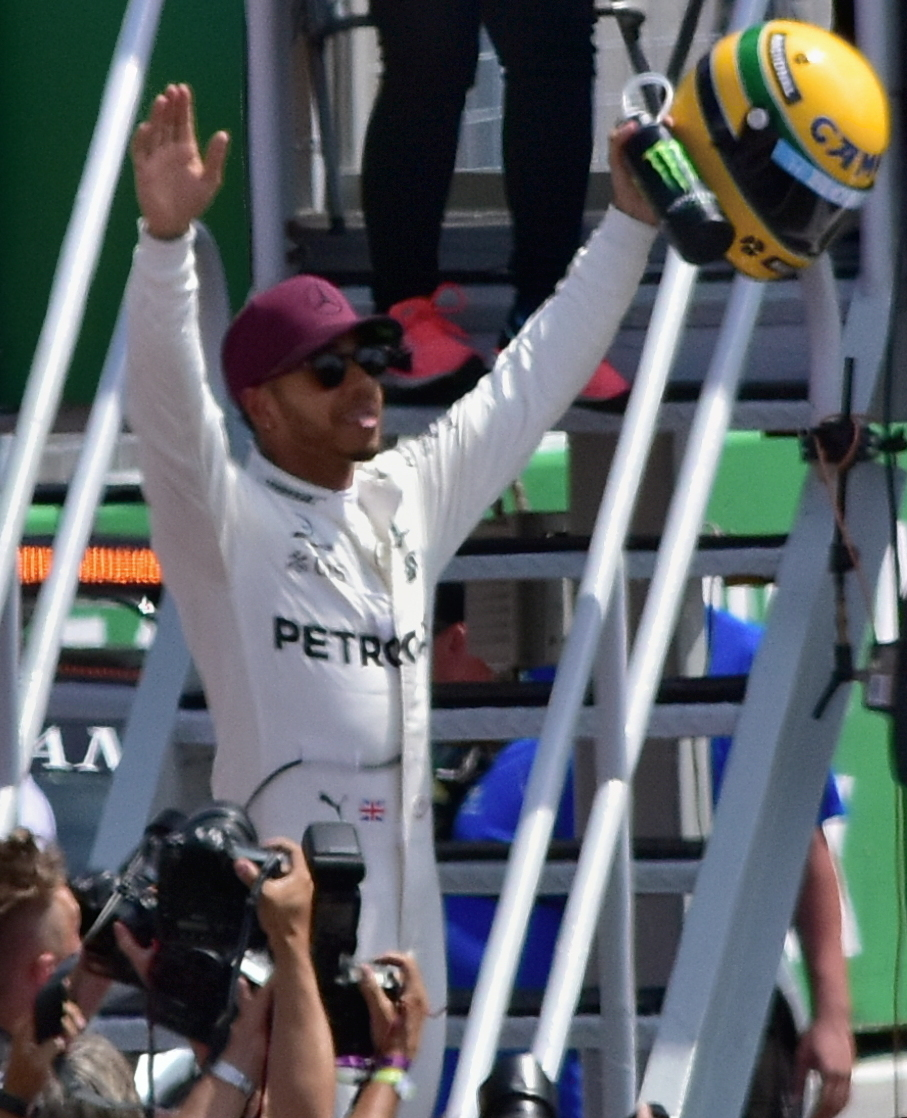
2017年カナダGP予選

開幕戦オーストラリアGPでは4年連続となるポールポジションを獲得したが、決勝ではベッテルに逆転を許して2位。第2戦中国GPではグランドスラムでシーズン初優勝を飾った。しかし、続く第3戦バーレーンGPでは終盤の追い上げ実らずベッテルに次ぐ2位に留まり、第4戦ロシアGPでは終始ペースが上がらず優勝したチームメイトのボッタスに30秒もの大差をつけられて4位に終わった。
第5戦スペインGPではスタートでベッテルの先行を許したものの、再びコース上で逆転して優勝を飾った。しかし、第6戦モナコグランプリでは予選ではストフェル・バンドーンのクラッシュの影響もありQ2敗退を喫し、決勝も7位でフィニッシュするにとどまった。第7戦カナダGPにてアイルトン・セナに並ぶ65回目のポールポジションを獲得し、決勝でも安定した走りを見せてシーズン2度目のグランドスラムを達成。その後の2レースはヘッドレストが緩むトラブルによる緊急ピットインや、ギアボックス交換ペナルティ が響き表彰台にすら登れなかった。そしてロンドンで行われたF1のイベントを欠席 して臨んだ第10戦イギリスGPでは再びグランドスラムで同グランプリ4連覇を達成する。これで一気にベッテルとのポイント差を縮めたが、第11戦ハンガリーGPでは4位に留まり優勝したベッテルに14ポイントのリードを許して前半戦を終えた。

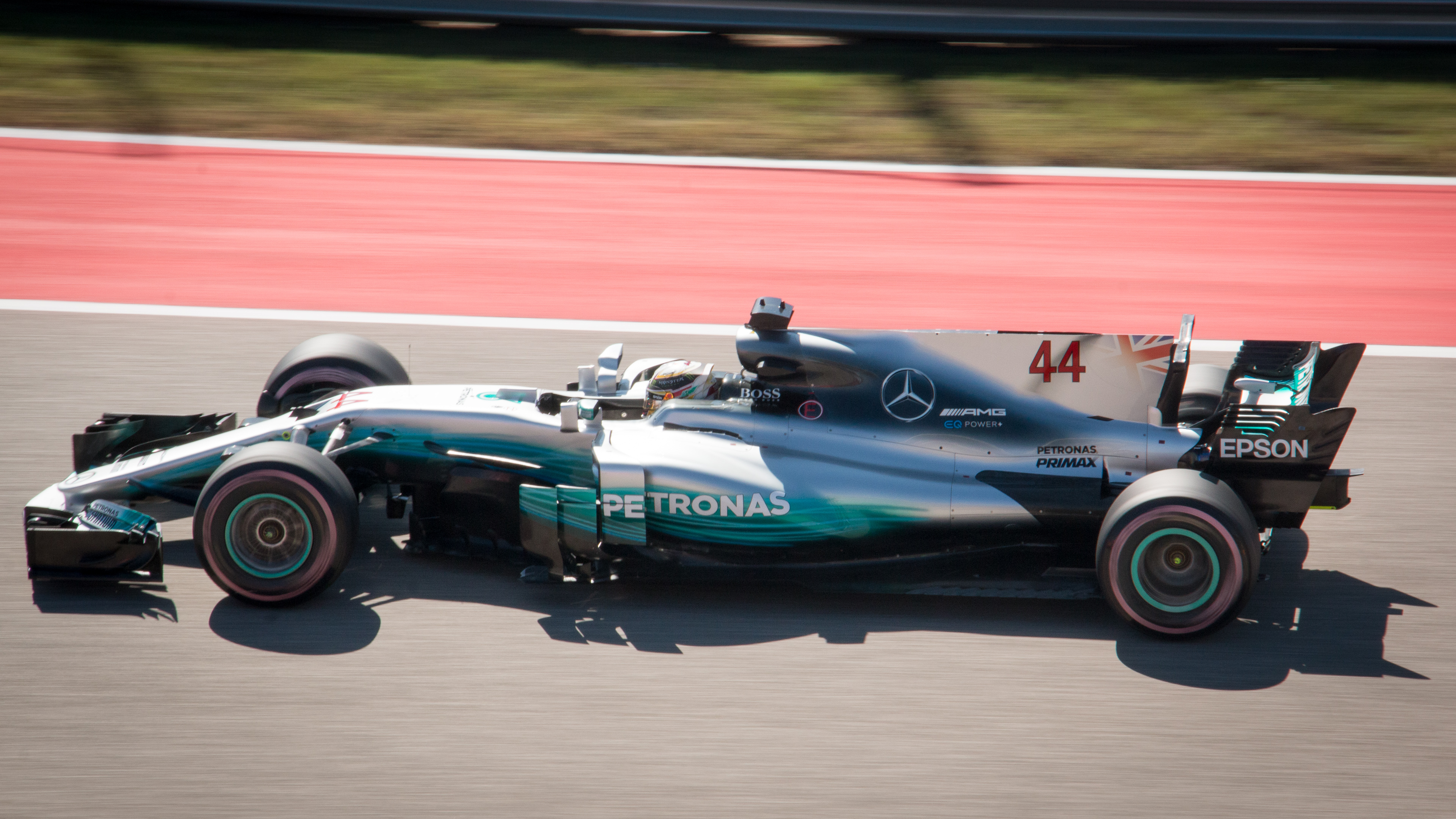
2017年アメリカGP

夏休み明け第12戦ベルギーGPでは予選でポールポジションを獲得すると、決勝でもベッテルとのマッチレースを制して5勝目をあげた。続く第13戦イタリアGPでは通算69回目のポールポジションを獲得し、ミハエル・シューマッハの68回を上回る歴代最多記録を更新。決勝でも危なげない走りで優勝を飾り、シーズンで初めてポイントリーダーの座に立った。その後も第14戦シンガポールGPから第17戦アメリカGPの4レースで優勝3回、2位1回と安定した成績を収め、クラッシュやトラブルで失速したベッテルに66ポイントの差をつけた。迎えた第18戦メキシコGPではベッテルと接触し、最後尾まで後退。しかし、9位まで追い上げてポイントを獲得し、2年ぶり4回目のチャンピオンを決めた。
自身も「暴れ馬」と呼んだマシンに手こずり調子を落とすレースもいくつかあった一方で、徐々にマシンの理解が進むにつれて調子を上げていった。特にベルギーGPからタイトル獲得までは圧倒的な速さと強さを誇り、この年参戦のドライバー唯一にして自身初の年間全レース完走および入賞を達成 し、最終的に3年連続の2桁ポールに9勝を挙げてタイトルを奪還した。

#### 2018年
2018年も前年と同じ体制で参戦。開幕前のテストから今シーズンの最有力であることが伝えられていたが、例年通り慎重な姿勢を見せていた。

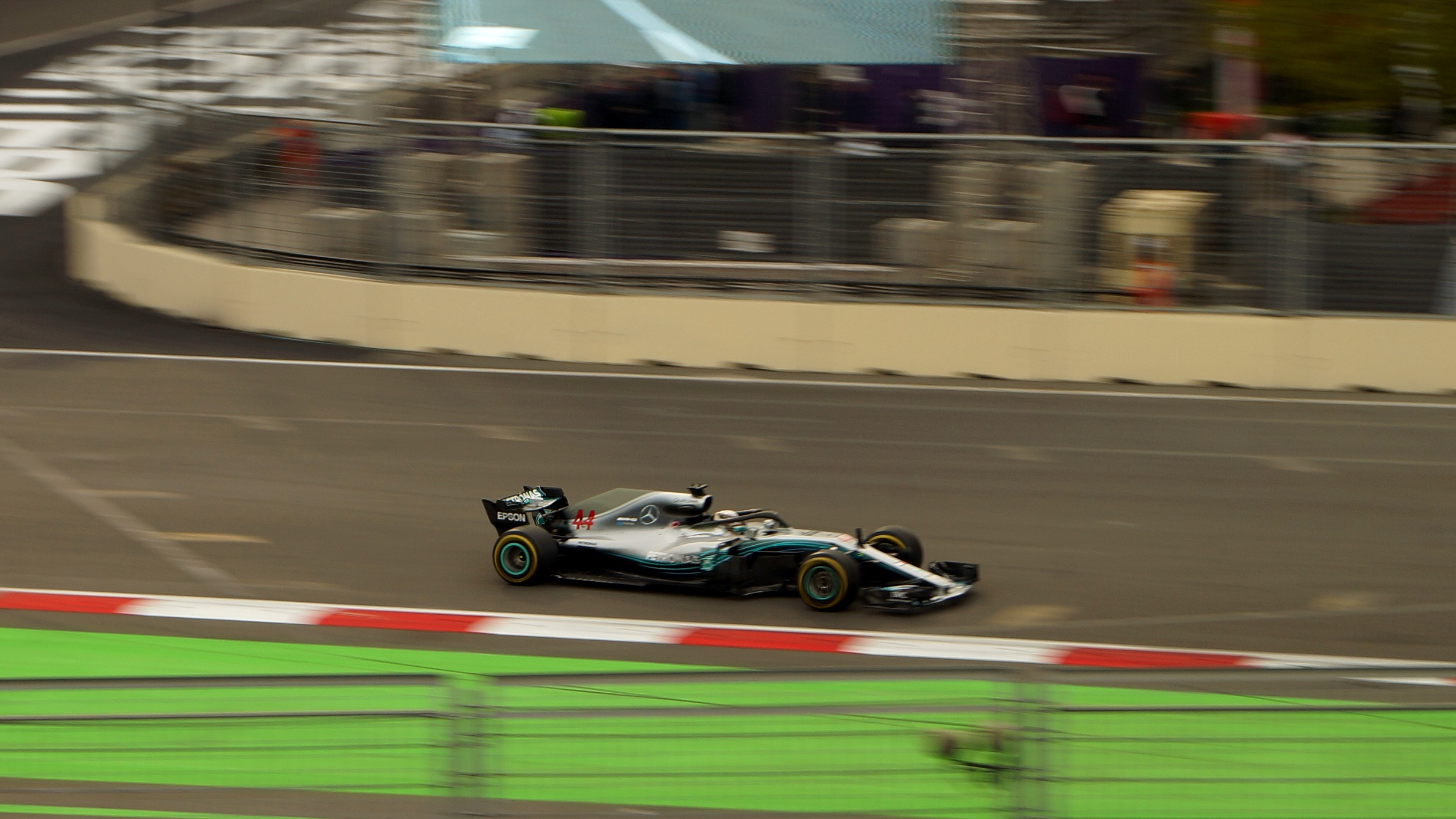
2018年アゼルバイジャンGP

開幕戦オーストラリアGPでは5年連続ポールポジションを2位にコンマ7秒近い大差をつけて獲得するも、レース中盤に導入されたバーチャル・セーフティカーによりまたしても開幕戦での優勝を逃した。第2戦バーレーンGPからは昨年同様にタイヤとの相性に苦しむ状況となっていた。それでも、第4戦アゼルバイジャンGPではベッテルのミスや、ボッタスのトラブルもあって辛くもシーズン初優勝を飾りポイントリーダーの座に躍り出ると、第5戦スペインGPではポールスタートから2位に20秒差をつけて連勝を果たした。
第7戦カナダGPではPUのアップデートが遅れた影響などにより5位に終わり、マシンにシーズン初の大型アップデートを投入 して臨んだ第9戦オーストリアGPではおよそ2年ぶりとなるリタイヤを喫した。さらに、母国第10戦イギリスGPではスタート失敗の上ライコネンと接触して最後尾近くまで後退し、2番手まで挽回したものの同グランプリ5連覇達成とはならなかった。第11戦ドイツGPでもトラブルで予選は14位と後方に沈むが、レース終盤に降ってきた雨を味方につけ首位を走っていたベッテルがクラッシュしたことも助けとなり逆転優勝を飾りポイントリーダーを奪還。第12戦ハンガリーGPでは予選の雨を味方につけてポールトゥーウィンを果たし、ベッテルに24ポイント差をつけた。
第13戦ベルギーGPではPP獲得もスタート直後にあっさりとパスされてベッテルに逆転優勝を許した。しかし、第14戦イタリアGPでは予選3番手からスタートでベッテルをパスして2番手に上がると、ライコネンとのマッチレースを制して逆転で優勝を飾った。そこから勢いに乗って第17戦日本GPまでに4連勝でタイトル争いの流れを引き寄せた。第18戦アメリカGPと第19戦メキシコGPではフェラーリやレッドブルの後塵を拝するレースとなったが、メキシコでファン・マヌエル・ファンジオとミハエル・シューマッハに続く、F1史上3人目となる5度目のワールドチャンピオン（歴代2位タイ）に輝いた。その後も以前の2度の戴冠後とは打って変わって集中力を切らさず、残り2レースでもポールトゥーウィンを飾ってシーズンを締めくくった。シーズンの総獲得ポイントではF1史上初となる400ポイント越えを果たした。
前述のように前半戦はマシンやタイヤを理解するのに苦しんだ事に加え、大幅に戦闘力を向上させたフェラーリに対して中盤戦まではかなりの劣勢を強いられた。しかし、雨に助けられた事や前年以上の安定感を披露、尚且つ前年同様サマーブレイク明けからは圧倒的な強さを見せ、同シーズンも終わってみれば4年連続となる二桁ポールと自身最多タイの11勝を収め、2度目となるドライバーズタイトル連覇を果たした。また、ドイツGP直前の7月19日に2020年まで契約を延長する内容を締結したことが発表された。

#### 2019年
2019年は開幕前のテストではフェラーリ勢の好調が報じられたが、開幕戦オーストラリアGPでは幸先よくポールポジションを獲得。しかし決勝ではフロントローのボッタスの先行を許したうえ、マシンのフロアに損傷があった事でペースを上げられず2位に終わった。第2戦バーレーンGPでは一転してフェラーリ勢のフロントロー独占を許しての予選3位だったが、決勝ではベッテルを攻略に2位に浮上。更にトップを快走していたシャルル・ルクレールがトラブルによりスローダウンしたことで、ボッタスとの1-2体制を築いてそのまま今季初優勝を飾った。その後の3レースでは予選でチームメイトのボッタスの後塵を拝しつつも、F1通算1000レース目の第3戦中国GPと第5戦スペインGPでは逆転で優勝を飾った。その一方で自身がマシンのパフォーマンスを引き出すことに苦労していることを認めていた。

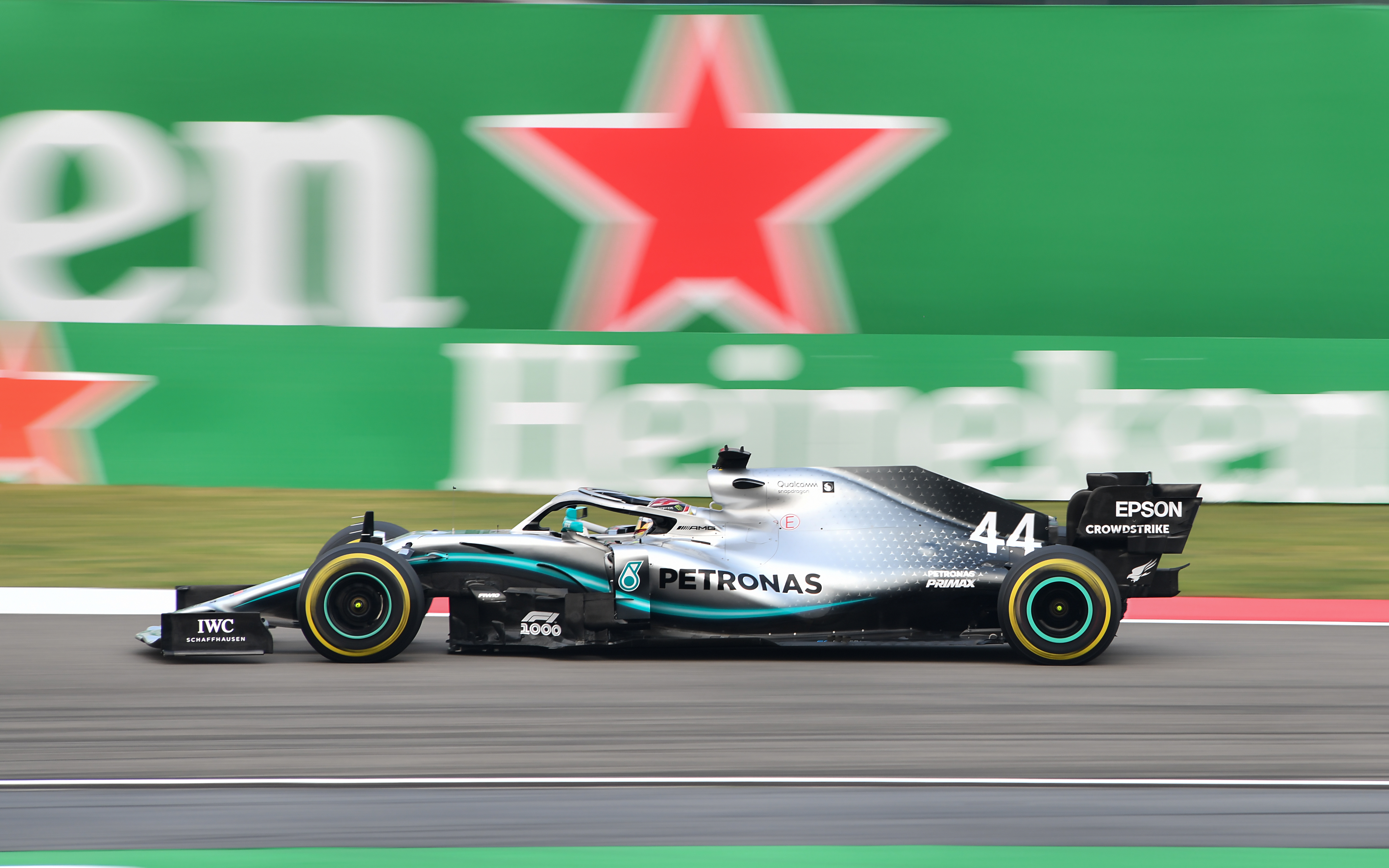
2019年中国GP

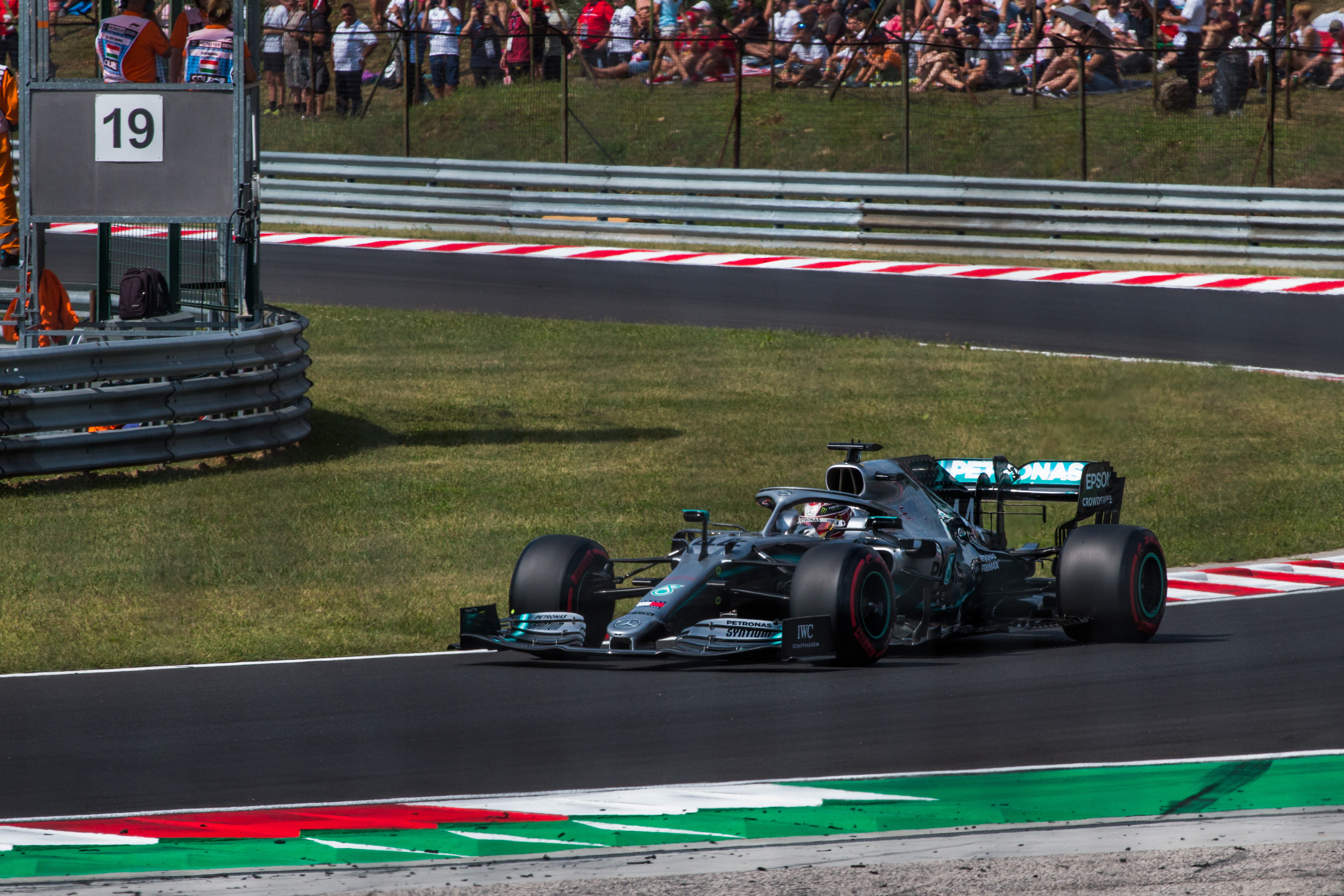
2019年ハンガリーGP

第6戦モナコGPでは開幕戦以来となるポールポジションを獲得すると、決勝でも戦略ミスをカバーしながらマックス・フェルスタッペンを抑えきりポールトゥーウィンを飾った。そのままの勢いで第8戦フランスGPまでに4連勝を果たした。第9戦オーストリアGPではマシンのオーバーヒート問題に加えて、自らのミスも重なったことで5位で終わり、2019年で初めて表彰台を逃すレースとなった。
母国の第10戦イギリスGPではポールをボッタスに譲ったものの、決勝ではバーチャル・セーフティカーのタイミングも味方につけトップに立つと、最終ラップにファステストラップを記録して優勝を果たした。第11戦ドイツGPではポールを獲得。レースを中盤まではリードしていたものの、クラッシュを喫した上にピットインのタイミングやペナルティも重なり入賞圏外でチェッカーを受けた。しかし、アルファロメオの2台が失格になったことで辛うじて9位入賞を果たした。夏休み前最後の第12戦ハンガリーGPでは予選3番手からオープニングラップで2番手に浮上。レース終盤にはトップのフェルスタッペンを抜いて逆転優勝を飾った。前半戦で8勝をあげて、ランキング2位のボッタスに対して62ポイントのリードを築いた。
後半戦に入ってからはフェラーリ勢が圧倒的なスピードを見せ、予選やコース上でのバトルで後塵を拝するレースが続いた。それでも、第16戦ロシアGPや第18戦メキシコGPでは逆転で優勝を果たし、それ以外のレースでも着実にポイントを重ねていった。迎えた第19戦アメリカGPではシーズン予選ワーストとなる5番手からスタート。レース終盤に逆転されてボッタスの優勝を許したものの、2位でフィニッシュして2019年シーズンのワールドチャンピオン獲得を達成した。
シーズン通して予選では苦しみ、ポールポジションを取った回数は、メルセデス移籍後では2013年と並んで最も低い回数にとどまった。そのため、2015年以降4年連続で獲得していたシーズン最多ポールシッターの証であるポールトロフィーは、シーズン7ポールのルクレールに譲る形となった。しかし、決勝レースでは2019年から採用されたファステストラップポイントもシーズン最多の6ポイントを獲得し、優勝回数では自己ベストタイとなる11勝を記録した。さらに、安定した走りで全周回完走及び全レース入賞を果たした結果、通算6度目のワールドチャンピオン獲得及び自身初のドライバーズタイトル3連覇を達成した。

#### 2020年
2020年も前年と同じ体制で参戦。開幕戦オーストリアGPでは、アレクサンダー・アルボンとの接触もあり4位に終わった。それでも第2戦シュタィアーマルクGPから、3戦連続のポールトゥーウィンでポイントリーダーの座の奪取に成功する。第8戦イタリアGPや第10戦ロシアGPではペナルティでつまずくも、安定して勝利を積み重ねていき、シーズンワーストの6番手スタートで迎えた第14戦トルコグランプリで逆転優勝を収め、3戦を残して自身7度目・4年連続のチャンピオンを獲得した。新型コロナウイルスの検査で陽性となり第16戦サヒールGPを欠場したが、最終戦アブダビGPにて直前のウイルス検査で陰性となり復帰したが、体調万全とはいかず、2位ボッタスに続く3位でシーズンを終えた。

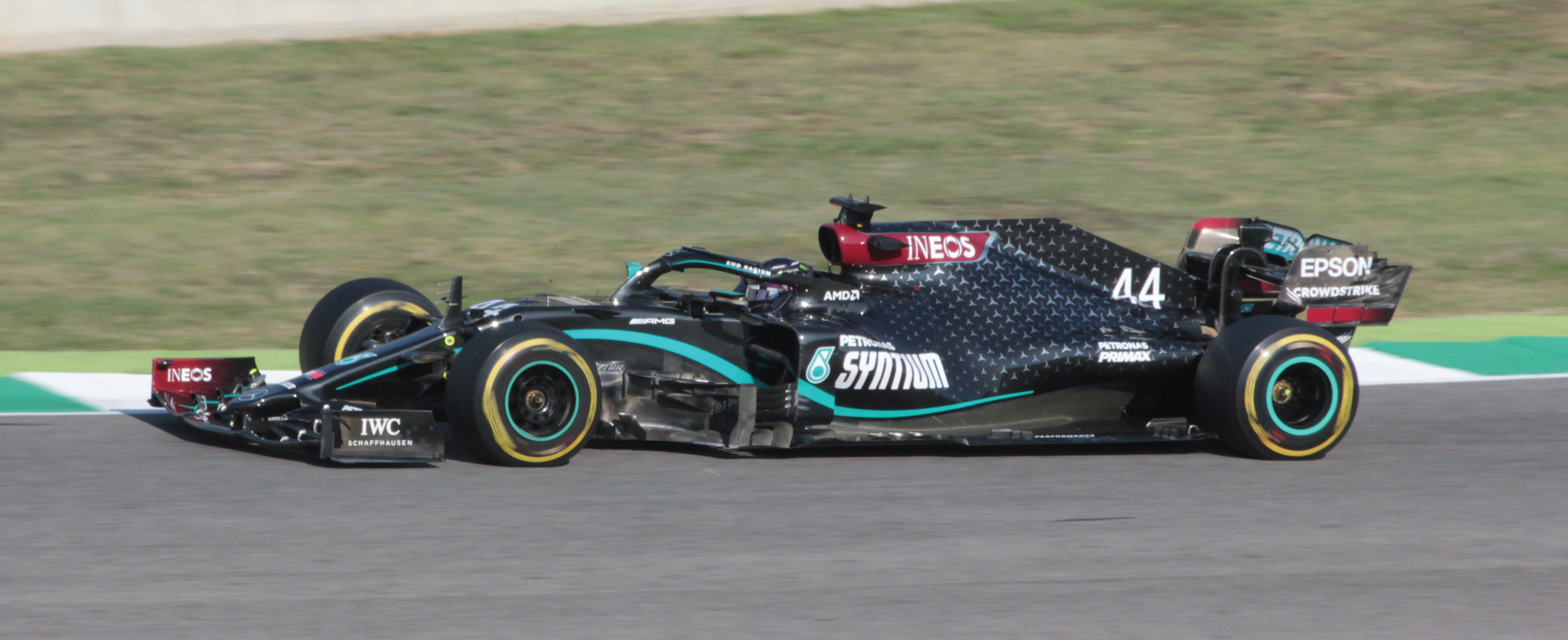
2020年トスカーナGP決勝

ペナルティを受けるシーンも度々散見するシーズンだった一方で、開幕戦と第8戦は表彰台を逃したものの入賞、第10戦はペナルティを受けながらも表彰台に上がっており、出走した全レースを入賞圏内で完走するという結果も残した。また、前年は低調に推移した予選でのパフォーマンスも復調し、10回のポールポジションを獲得するなど昨年以上の速さと強さを見せたW11と共にシーズンを圧倒した。一方で契約上は今季で終了するため、ウイルスの影響やレースに集中したかったという理由から最終戦終了後に契約に関する交渉を始めたことは認めたものの、契約延長は既定路線と思われながら年内に発表されなかったことから、ハミルトンの去就について様々なうわさが飛び交った。最終的には2021年2月8日に2021年の1年契約という形でメルセデスから参戦することが発表された。

#### 2021年

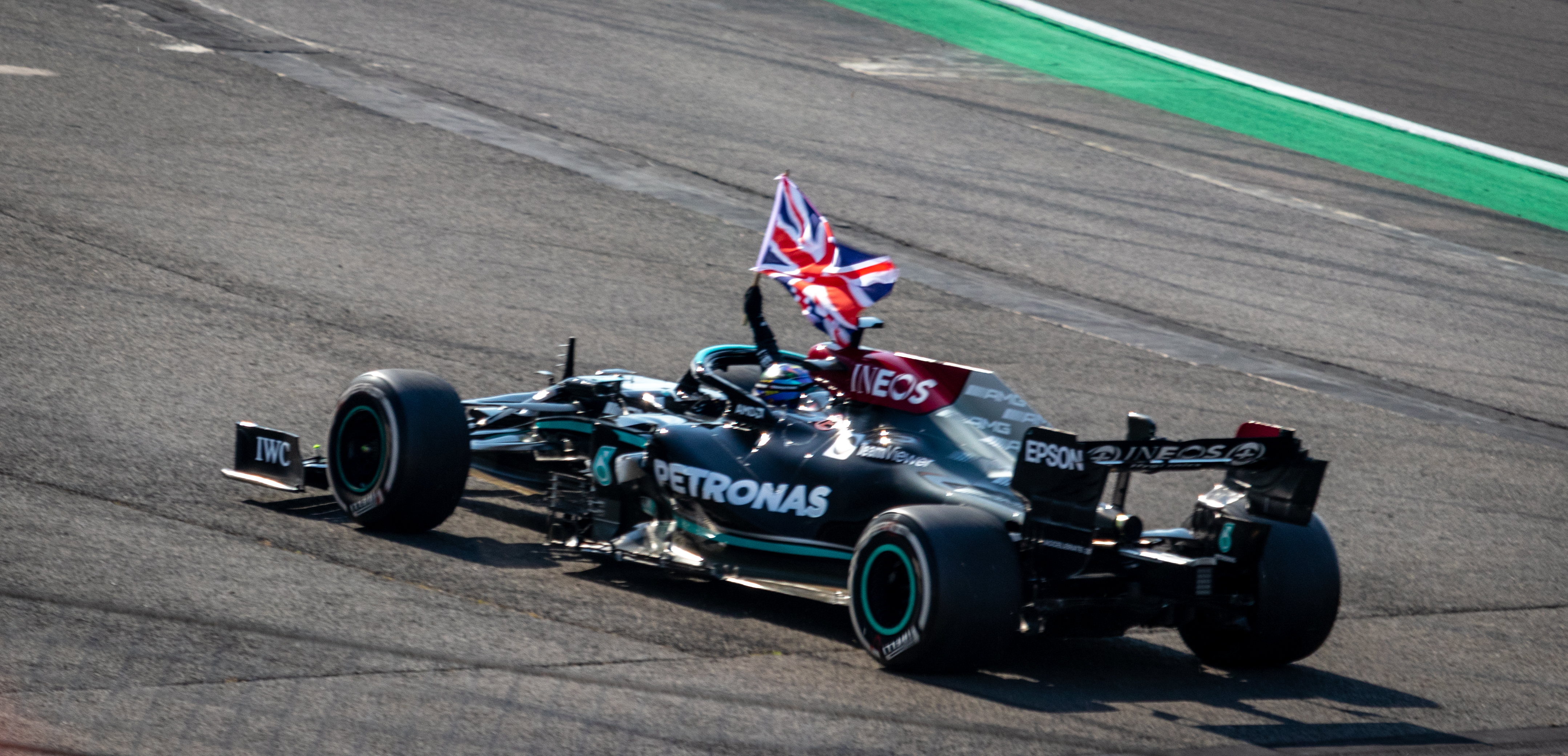
2021年イギリスGPでのウィニングラン

プレシーズンテストでのマシントラブルの影響や今季のレギュレーションの対応に出遅れたことが示唆されたため、総合でトップタイムを記録したレッドブル側が優位という見方をされていた。
開幕戦はマックス・フェルスタッペンにポールポジション（PP）を取られながらも、決勝では2番手スタートながらもレース戦略も駆使して優勝を飾った。第2戦こそPPを獲得しながらもフェルスタッペンに勝利されるが、第3戦は2番手スタートながらもレースで逆転し優勝。第4戦スペインGPでのPP獲得を以て遂にポールポジションの記録が大台の100に到達することとなり、決勝では今季初のポールトゥウィンを飾った。
第5戦モナコGPでは終始ペースが上がらず7位に終わったことでフェルスタッペンにポイントリーダーの座を明け渡し、続くアゼルバイジャンGPでは赤旗中断時点で2位に位置していたが、再スタート後のブレーキの操作ミスによってコースアウト。2018年オーストリアGP以来54戦ぶりのノーポイントに終わった。その結果、5戦連続未勝利となり、その間もポイントを積み重ねるが第9戦オーストリアGPを終了した時点でフェルスタッペンに32ポイントの差をつけられた。
第10戦イギリスGPではスプリント予選の関係でPPを逃すが、決勝はスタート直後に激しいバトルで主導権を握ろうとした過程でフェルスタッペンと接触。フェルスタッペンはリタイヤとなり、自身も10秒のタイムペナルティを受けて4番手まで後退したが、レース終盤にトップを走っていたシャルル・ルクレールをパスしてスペインGP以来の優勝を果たした。第11戦ハンガリーGPでは第4戦以来となるPPを獲得。決勝はタイヤ交換のタイミングが遅れて14番手まで後退しながら、最後は3位でフィニッシュ。さらに、ベッテルの失格により2位に繰り上がった。また、スタート直後、ボッタスのミスが原因の多重クラッシュが発生。その際、レッドブル2台を巻き込む結果となり、フェルスタッペンはレースへ復帰するも9位で終えたため、このポイント差によって逆転。フェルスタッペンに8ポイント差をつける形で前半戦を終えた。
サマーブレイク明けの第12戦ベルギーGPと第13戦オランダGPはフェルスタッペンに連勝され、ポイントリーダーの座から陥落。第14戦イタリアGPではフェルスタッペンと接触しリタイア。2018年オーストリアGP以来、およそ3年ぶりのリタイアとなった。
第15戦ロシアGPを勝利したことにより、優勝記録も大台の100に到達し、ポイントリーダーの座を奪還した。
だが、第16戦トルコGPで年間制限を超えるICE投入によるペナルティなどもあり、5位でレースを終えたことにより、ポイントリーダーの座を再び陥落した。第17戦アメリカGPと第18戦メキシコシティGPでフェルスタッペンに連勝されるも、ハミルトンは2位で失点を最小限にとどめながらも、第18戦終了時点では19ポイント差となった。しかし、第19戦サンパウロGPで追加のICE交換ペナルティを受け、決勝は10番手スタートながらも優勝。その後の2戦も優勝し今季初の3連勝を達成するが、フェルスタッペンも連続2位で食らいつき両者同点のまま最終戦決戦となった。
最終戦アブダビGPでは、PPはフェルスタッペンに取られるものの、決勝はスタートダッシュを決めて逆転し首位を独走。終始レースをリードするも残り5周でラティフィのクラッシュによりセーフティカー導入。ここでハミルトンはピットインで逆転される可能性があったためステイアウト。フェルスタッペン側はタイヤ交換し勝負に出て、セーフティカー先導のまま周回を重ねる中、最終ラップでのレース再開が決定。ハミルトンはタイヤに勝るフェルスタッペンに抜かれ、最後の最後でドライバーズタイトルを逃した。

#### 2022年
前年のアブダビGP終了後、ハミルトンのSNSは更新が途絶えさらにはチーム代表のトト・ウォルフがF1に幻滅していると公言したこともあってそのままF1を引退するのではないかと噂も囁かれていたが、2月の新車発表会の公表に際して現役続行を発表した。チームメイトはボッタスに代わって同郷の新星ジョージ・ラッセルとなる。
「昨シーズン末に見たモノが僕のベストだと思うなら、今シーズンの僕を見ているといい」と記者団に豪語してスタートしたシーズンではあるが、開幕戦バーレーンGPこそレース終盤のマシントラブルでレッドブル2台がリタイアしたことにより3位表彰台を獲得するも、第2戦サウジアラビアGPにおいて予選Q1敗退（予選Q1敗退の記録は2017年ブラジルGP以来となる）を記録し、第8戦アゼルバイジャンGP終了時点でドライバーズランキングでは62ポイント獲得の6位と昨年と比べ大きく順位を落とし、99ポイントを獲得し4位につけるチームメイトのラッセルにも大きな差をつけられた。
今シーズンのメルセデスのマシン「W13」は、「ゼロポッド」とも評される革新的なサイドポッド処理を導入するも、40年ぶりに解禁されたグラウンド・エフェクト・カー特有のポーポイズ現象に序盤戦においては過度に苦しめられていたことから、昨年の「W12」と比較するとライバルとの相対的なパフォーマンスは低下していた。しかし、そうした状況においてチームメイトのラッセルは開幕戦から第8戦までの間、5位以上でフィニッシュするなど安定したパフォーマンスを披露。その間のチームメイト同士の成績を比較すると、予選は2勝6敗、決勝は第2戦以降ハミルトンの7連敗と精彩を欠いていたことから、元F1ドライバーやワールドチャンピオンなどのF1界の著名人から「ルイスは最速のマシンに乗っていたから、すべての記録を破った。」「ラッセルは状況判断が的確だし、実際にレースで流れを引き寄せることもできている。今やメルセデスの看板を背負っているのは彼のほうだ」など、これまでの実績や低調なパフォーマンスについての言及がなされた。
第9戦カナダGP以降は、マシン開発によりポーポイズ現象が克服されたことなどにより、夏休み前の5戦連続の表彰台やアメリカ大陸3連戦を全て2位でフィニッシュするなど復調の兆しは見せたが、チームメイトのラッセルが第13戦ハンガリーGPでPPを獲得、第21戦サンパウロGPでは優勝する一方で、自身はPP獲得及び優勝することが出来ず、デビュー以来初の未勝利シーズンとなった。加えて、ドライバーズランキングもチームメイトのラッセルが275ポイントを獲得しランキング4位となった中、240ポイント止まりのランキング6位と過去最低の成績でシーズンを終えた。

#### 2023年
体制は変わらず、メルセデス在籍としては11年目を迎える。
この年はレッドブル勢がシーズンを圧倒。ハンガリーGPで2年ぶりのポールポジションを獲得する場面はありドライバーズランキングは3位となったが、結果的には2年連続の未勝利となった。
またチームとしてもコンストラクターズランキングはフェラーリとの争いを制して2位となったものの、12年ぶりの未勝利でシーズンを終えた。

#### 2024年
体制は変わらず、メルセデス在籍としては12年目のシーズンとなるが、シーズン開幕前に来季からフェラーリへの移籍を発表。これにより、マクラーレン在籍時を含め18年続いたメルセデスとのパートナーシップは今シーズンが最後となる。
序盤戦は表彰台にすら登れない苦しいレースが続いたが、イギリスGPで実に3年ぶりとなる優勝。その後、ベルギーGPでは2位でフィニッシュしたが、トップチェッカーを受けたチームメイトのラッセルが失格となったことで繰り上がりでシーズン2勝目を飾った。しかしこの年はマクラーレン勢の台頭などもあり、最終的にはキャリアワーストとなるドライバーズランキング7位でメルセデスでの最後のシーズンを終えた。

## 特筆されるレース
2007年カナダGP
チームメイトのフェルナンド・アロンソを退けて、自身初のポールポジションを獲得。決勝は4度にわたってセーフティカーが入る荒れた展開となったが、ハミルトンはセーフティカーにより2位以下とのギャップが縮まっても、すぐにセーフティーマージンを築く安定したペースコントロールをみせ、デビュー6戦目の自身初優勝を危なげない形で飾った。
2008年イギリスGP
予選はミスの影響もあり4番手に終わった。しかし、ハーフウェットで始まった決勝のスタートで2番手に上がると、5周目のストウコーナーでヘイキ・コバライネンをかわしてトップに立った。その後、目まぐるしく変わるコンディションに対応しきれずスピン・クラッシュするマシンが続出したが、ハミルトンは大したミスなく60周のレースをまとめ、2位に1分差・4位以下を周回遅れにする圧倒的な速さで母国グランプリ初制覇を果たした。
2008年ブラジルGP
2008年の最終戦。予選は4番手で、ハーフウェットで始まった決勝レースでも順当にポジションをキープ。路面が乾いてきてドライタイヤに交換。7番手でコースに復帰する。そこからヤルノ・トゥルーリ、ジャンカルロ・フィジケラをかわして自力でチャンピオンを決められる5位まで挽回する。その後、最後のルーティンのピットインを終えて4位に浮上したが、レース終盤に再び雨が降り始めてウェットタイヤに交換。5番手でコースに復帰する。残り3周というところでセバスチャン・ベッテルにパスされて6番手に後退し、ワールドチャンピオンの権利を失ったかに見えた。しかし、最終ラップの最終コーナーでドライタイヤでステイアウトしていたグロックをパス。再び5位に浮上し、当時史上最年少のワールドチャンピオンに輝いた。
2010年中国GP
予選6番手から決勝スタート。1周目にセーフティカーが入り、雨を予想してピットイン。しかし、雨は大して降ることなく再度ドライタイヤに交換し、ほぼ最後尾まで順位を落とした。しかし、そこからファステストラップを出しながらベッテルとエイドリアン・スーティルをダブルパッシング、さらにミハエル・シューマッハとの抜きつ抜かれつの激しいバトルを制するなどして徐々にポジションを回復。さらに、レース中盤にセーフティカーが入ってからも勢いは止まらず、最終的にはトップのジェンソン・バトンに1秒差の2位でチェッカーを受けた。
2012年アメリカGP
フリー走行からベッテルが圧倒的な速さを見せ、ハミルトンに対して約1秒の差をつけていた。予選では逆転は叶わなかったが、コンマ1秒差にまで迫る2番手タイムを叩き出していた。スタートではウェバーに抜かれて3番手にポジションを落とすが、すぐに抜き返して2番手を取り戻す。その後はトップのベッテルと共にファステストラップを出し合いながらも、ハミルトンはベッテルに対して1秒差を切るところまで近づきオーバーテイクのチャンスをうかがう。レース終盤になると周回遅れのマシンが絡み始め、ベッテルが引っかかったタイミングを見逃さずにオーバーテイク。その後も僅差で続くベッテルに抜き返すチャンスを与えずにシーズン4勝目を飾った。2018年現在、マクラーレン在籍時の最後の優勝である。
2014年バーレーンGP
予選はロズベルグに続く2番手。しかしスタートでチームメイトのロズベルグをかわすと、ターン4までの攻防も制してトップに立つ。レースペースで勝るロズベルグが再三プレッシャーをかけてくるが、トップを守り19周目にピットイン。ソフトタイヤで復帰する。その後は、ロズベルグを突き放してこのまま勝負あったかと思われた。しかし、40周目にパストール・マルドナードとエステバン・グティエレスの接触でセーフティカーが出動。ロズベルグに対しての9秒のリードが帳消しとなった。レースは47周目から再開されると、ミディアムタイヤのハミルトンに対して、ソフトタイヤのロズベルグが襲いかかる。数周にわたって1コーナーからターン6までにかけてサイドバイサイド、テールトゥーノーズの抜きつ抜かれつの激しいバトルを繰り広げながらも、ロズベルグを抑えきってバーレーン初優勝、シーズン2勝目を飾った。
2014年アブダビGP
予選はロズベルグに逆転され2番手。決勝のスタートではキャリアベストと語るスタートでロズベルグをかわしてトップに立つ。その後、ロズベルグはマシントラブルにより後退し、代わって2番手に上がってきたウィリアムズのフェリペ・マッサがハミルトンを猛追。しかし、ハミルトンは正確なペースコントロールで寄せ付けずにシーズン11勝目を飾り、自身2度目のワールドチャンピオンを達成した。

## 議論を呼んだレース
2007年スペインGP
予選終了後、テレビ局のインタビューでチームメイトであるフェルナンド・アロンソの作戦を暴露してしまい、他チームに作戦を知られる羽目になりマクラーレンチームに不利な状況を作ってしまう。
2007年モナコGP
レース終了後「自分はNo.2ドライバーだから仕方ない」など、チームオーダーがあったかのような話をして、チームがスチュワードに調査される事態に発展。予選・レース・燃料量・モナコでのSC出動回数・マクラーレンの図抜けたパフォーマンスなどを見れば、ある程度レースが進んだ状態でチームが2人に無理に競争させることはないとの判断でペナルテイなどは無かった。
2007年ヨーロッパGP
雨で大混乱となったレース。ハミルトンは1コーナーでスリップしグラベルにクルマを止めた。しかしクレーン車に引き上げられ、舗装面まで運ばれてレース復帰した。他にも周りに同じように止まっていたマシンが多数あったにもかかわらず、ハミルトンだけにこうした処置が取られたことに議論が起こった。その結果、あの時点でエンジンをかけたままにしていたことから問題は無いとのFIAによる判断が出る。しかし、その後ドライバーを乗せたままのクレーン車での吊り上げは禁止された。
2007年ハンガリーGP
予選Q3の終盤、最終アタックを前にピットインしたチームメイトのアロンソが、ピットアウトのタイミングを図るために20秒間停止。ハミルトンはその間にピットインし、アロンソの後で待機していたが、フェルナンド・アロンソはチームから発進の指示が下った後も10秒間停止し続けた。ハミルトンは後ろで10秒間余分に待機されたことにより、わずかな差で最終アタックができなかった。アロンソは「ハミルトンの最終アタックの機会を妨害した」と判定され、5グリッド降格のペナルティを受けた。また、チームに対しても「このような行為はスポーツに損害を与える、汚すもの」として、コンストラクターズポイントの獲得を本GPにおいて認めないことと、自チームドライバーが優勝してもコンストラクターズトロフィーは受け取ることができないというペナルティが課せられた。
アロンソは「余分な10秒」について、「取り付けられたタイヤは正しいのかを聞いていた」と妨害が故意でないことを主張した。ロン・デニスは、Q3序盤にハミルトンがチームからの無線による指示を無視し、アロンソを先行させなかったことで、予選での戦略を妨害したことが発端と発言している。
2007年ベルギーGP
4番グリッドがハミルトン、3番手にアロンソとなった決勝。スタート直後のコーナーで2台は接触寸前のサイドバイサイドを演じ、結果的にハミルトンがコース外に押し出される形となった。レース後、ハミルトンはアロンソに対し「過去2､3年F1を見ているが、フェルナンドは常に自分が平等に扱われていないと不平を漏らしていた。だが彼は僕の走行を邪魔してコースアウトさせた。間違いなく故意だった。この目で見た。もし僕がコースアウトせずにあのままポジションをキープしていたら衝突していた。これがフェアだとは思えない。コース上では全レーサーが余裕を持って走行していたのに、僕は何とかしてコースアウトして接触を逃れたのだ」と不当なものであり偽善的であると批判した。しかし同年日本GPや2008年シーズンでは、自身のコース上での振舞いについて多くのドライバーや有識者から批判されることとなる。
2007年日本GP
SCスタートとなった本レース。20周目にSCが解除されレースが本格的にスタート、42周目にチャンピオン争いをするアロンソがスピン・クラッシュでリタイア、再びのSC導入となる。このSC先導の間、ハミルトンは余計と思われる急な加速と減速・蛇行を行う（ブレーキ・タイヤを温めるという理由はあるが、SC上部のライトで解除されないことは分かっている状態であれほどのことをする必要があるのかという疑問が呈された）。その結果として、「SCとの車間は5台分を保つ」というスポーティングレギュレーションを遵守できず、またすぐ後ろを走っていたマーク・ウェバーとセバスチャン・ベッテルの接触の原因とされた（ベッテルは「ハミルトンが減速・ラインから大きく外れたためにリタイアするものと彼のほうを見ていた」とし、ウェバーはSC中は追い抜いてはいけないレギュレーションのため、ハミルトンに合わせて急ブレーキをかけていた）。ハミルトンのこの行為については、次戦中国GP期間にYouTubeにアップロードされた観客による状況が良く分かる映像を用いて審議が行われたが、競技長のチャーリー・ホワイティングの判断によりハミルトンへのペナルティはなし、一旦ベッテルに出されていた10グリッド降格ペナルティは叱責処分と変更された。その後、視界不良時のSC導入時限定で10台分の車間維持でよいとされる新規定が決まった。
2007年中国GP
PPから先頭を快走していたが、路面の変化などによってリアタイヤを酷使、内部構造が見えるほどになってしまった。ハミルトン自身はピットインを要求するが、チームは天候変化（もう一雨来る予報）のためピットインを伸ばす。しかし、タイヤの損傷が激しくなり2位のライコネンに抜かれようやくのピットイン。ほぼ直角に曲がるピットレーンでうまく曲がれずにグラベルに入ってしまう。お腹がついてタイヤが空回りしていたため、即座にリタイア・危険回避のためにマシンから降りなければならなかったが、クレーンやオフィシャルによるグラベルからの押し出しを要求・期待して降車せず。この行為について、一部でペナルティを課すべきと主張されるが、スチュワード・FIAは行動を起こしてはいない。この件についてコメントもしていないため、問題視自体していないと思われる。
レース前にハミルトンは「フェルナンドとはフェアな関係だ」とアピールしたが、直後にロン・デニスが「我々はフェルナンドと戦っているんだ」と発言した。
2007年ブラジルGP
チャンピオンが決定するこのレース、予選Q3でアタックラップに入ったライコネンを2度に渡って妨害。タイトル争いを争う者同士（他にはアロンソも可能性はあった）の件ではあるが、スチュワードは審議すらしなかった。予選後、ライコネンはハミルトンに直接抗議し、ルーキーを凍りつかせた。
ライコネン優勝（110p）・アロンソ3位（109p）・ハミルトン7位（109p）となった決勝後、ハミルトンの上3人（4～6位のロズベルグ、ハイドフェルド、クビサ。仮にこの3人にタイム加算や失格ペナルティがあり、ハミルトンが5位以上になるとハミルトンが111pとなりチャンピオンになる。）に燃料温度の違反があるとし、この件については速やかに審議が行われた。この件については、その日のうちにペナルティなしとの判断が下されたものの、2日後の火曜日にマクラーレンは国際控訴裁判所に控訴したことが明らかにされた。しかし、アロンソとハミルトン共に「コース外の出来事でチャンピオンが決まる・変わるのは、このスポーツをダメにするし、いいことは無い。」と同じ内容のことを月曜日と火曜日1日違いではあるが語っている。しかし最終的に11月15日、FIAはマクラーレンの控訴を却下し、ルーキーによるワールドチャンピオンという夢は消えた。
2008年マレーシアGP
チームメイトのコバライネンとともに、予選Q3でアタックラップに入ったハイドフェルド、アロンソが走行しているにもかかわらず、レコードラインを低速で通過し、結果的に妨害をした。
2008年バーレーンGP
スタートで失敗、1周目と2周目に前年のチームメイトのアロンソと二度にわたり接触。完走は果たすがノーポイントに終わった。レース後、マクラーレン・ルノー両チームの首脳陣とアロンソは『接触はレーシングアクシデント』とコメントをしたが、ハミルトンは含みを持たせるような発言を行い問題視された。
同一周回上の佐藤琢磨とジャンカルロ・フィジケラに対し、オーバーテイクを試みる際に挑発的な態度を取るなど、両ドライバーの所属チーム代表より苦言を呈された。（同一ラップでのポジション争いのため、ハミルトンに優先権は何も存在しない）
2008年カナダGP
セーフティカー導入中のピットアウトの際、ピットレーン出口の赤信号を見落とし、ルールに従い停止していたキミ・ライコネンの後部に激突した。レース後に、次戦フランスGPでの予選グリッド10番手降格のペナルティが科された。また、この件で「レース中なのにピット出口に赤信号を付けるなんて、くだらないルールだ」と、自身のミスを省みずルールを非難するコメントをした。しかし、赤信号無視は黒旗失格の対象でもあり、他のドライバーが遵守していた。
2008年フランスGP
10グリッド降格から追い上げを見せていたが、レース序盤にシケインの手前でスクーデリア・トロ・ロッソのセバスチャン・ベッテルをオーバーテイクしたものの、本来通過しなくてはならないシケインを通過できず、勢いあまってショートカットしてしまった。こういった場合、一時減速やこの時ならベッテルをすぐに前に行かせて順位をコントロールする必要があったのだが、そのまま走行を続けたため、審議対象となり、シケイン不通過と判断され、ドライブスルーペナルティとなり、入賞圏外でゴールした。レース後のインタビューで「誰も僕の邪魔はできない。お望みならばいつでも僕にペナルティを与え続ければいい」とレースの運営側に対して挑戦的なコメントを発した。この件ではマクラーレンの首脳陣もペナルティに不満を示していたが、シケイン不通過による追い越しは明らかなルール違反であり、その直前に追い抜いた車がいた場合、その車を前に出して調整する必要がある。ベッテルは同年のモナコGPにて、ハミルトン同様のシケイン不通過を犯したが、しかるべき対応を取りペナルティ対象外となっていた。またチームメイトのヘイキ・コバライネンもレース終盤にシケインカットを行った直後減速してポジションを戻しており、このこともハミルトンに対する批判を強める要因となっている。
2008年ベルギーGP
首位ライコネンに対して2位ハミルトンは42周目の最終コーナーで外側からオーバーテイクを仕掛けるが、接触を避けるためシケインを不通過してライコネンの前に出た。シケインの不通過を自覚していたため、ホームストレートで一旦ライコネンを先行させ、ライコネンが前に出たことを確認した直後、第1コーナーでオーバーテイクを仕掛け、首位へ浮上しゴールした。しかし、この一連の流れを巡り、レース後の審議で「明確に順位を戻しておらず不十分である」と裁定され、レース後にレースタイムに25秒加算ペナルティが下され、これにより3位に降格となった。この結果に対し、ハミルトンはレース後と次のイタリアGPでの取材の際、不満を露にした言動をし、FIAの裁定に対する批判の声もあったが、フランスGPの時と違い、順位の入れ替えを不十分ながらも実施していたものの、ハミルトンの動きに関しては問題ありという声が多数でフェラーリの2人やアロンソのみならずニック・ハイドフェルドやセバスチャン・ボーデなど全てのドライバーから「シケインのショートカットで利益を得た」「フランスGPでのミスを考えれば、ルール遵守しなかったならペナルティは妥当」と厳しい声が出された。
マクラーレンはこの裁定を不服とし、FIAの国際控訴裁判所に控訴したが、レース中であればドライブスルーペナルティに相当し、抗議や控訴はできないレギュレーションのため、棄却された。ただし、マーティン・ウィットマーシュはレース中に、ハミルトンの行為に問題がないことをスチュワードに2度確認したと反論している。
2008年イタリアGP
ペナルティや審議などの明確な動きはなかったものの、レース中にティモ・グロック、フェルナンド・アロンソ、マーク・ウェバーとのバトルの際に相手側へ大きな幅寄せを行った。対グロックでは、コースアスファルト外の芝生にまで追い出していた。雨中のレースであり、大事故に繋がっていた可能性もある。グロックやウェバー、トヨタのピットクルーはハミルトンの動きに対し、抗議のジャスチャーをしている様子が映し出された。ドイツGPでも同様の幅寄せ、コース外への押し出しを行っていた。レース後にグロックは「次にああいう場面になったら同じ事をしてやるよ、あいつにとってはアレが普通なんだろ？」とコメントした。
2008年日本GP
スタートに失敗した後、1コーナーへの進入でブレーキングを遅らせて大きく白煙を上げるほどタイヤをロックさせ、ライコネンやフェリペ・マッサらがコース外に退避するかたちとなった。これによりドライブスルーペナルティを受けたが、この処分にハミルトンとチームは重過ぎると反論している。実際過去に、接触を伴わないブレーキングミスのみに対するペナルティの前例はなく、異例の措置といえる。また、このブレーキングについて数名のドライバーから批判の声が上がり、後日GPDAで話し合いがもたれた。
2009年オーストラリアGP
4位でゴールした後、ヤルノ・トゥルーリのペナルティにより3位に繰り上がったが、4日後に失格の裁定が下された。失格の理由は、故意に紛らわしい証言をしたことによる、「国際スポーティングコード違反」とされた。セーフティカー出動中にトゥルーリがコースアウトし、この間にハミルトンがトゥルーリをオーバーテイク。セーフティカー出動中の追い越しによるペナルティを警戒したチームの指示により再度トゥルーリを先行させた。その後の審議で、ハミルトンがトゥルーリを意図的に先行させたか否かが問われたが、ハミルトンは「意図的ではなかった」と証言した。これによりトゥルーリには、セーフティカー出動中のオーバーテイクを理由にペナルティが下った。
しかしこのときの審議ではFIAはチームとハミルトンの無線の内容を把握しておらず、無線ではチームがトゥルーリを先行させるように指示していたことが後に明らかになったため、意図的に先行させたと判断されハミルトンの証言が虚偽であることが発覚した。
当初、マクラーレン代表のウィットマーシュは最初の審議でFIAが無線の内容を把握していることを前提に証言をしていたため誤解が生じ、故意に虚偽の発言をしたわけではないと主張していたが、ハミルトン自身はチームのスポーティング・ディレクターのデヴィッド・ライアンから虚偽の証言をするように言われ、それに従ったと発言しチームもそれを認めた。
2011年モナコGP
レース中にロウズヘアピンでマッサと、サン・デボーテでパストール・マルドナドと接触し、レース後にスチュワードに呼び出され審議の結果ペナルティを受けた。この裁定に対してハミルトンは「最低の冗談」と不満を漏らし、ペナルティを受けた理由については「僕が黒人だからじゃない？」と人種差別があったかのような発言をし問題となった。2件の接触についても「あのドライバーたちは本当にふざけている。馬鹿げている」とマッサとマルドナードを批判し、物議をかもした。後日ハミルトンはマッサとマルドナード双方に直接電話にて謝罪し、両ドライバーはその謝罪を受け入れるコメントをした。
またFIAに対しても書簡にて謝罪し、FIA会長ジャン・トッドは「ルイスの発言は受け入れがたいが過剰反応はしたくなかった。裁判所で問題を解決することもできたが正式な手続きはしていない。」と、事実上謝罪を受け入れるコメントをした。
2013年マレーシアGP
スタートでフェラーリ勢が後退したのを尻目に、レッドブルの2台と抜きつ抜かれつのバトルを展開していたが、終盤は燃費が厳しくペースを落として3位を走っていたところに、チームメイトのニコ・ロズベルグが迫ってきていた。しかし、終盤明らかに速かったチームメイトのロズベルグがすぐ後ろを走行していたにもかかわらず、ロス・ブラウンはチームオーダーによって順位を維持するように指示した（この時ハミルトン自身は無線で「ニコの方が自分より速いからニコを先に行かせてやってくれ」と言っている）。ロズベルグを先に行かせてレッドブルを苦しめるべきだとの批判もあり、チームオーダーを守らなかったために問題となったレッドブルとは対照的なかたちで物議を醸した。
2014年モナコGP
予選Q3の最後のアタックで暫定首位のロズベルグを上回るペースを見せた矢先に、前を走行していたロズベルグがブレーキングミスを犯してコース外にマシンを止めた事により黄旗が振られタイム更新が不可能となった。
2006年モナコGPのシューマッハによる「ラスカスゲート」を彷彿とさせるこの出来事により、ロズベルグの無罪が審議により証明されたにもかかわらずハミルトンは明らかな不満を表し、二人の関係は以降ぎくしゃくしたものとなった。
2014年ベルギーGP
予選2番手からスタートでトップを奪ったが、2周目にロズベルグに追突され大きく後退。ロズベルグがなんとか2位表彰台に上がった一方で、その後も接触のダメージの影響かペースが上がらずレース終盤にリタイヤした。チャンピオンを争う2台が接触したということで物議を醸し、最終的にチームはロズベルグに非があるとして彼に公式に謝罪させることで決着をつけた。ただし、この件についてはロズベルグに非があったとしても、チームがロズベルグだけ責め罰したことに関しては批判もあり、後にこのレースがシーズンの分岐点となったことをトト・ウォルフも認めている。
2015年モナコGP
2014年末から長らく引き延ばしていたメルセデスとの3年契約を締結。フリー走行から精力的に走行し、予選ではモナコ初ポールポジションを獲得。決勝でも序盤から後続を引き離し、勝利は確実と思われた。
しかし、ロマン・グロージャンとマックス・フェルスタッペンのクラッシュでバーチャル・セーフティカーが導入された。このタイミングでは2位ロズベルグとは25秒以上あった差が、実物のセーフティカー導入に切り替わりピットイン直前に引っかかったことにより10秒近く縮まってしまった。また、ピットストップ時にザウバーのマシンに阻まれてピットアウトが数秒遅れてしまった。これによりステイアウトしていたロズベルグ、さらにはベッテルに抜かれてしまい3位に終わった。このレースではハミルトンから勝利を奪ったと、メルセデスチームに批判が相次いだ。
2016年アブダビGP
この年のワールドチャンピオン決定戦となった最終戦。ランキング首位のロズベルグを12ポイント差で追うハミルトンは3連勝の勢いそのままに、ポールポジションを獲得し決勝でもレースを引っ張る展開となった。しかしハミルトンが逆転タイトルを獲得するには自身の優勝に加えてロズベルグが4位以下である必要があったため、レース終盤に2位を走っていたロズベルグを後方のバトルに巻き込ませようと意図的にペースを落とした。その結果、ロズベルグは後ろからベッテルとレッドブルのフェルスタッペンからの激しい追い上げを許すこととなった。
この時、ハミルトンにはテクニカル部門のトップ、パディ・ロウからペースを上げるよう指示されたがハミルトンはこの指示を無視した。ロウの無線はメルセデスチームの中ではもっとも重要度の高い無線と位置づけられており、ハミルトンはこの無線を無視したとして勝利をなによりに重視するメルセデスチームの方針に違反したとみなされた。
結果的にロズベルグは2位を守りハミルトンはチャンピオンを逃した。この行為は大きな波紋を呼び、ベッテルはハミルトンの行為には同意できないとする一方ハミルトンの戦術を擁護する声も多く、タイトルを争っていたロズベルグも「彼の行動は理解できる」と語っている。最終的にチームからのハミルトンへの処分はなかった。
2018年ロシアGP
レース序盤から順調に2番手をキープしていたが、ベッテルのアンダーカットを許して暫定4位に後退した。すぐにベッテルをパスすることに成功したが、チームメイトのボッタスは暫定2位に位置していたが、ピットインを済ませていない暫定首位のフェルスタッペンを攻略できない状況にあった。ハミルトンはベッテルとのバトルの影響でブリスターの兆候が表れ始めたうえ、ベッテルを振り切ることもできずに苦しい状況となる。そのため、メルセデスはハミルトンを前に出すようボッタスに指示を出した。これによってハミルトンはシーズン8勝目を挙げる結果となった。だが、メルセデス陣営がレース前にチームオーダーを考慮するコメントを出していたため、当人たちはポジション入れ替えの指示は後ろのベッテルからの攻撃に対抗した一時的なものと考えていたが、チームはハミルトンのタイヤが最後まで持たない可能性やタイトル獲得を優先し、ベッテルに対してタイム差が開いてきてもポジションを再び入れ替えずにフィニッシュした。この一連の流れに対し、レース後に物議を醸した。
今回のチームオーダー騒動は2002年オーストリアGPや2010年ドイツGPで発生したフェラーリのチームオーダー騒動に似たようなケースであるが、この2件が行動について正当化するようなコメントをしたため批判を招いたのに対し、この件ではレース後にハミルトンはボッタスに同情しチームの判断も批判。ウォルフも定例会見のインタビューにおいて、チームオーダーに関する方針を事前に確認していなかったことが原因としてチーム側に責任があると明言したため比較的早く終息した。

## 受賞歴
- F1ワールドチャンピオン : 2008年,2014年,2015年,2017年,2018年,2019年,2020年[40][148][168][228][253][280]
- DHLファステストラップアワード : 2014,2015,2017,2019年[282][374][375][376]
- FIAポールトロフィー/ピレリポールポジションアワード : 2015,2016,2017,2018年[377]
- ホーソーン記念トロフィー : 2008,2012,2014,2015,2016,2017,2018,2019年[378]
- GP2シリーズチャンピオンシップ : 2006年[10]
- フォーミュラ3・ユーロシリーズチャンピオンシップ : 2005年[10]
- フォーミュラ・ルノー2.0 UKチャンピオンシップ : 2003年[10]
- 大英帝国勲章(メンバー) : 2008年[379]
- ローレウス世界スポーツ賞 - 年間最優秀成長選手賞 : 2008年[380] - 年間最優秀男子選手賞 : 2020年[381]
- ブリッティッシュクラブドライバー・オブ・ザ・イヤー : 2003年[382]
- オートスポーツ・ルーキー・オブ・ザ・イヤー : 2006,2007年[383][384]
- オートスポーツ国際レーシングドライバーアワード : 2007, 2008, 2014, 2015, 2017,2018,2019年[382][384][385][386]
- オートスポーツ英国コンペティションドライバー・オブ・ザ・イヤー : 2007, 2013, 2014, 2015, 2016, 2017,2018年[382][385][386][387]
- バンビ賞 : 2008年[388]
- ロレンツォ・バンディーニ賞 : 2010年[389]
- BBC年間最優秀選手賞 : 2014年[390]
- PAP欧州スポーツマン・オブ・ザ・イヤー : 2014年[391]
- GQスポーツマン・オブ・ザ・イヤー : 2014,2015年[392][393]
- ESPYベストドライバー : 2017年[394]
- 王立工学アカデミーフェロー : 2019年[395]
- ブラジル名誉市民権:2022年[396]

## その他の職歴
2021年より電動バギーカーによるオフロードレースのエクストリームEに、プロドライブとの提携の上でプライベートチーム「チームX44」を組織して参戦。2022年に同チームのセバスチャン・ローブ/クリスティーナ・グティエレス・エレーロ組がチャンピオンを獲得した。
2022年夏より、NFLデンバー・ブロンコスのオーナーである、ウォルトン=ペナー・ファミリー・グループの一員となっている。

## エピソード

### ライバルとの関係
- フェルナンド・アロンソ

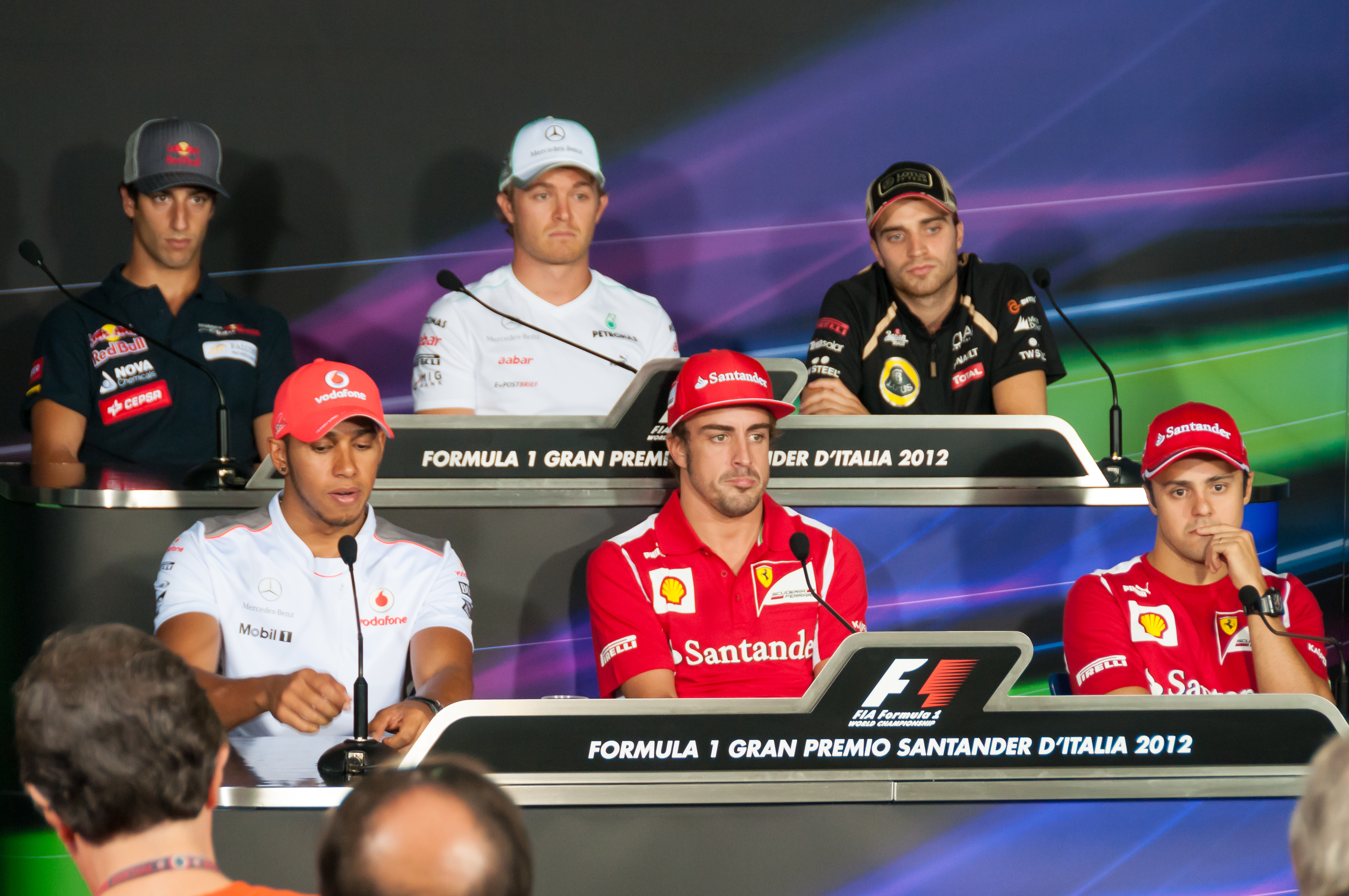
2012年イタリアグランプリ記者会見に出席するハミルトン(左下)とアロンソ(真ん中下)

2007年にマクラーレンでチームメイトだったアロンソとは、組んでいた当時は2007年ハンガリーグランプリでの出来事を含めて険悪な関係であった。しかし、2011年には「僕にとって宿命のライバル、そして最大のライバルは、永遠にフェルナンドだ。」と語っており、2018年にも最も倒すのが難しいドライバーであると高く評価した。また、アロンソも同じく11年にハミルトンのことを現役最速のドライバーと呼び、18年にはF1の歴史の中でもトップ5に入るドライバーであると評するなどお互いに認め合っていた。

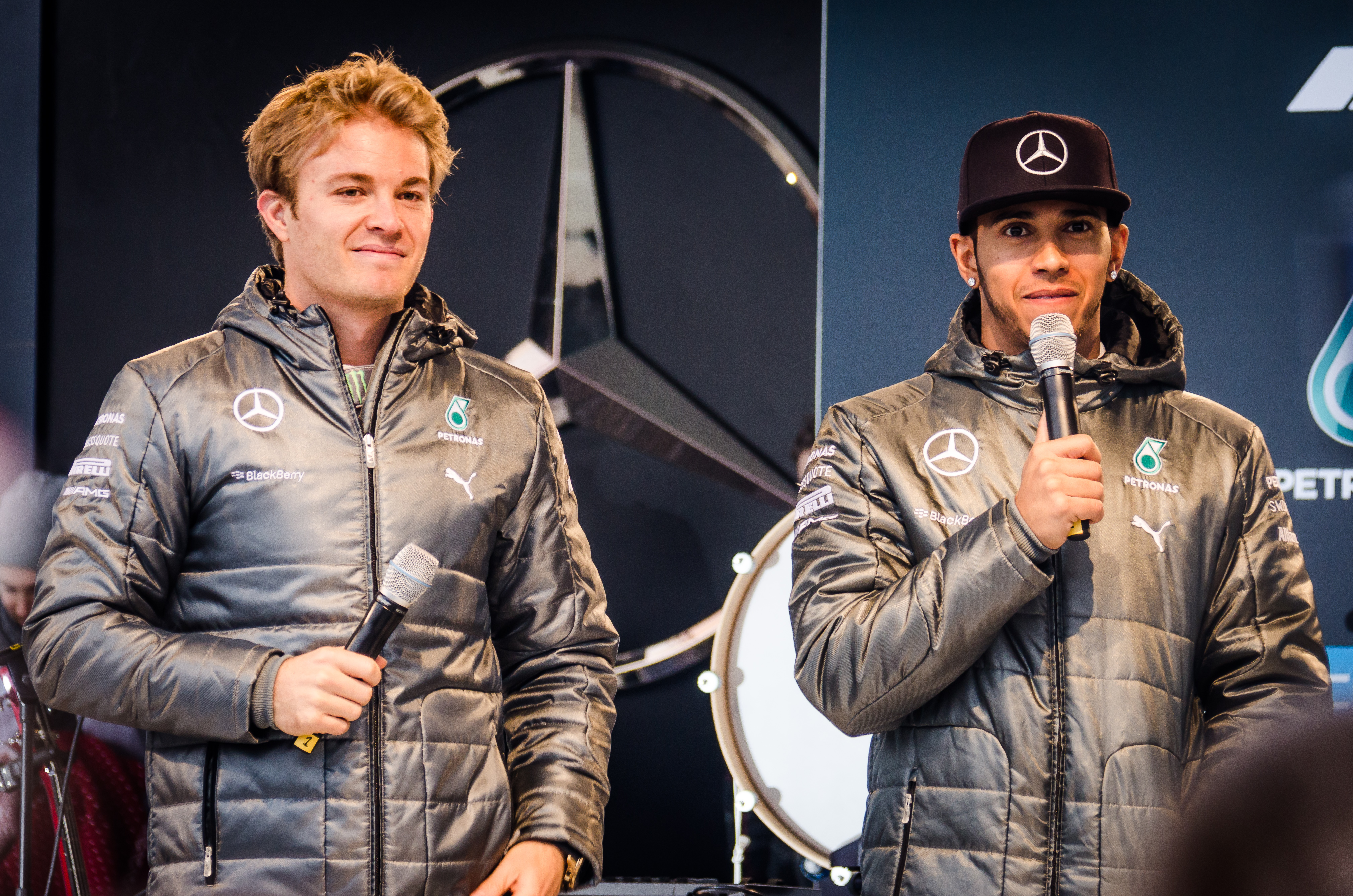
ロズベルグ(左)とハミルトン(右)

- ニコ・ロズベルグ

ハミルトンのレーシングカート時代からのライバル。自身は優勝、ロズベルグがF1初の表彰台を獲得した2008年オーストラリアグランプリでは、表彰式前の控室で抱き合って大はしゃぎするほどの仲であった。カート時代から「いつか僕らがF1でチームメイトだったらどんなにクールだろうね？」と話していたという。2013年にハミルトンがメルセデスに移籍したことにより叶ったが、2014年からの3年間は圧倒的に競争力のあるマシンを保持して一騎打ち状態となったことで徐々に関係が悪化。2014年モナコグランプリや2014年ベルギーグランプリでのインシデントで関係が致命的なレベルに達した。同年のシーズン終了後には一旦和解したものの、2015年中国グランプリから再び亀裂が生じ始めた。そのままの関係が翌年まで引きずることとなり、2016年スペイングランプリでの同士討ちをはじめとして複数の接触事故を起こし、これまでは自由にレースをさせてきたチームがチームオーダーなどを検討する事態にまで発展した。最終的にはロズベルグが2016年末に王座を手土産に電撃引退したことによりライバル関係に終止符が打たれた。

### レース関連
- 2007年ヨーロッパグランプリにおいて、1コーナーでコースアウトしてグラベルから脱出できなくなった際、エンジンはかかっていたため、近くのクレーンに吊り上げてもらいレースに復帰した[408]。過去にこのような方法でのレース復帰は前例がなくそれを規制するレギュレーションもなかったが、このようなケースでは全てのドライバーに平等な対応ができないため、以降クレーンでのレース復帰はレギュレーションで禁止された。母国のイギリスグランプリや戴冠レース、そしてシーズン最終戦ではファンサービスのためレース終了後によくドーナツターンを披露している。ハミルトン自身は、ファンサービスやエンターテイメントの面から見てドーナツターンなどのパフォーマンスに肯定的である[409]。
- 2008年に関してはハミルトンの言動に批判が集まる結果となり、以下のような状況が起きている。

2008年カナダグランプリのピット出口の信号無視と2008年フランスグランプリでのシケイン不通過に関する出来事はペナルティ対象となっており、理由を問わず批判されている。また、2008年日本GPの2周目にフェリペ・マッサと接触、スピンを喫し最後尾まで順位を落とすシーンがあったが、ほぼ全てのスタンドからスピンを歓迎する拍手が起こり、TV中継のコメンテーターに「ハミルトンがF1ファンにとってどのような心象を残しているかが良く判る」と指摘された。さらにこのグランプリではスタート前のドライバー紹介で上位陣で唯一ほとんど拍手や歓声が沸かないという珍事も起きている。
そのため、2008年は多くのドライバーや有識者からの非難を受け、少なくともキミ・ライコネン、フェリペ・マッサ、フェルナンド・アロンソだけでなく、ヤルノ・トゥルーリ、セバスチャン・ボーデ、セバスチャン・ベッテル、ニコ・ロズベルグ、ニック・ハイドフェルド、ジャンカルロ・フィジケラ、マーク・ウェバーなど多くの現役ドライバーから批判されるコメントが出されている。それに対しハミルトンは「自分が関係していないことや、勝利していない奴はレースについて意見を持つのは簡単なことさ」と反発したり、「彼らは僕の競争相手だ。僕のようにチャンピオンシップを争っていれば、ライバルたちはトラック外でも最大限プレッシャーをかけてこようとするだろう。ドライバーの中にもいい友達はいるし、僕はみんなに敬意を払っている。彼らも同じように、僕を尊重してくれているよ。だけど、公にはみんなが僕をサポートしてくれているわけじゃないってことが明らかだね。それに、敵をほめたたえる必要なんてないだろ？」とメディアに向け反論した。
その一方で2008年日本GPでのブレーキングミスに起因するペナルティに関しては記録上はハミルトンの過失となっているが、これに関しては接触を伴わないブレーキングミスに課されたペナルティ内容に関しては批判の声あった。
- F1直下のカテゴリーとして、フォーミュラ2（1967年～1984年）、国際F3000（1985年～2004年）、GP2（2005年～）と続いてきているこれらのクラスでチャンピオンになったドライバーは、F1ではチャンピオンになれないというジンクスがあったが、40年以上続いていたこのジンクスを初めて破ったドライバーである。
- 幼い頃からアイルトン・セナに憧れていることを公言しており、しばしばレース後の公式インタビューなどでもそれを感じさせる発言をする。セナが亡くなった日には泣き叫んだと語っている[410]。2010年にイギリスBBCの人気番組「トップ・ギア」の企画で、セナが初タイトルを獲得したマシン「マクラーレン・MP4/4」をドライブしたことがある[411]。幼少期のヒーローとしては、セナの他に南アフリカ共和国の大統領を務めたネルソン・マンデラやボクサーのモハメド・アリも挙げている。アリが亡くなった後に行われた2016年カナダグランプリで勝利した際に、無線で「蝶のように舞い、蜂のように刺す」という彼の言葉を引用している[183][412]。
- 少年時代から自動車よりも二輪車に対するあこがれの方が強かった事も明かし[413]、バイクも熱狂的なファンだと自認している。例として2018年12月にはヘレスサーキットでスーパーバイク世界選手権仕様のヤマハ・YZF-R1のテスト走行に参加。ヤマハ発動機のワークスチームのライダーであるアレックス・ロウズらのアドバイスを受けながら走ったが、「スーパーバイクのライダーたちと同じようにアクセルを開けなかった」「だから学ぶべきことはたくさんある」「4輪を運転するのとは完全に違うものだ。だけどバイクの走らせ方を学習するのはとてもわくわくする」とコメント[414]。ヤマハワークスチーム在籍のマイケル・ファン・デル・マークは「彼は非常に速かったけど、ライディングスタイルは持っていなかった」「自分のF1マシンと同じくらい速くコーナーを曲がろうとしていた」「僕たちよりも7秒遅かったけど、日常的にトラックを走っている大半のライダーよりも速い」と評した[415]。また、ハミルトンは7度の2輪世界王者のバレンティーノ・ロッシに対しても「（イタリアのタヴッリアにあるロッシの）モトクロス場を訪れたい」とも語り[416]、2019年12月にはお互いのマシンを交換して走行する企画が実現した[417]。
- メルセデスへの移籍は[104]、当時メルセデス代表だったロス・ブラウンがハミルトンの母親の家を訪れて、ハミルトンを説得したことが主な理由であるとハミルトン自身が明かしている[418]。2014年からフィンランド人のスポーツトレーナーヴィッレ・ヴィホーラがついており、16年には食事やマッサージなど理学療法的なケア、そして心のケアをするトレーナーとしてニュージーランド人のアンジェラ・カレンをスタッフとして招き入れた[419]。
- 固定ナンバー制度が導入されてからはチャンピオンを獲得しても[123]、ディフェンディングチャンピオンの証である「1」を付けず自身の固定ナンバーである「44」に拘り続けている[420]。なお、2018年最終戦アブダビGPのフリー走行1回目に限り、チャンピオン獲得を記念してメルセデス移籍後初めて「1」で走行した[421]。
- 近年のF1では、サーキットでのテストが規則で厳しく制限されていることもあり、シミュレーターは必要不可欠なツールであるが、「ゲームと大差がない」と語るなどシミュレーター嫌いとして知られている[412]。一方でミハエル・シューマッハの最多ポールポジション記録を更新した2017年イタリアグランプリではで3時間近くにわたる赤旗中断となった際、チームメイトのバルテリ・ボッタスとゲームをしている様子が国際中継に映し出された[422]。

### ヘルメット

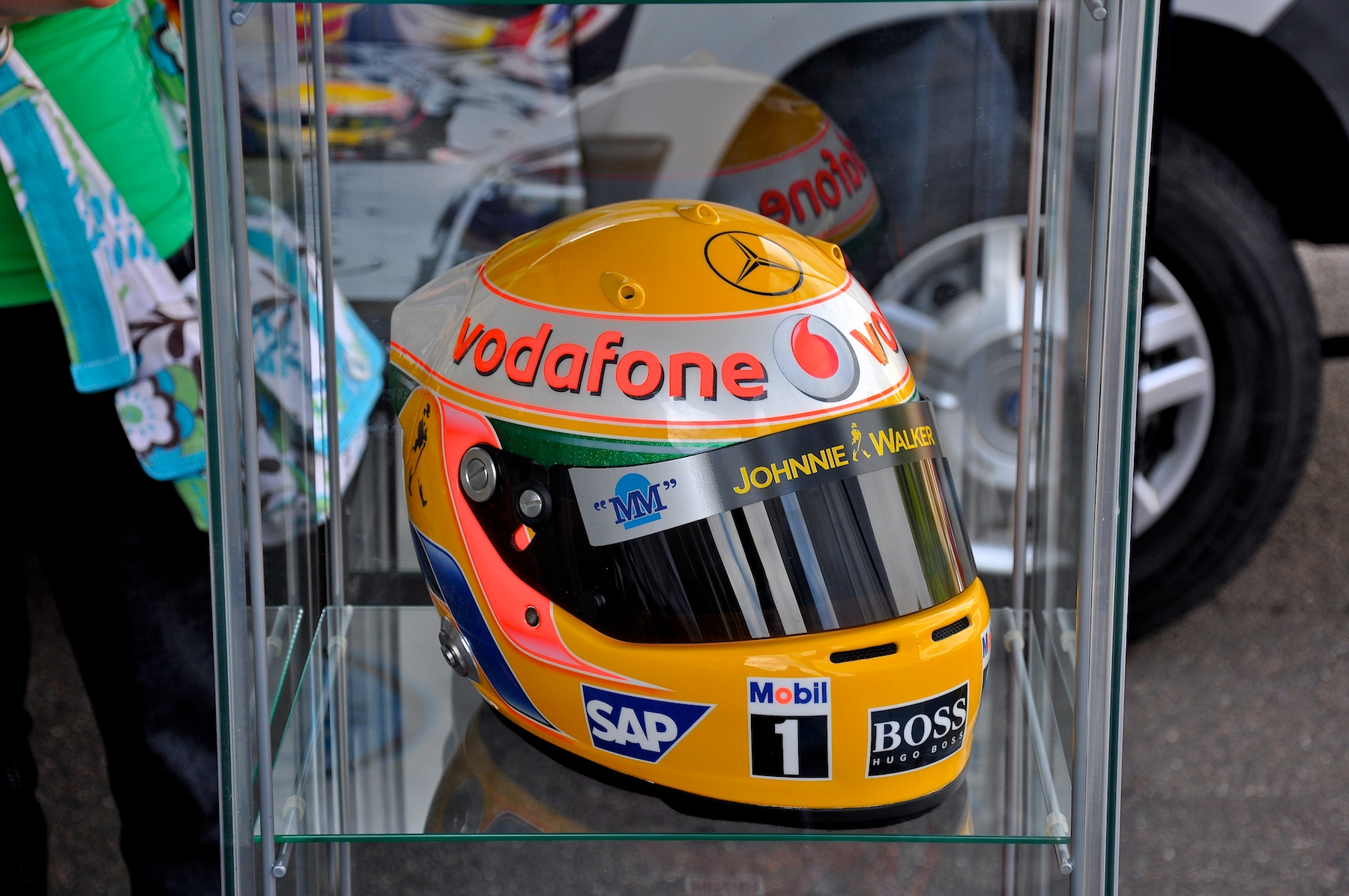
のヘルメット

ヘルメットカラー・デザインは、マクラーレン時代はセナとよく似たものを使用していた。ヘルメットのメインカラーを黄色にした理由を「パパ（父アンソニー）が見つけやすいように」と答えている。セナの遺族に承諾を取って後ろ側のみセナのデザインにしたヘルメットを使用したこともある。メルセデス移籍後当初は、黄色ベースのヘルメットを引き続き使用していたが、ヘルメットをアライ製からベル製に変えてからは、主に白ベースのヘルメットを使用するようになる。2016年ブラジルグランプリではシーズン中1度のみヘルメットデザインを変更できる権利を行使し、セナ仕様のデザインを施したヘルメットを使用した。しかし雨の決勝ではヘルメットのバイザーから雨が入るトラブルに見舞われ、赤旗中断の際に通常仕様のヘルメットに戻した。このレースでは一度も首位を譲らず優勝し、ブラジル初制覇を達成した。2017年カナダグランプリではセナのポールポジション記録に並んだ。この際に、遺族からセナがロータス時代の1987年に着用していたヘルメットをプレゼントされた。2017年にはファンからヘルメットのデザインを公募し、その中からセナとのつながりを尊重したデザインを選び、このデザインを施したヘルメットをシーズンの殆どのレースで使用した。採用者にはレプリカのヘルメットがプレゼントされた。2020年以降は黒と紫をベースにしたヘルメットを使用している。

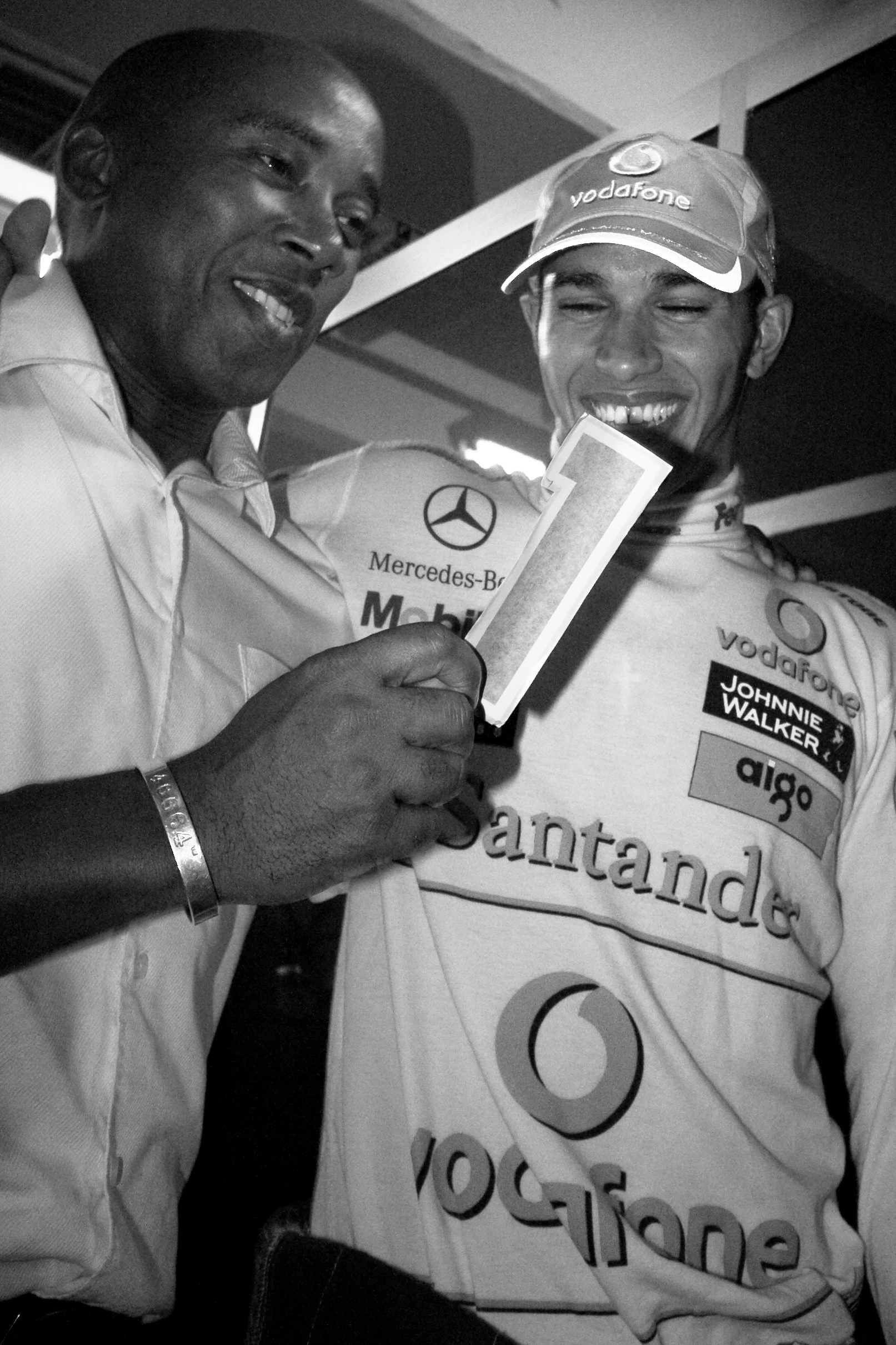
ハミルトン(左)と父親(右)2008年ブラジルグランプリ

### 家族
F1参戦当初は父がマネージャーとしてほぼ全てのグランプリに帯同していた。母とは今でも親しい関係にあり、2016年アブダビグランプリや2017年メキシコグランプリには観戦に訪れている。2015年に自身がディスレクシアであることを告白しており、弟のニコラスも脳性麻痺を患っているがいくつかのグランプリではガレージ内で観戦している。ニコラスは2011年4月にはブランズ・ハッチで行われたルノー・クリオ・カップに出場してレーシングドライバーデビューを飾り、2017年に再び復帰を果たしている。自身や弟が障害を持っているためか関心も強いようで、F4レースで下肢切断の大事故を負ったビリー・モンガーを2017年イギリスグランプリに招待した。ブルドッグを2匹飼っており時折パドックに連れてきていた。このうちの一匹「ロスコ―」にはバーニー・エクレストンからパドックパスが進呈されている。なお、ジョン・ワトソンは「F1パドックに犬はふさわしくない」などと批判していた。

### 私生活・その他
- 2007年10月、フジテレビの「情報プレゼンター とくダネ!」内のコーナーで、ボディガードと共にクラブハウスから出て来た所をパパラッチに取り囲まれたルイスの映像が放映される。この時、ルイスは顔全体を覆面で隠しており、前が見え辛く、電柱に頭をぶつけてしまっている。
- シーズンオフの2007年12月、フランスの高速道路をメルセデス・ベンツ CLKクラスでドライブした際、速度違反で地元警察に検挙された（一部報道は、196km/hで運転していたと報じている）。警察からは1ヶ月間の免停及び罰金を課され、車も没収されたという。
- 2007年シーズン中盤、ワールドチャンピオン獲得が有望視されてきた頃に、「もし自分がワールドチャンピオンに輝いたら、チャンピオントロフィーは自分のものにしたい」とマスコミに対して発言をした。所属チームのマクラーレンでは、コンストラクターズ・ドライバーズ限らず、チャンピオントロフィー（を含む全てのトロフィー）はチームの所有物として扱うことが以前から規定されている。「ハミルトンもチームの規定を充分承知した上で契約をした」とロン・デニスが発言しており、そのハミルトンの突然の身勝手な言動は物議を醸した。

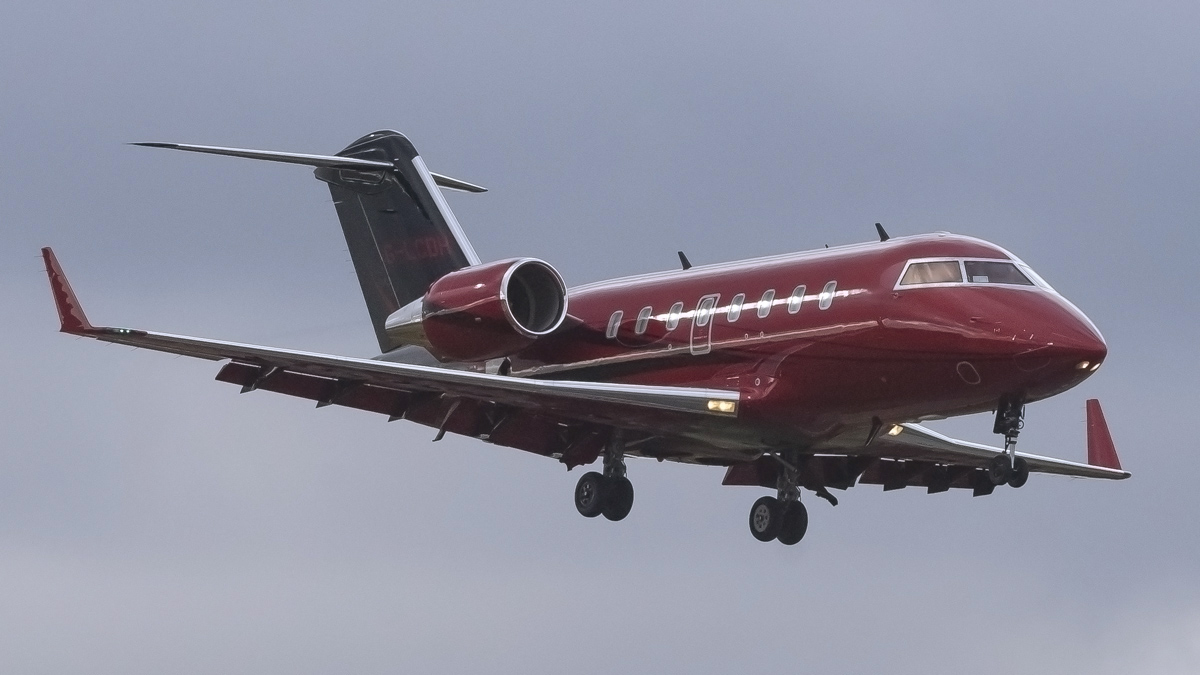
ハミルトン所有のプライベートジェット、ボンバルディア・チャレンジャー605.

幼少期からサッカーチームアーセナルFCのファンであり、もしF1ドライバーになれなければサッカーやクリケットをしていたかもしれないと本人は話している。2007年、過剰なメディアへの露出を避けるためイギリスからスイスに移住した。また、現在はモナコやコロラド、ニューヨークなどを含めて複数の家を保持している。同年には、自伝「My story（マイ・ストーリー）」が出版された。2008年には、その改訂版も出版された。2013年には29億円のプライベートジェットを購入した。2017年にこのプライベートジェットの購入に関して脱税疑惑がかけられたが、代理人を通して否定している。
2016年には人気ゲームコール オブ デューティの一作品にゲームの登場人物として出演している。また、2017年にレースゲームグランツーリスモSPORTではマエストロとして登場しており、それ以降のF1ではグランツーリスモシリーズのロゴが付いたメルセデスのキャップを付けてサーキットに登場している。2018年11月にモナコで開催された、FIA グランツーリスモ チャンピオンシップ ワールドファイナルにも自身が登場し、グランツーリスモシリーズプロデューサーの山内一典らとトークをしたり、ワールドファイナル出場選手とのツーショットも行った。
2015年からは赤身肉を食べるのをやめ、17年からは鶏肉の摂取をやめて魚類だけを食べるようになった。また、2017年シンガポールグランプリからはヴィーガンとなった。以前から音楽に対する興味を示しており、時折テレビなどでもピアノの生演奏なども行っていた。また、2018年には別名で歌手デビューを果たした。Still I Riseという言葉をしばしば口にしており、これはマヤ・アンジェロウという黒人女性の詩である。
ハミルトンは、黒人に対する人種差別の撤廃を訴えるBLM運動を積極的に提唱推進している。2020年5月にアメリカで起きた黒人男性を白人警官が死に至らしめた事件に端を発して抗議運動が世界的に広がると、ハミルトンは真っ先にこの運動への支持を表明した。またチームもこの抗議運動を支持していることを示すため、2020年のメルセデスのマシンとドライバーのレーシングスーツは黒色を基調としたカラーリングへ変更された。2020年トスカーナグランプリで優勝した後、表彰式の壇上で同年3月にアメリカで発生したブリオナ・テイラーへの銃撃事件に抗議するスローガンが掛かれたシャツを着用したことがあった。この件は政治利用の可否について議論が行われ、最終的にトスカーナGPの件については（規定で明文化されていなかったこともあり）ハミルトン本人へのお咎めはなかったものの、今後は全てのドライバーに対し、表彰式参加者はレーシングスーツの状態（ツナギを下ろさずに首元までしっかりとスーツに覆われた状態）を維持することが明記され、それ以外の場面でもレース後に行われる取材はチームのユニフォーム以外の着用は認めないということが明記されることとなった。
2022年、F1日本グランプリ出場のために来日した際に、日産・スカイラインGT-Rで東京都内とみられる道路を走行する様子の動画を撮影し自身の公式Instagramに投稿したが、首都高とみられる道路を制限速度を大幅に超過する速度で走行したり、ドーナツターンをしたりする内容だったためネット上で批判が集まった。ハミルトンにこの車両を貸し出したというレンタカー業者も「弊社が許可をした撮影ではない」との声明を出し、ハミルトンの行為はこの業者の規約に反しているおそれがあることが報じられた。
2025年6月に公開予定のブラッド・ピット主演の映画『F1/エフワン』では自ら共同プロデューサーを務めるほか、映画にも本人役で出演する。実際にオーディションやキャスト選びにも深く関わり、「F1が将来的にあるべき姿」を見せたいとの意図から女性キャストを増やす方針を示したという。

## レース戦績

### 略歴

#### F1参戦以前
| 年   | シリーズ                                              | チーム                             | レース           | 勝利             | PP               | FL               | 表彰台           | ポイント         | 順位             |
| ---- | ----------------------------------------------------- | ---------------------------------- | ---------------- | ---------------- | ---------------- | ---------------- | ---------------- | ---------------- | ---------------- |
| 2001 | フォーミュラ・ルノーUK ウィンター・シリーズ（英語版） | マノー・モータースポーツ（英語版） | 4                | 0                | 0                | 0                | 0                | 48               | 7位              |
| 2002 | フォーミュラ・ルノーUK（英語版）                      | マノー・モータースポーツ（英語版） | 13               | 3                | 3                | 5                | 7                | 274              | 3位              |
| 2002 | フォーミュラ・ルノー2000 ユーロカップ（英語版）       | マノー・モータースポーツ（英語版） | 4                | 1                | 1                | 2                | 3                | 92               | 5位              |
| 2003 | フォーミュラ・ルノーUK                                | マノー・モータースポーツ（英語版） | 15               | 10               | 11               | 9                | 13               | 419              | 1位              |
| 2003 | イギリス・フォーミュラ3選手権                         | マノー・モータースポーツ（英語版） | 2                | 0                | 0                | 0                | 0                | 0                | NC               |
| 2003 | フォーミュラ・ルノー2000 マスターズ（英語版）         | マノー・モータースポーツ（英語版） | 2                | 0                | 0                | 0                | 1                | 24               | 12位             |
| 2003 | フォーミュラ・ルノー2000 ドイツ（英語版）             | マノー・モータースポーツ（英語版） | 2                | 0                | 0                | 0                | 0                | 25               | 27位             |
| 2003 | コリア・スーパープリ（英語版）                        | マノー・モータースポーツ（英語版） | 1                | 0                | 1                | 0                | 0                | N/A              | NC               |
| 2003 | マカオグランプリ                                      | マノー・モータースポーツ（英語版） | 1                | 0                | 0                | 0                | 0                | N/A              | NC               |
| 2004 | フォーミュラ3・ユーロシリーズ                         | マノー・モータースポーツ（英語版） | 20               | 1                | 1                | 2                | 5                | 69               | 5位              |
| 2004 | バーレーン・スーパープリ（英語版）                    | マノー・モータースポーツ（英語版） | 1                | 1                | 0                | 0                | 1                | N/A              | 1位              |
| 2004 | マカオグランプリ                                      | マノー・モータースポーツ（英語版） | 1                | 0                | 0                | 0                | 0                | N/A              | 14位             |
| 2004 | マスターズ・オブ・フォーミュラ3                       | マノー・モータースポーツ（英語版） | 1                | 0                | 0                | 0                | 0                | N/A              | 7位              |
| 2005 | フォーミュラ3・ユーロシリーズ                         | ASM・フォーミュラ3                 | 20               | 15               | 13               | 10               | 17               | 172              | 1位              |
| 2005 | マスターズ・オブ・フォーミュラ3                       | ASM・フォーミュラ3                 | 1                | 1                | 1                | 1                | 1                | N/A              | 1位              |
| 2006 | GP2シリーズ                                           | ARTグランプリ                      | 21               | 5                | 1                | 7                | 14               | 114              | 1位              |
| 2006 | フォーミュラ1                                         | チーム・マクラーレン・メルセデス   | テストドライバー | テストドライバー | テストドライバー | テストドライバー | テストドライバー | テストドライバー | テストドライバー |

#### F1参戦期
| 年   | チーム                                              | レース | 勝利 | PP  | FL | 表彰台 | ポイント | 順位 |
| ---- | --------------------------------------------------- | ------ | ---- | --- | -- | ------ | -------- | ---- |
| 2007 | ボーダフォン・マクラーレン・メルセデス              | 17     | 4    | 6   | 2  | 12     | 109      | 2位  |
| 2008 | ボーダフォン・マクラーレン・メルセデス              | 18     | 5    | 7   | 1  | 10     | 98       | 1位  |
| 2009 | ボーダフォン・マクラーレン・メルセデス              | 17     | 2    | 4   | 0  | 5      | 49       | 5位  |
| 2010 | ボーダフォン・マクラーレン・メルセデス              | 19     | 3    | 1   | 5  | 9      | 240      | 4位  |
| 2011 | ボーダフォン・マクラーレン・メルセデス              | 19     | 3    | 1   | 3  | 6      | 227      | 5位  |
| 2012 | ボーダフォン・マクラーレン・メルセデス              | 20     | 4    | 7   | 1  | 7      | 190      | 4位  |
| 2013 | メルセデスAMG・ペトロナスF1チーム                   | 19     | 1    | 5   | 1  | 5      | 189      | 4位  |
| 2014 | メルセデスAMG・ペトロナスF1チーム                   | 19     | 11   | 7   | 7  | 16     | 384      | 1位  |
| 2015 | メルセデスAMG・ペトロナスF1チーム                   | 19     | 10   | 11  | 8  | 17     | 381      | 1位  |
| 2016 | メルセデスAMG・ペトロナスF1チーム                   | 21     | 10   | 12  | 3  | 17     | 380      | 2位  |
| 2017 | メルセデスAMG・ペトロナス・モータースポーツ         | 20     | 9    | 11  | 7  | 13     | 363      | 1位  |
| 2018 | メルセデスAMG・ペトロナス・モータースポーツ         | 21     | 11   | 11  | 3  | 17     | 408      | 1位  |
| 2019 | メルセデスAMG・ペトロナス・モータースポーツ         | 21     | 11   | 5   | 6  | 17     | 413      | 1位  |
| 2020 | メルセデスAMG・ペトロナス・フォーミュラワン・チーム | 16     | 11   | 10  | 6  | 14     | 347      | 1位  |
| 2021 | メルセデスAMG・ペトロナス・フォーミュラワン・チーム | 22     | 8    | 5   | 6  | 17     | 387.5    | 2位  |
| 2022 | メルセデスAMG・ペトロナス・フォーミュラワン・チーム | 22     | 0    | 0   | 2  | 9      | 240      | 6位  |
| 2023 | メルセデスAMG・ペトロナス・フォーミュラワン・チーム | 22     | 0    | 1   | 4  | 6      | 234      | 3位  |
| 2024 | メルセデスAMG・ペトロナス・フォーミュラワン・チーム | 24     | 2    | 0   | 2  | 5      | 223      | 7位  |
| 2025 | スクーデリア・フェラーリHP                          | 13     | 0    | 0   | 0  | 0      | 109      | 6位* |
| 合計 | 合計                                                | 369    | 105  | 104 | 67 | 202    | 4,971.5  |      |

ハミルトンはF1で優勝を105回記録した。

- * : 現状の今シーズン順位。

### フォーミュラ・ルノー2.0 UK チャンピオンシップ
| 年                | エントラント                        | 1       | 2        | 3         | 4       | 5     | 6        | 7       | 8       | 9         | 10      | 11    | 12    | 13      | 14    | 15      | 16    | 17    | DC  | ポイント |
| ----------------- | ----------------------------------- | ------- | -------- | --------- | ------- | ----- | -------- | ------- | ------- | --------- | ------- | ----- | ----- | ------- | ----- | ------- | ----- | ----- | --- | -------- |
| 2002年 （英語版） | マノー・モータースポーツ （英語版） | BRH 1 3 | OUL 1 15 | THR 1 2   | SIL 1 9 | THR 1 | BRH 1 20 | CRO 1 6 | SNE 1 2 | SNE 2 Ret | KNO 1 2 | BRH 1 | DON 1 | DON 2 4 |       |         |       |       | 3位 | 274      |
| 2003年 （英語版） | マノー・モータースポーツ （英語版） | SNE 1 2 | SNE 2 3  | BRH 1 Ret | THR 1 2 | SIL 1 | ROC 1    | CRO 1   | CRO 2 1 | DON 1 Ret | DON 2 1 | SNE 1 | BRH 1 | BRH 2 1 | DON 1 | DON 2 1 | OUL 1 | OUL 2 | 1位 | 419      |

- 太字はポールポジション、斜字はファステストラップ。(key)

### マカオグランプリ
| 年                | チーム                             | 車両           | 予選 | 予選 レース | 決勝 レース |
| ----------------- | ---------------------------------- | -------------- | ---- | ----------- | ----------- |
| 2003年 （英語版） | マノー・モータースポーツ（英語版） | ダラーラ・F303 | 18位 | N/A         | DNF         |
| 2004年 （英語版） | マノー・モータースポーツ（英語版） | ダラーラ・F304 | 2位  | 1位         | 14位        |

### フォーミュラ3・ユーロシリーズ
| 年                | エントラント                        | シャシー          | エンジン       | 1        | 2       | 3         | 4       | 5         | 6       | 7       | 8       | 9       | 10      | 11        | 12       | 13       | 14      | 15        | 16      | 17      | 18      | 19      | 20      | DC  | ポイント |
| ----------------- | ----------------------------------- | ----------------- | -------------- | -------- | ------- | --------- | ------- | --------- | ------- | ------- | ------- | ------- | ------- | --------- | -------- | -------- | ------- | --------- | ------- | ------- | ------- | ------- | ------- | --- | -------- |
| 2004年 （英語版） | マノー・モータースポーツ （英語版） | ダラーラ F302/049 | HWA-メルセデス | HOC 1 11 | HOC 2 6 | EST 1 Ret | EST 2 9 | ADR 1 Ret | ADR 2 5 | PAU 1 4 | PAU 2 7 | NOR 1   | NOR 2 3 | MAG 1 Ret | MAG 2 21 | NÜR 1 3  | NÜR 2 4 | ZAN 1 3   | ZAN 2 6 | BRN 1 7 | BRN 2 4 | HOC 1 2 | HOC 2 6 | 5位 | 68       |
| 2005年 （英語版） | ASM・フォーミュラ3                  | ダラーラ F305/021 | メルセデス     | HOC 1    | HOC 2 3 | PAU 1     | PAU 2 1 | SPA 1 DSQ | SPA 2 1 | MON 1   | MON 2 1 | OSC 1 3 | OSC 2 1 | NOR 1     | NOR 2 1  | NÜR 1 12 | NÜR 2 1 | ZAN 1 Ret | ZAN 2 1 | LAU 1   | LAU 2 1 | HOC 1   | HOC 2 1 | 1位 | 172      |

- 太字はポールポジション、斜字はファステストラップ。(key)

### GP2シリーズ
| 年     | エントラント  | 1         | 2         | 3           | 4          | 5         | 6         | 7         | 8         | 9         | 10        | 11        | 12         | 13        | 14        | 15        | 16         | 17        | 18        | 19        | 20        | 21        | DC  | ポイント |
| ------ | ------------- | --------- | --------- | ----------- | ---------- | --------- | --------- | --------- | --------- | --------- | --------- | --------- | ---------- | --------- | --------- | --------- | ---------- | --------- | --------- | --------- | --------- | --------- | --- | -------- |
| 2006年 | ARTグランプリ | VAL FEA 2 | VAL SPR 6 | IMO FEA DSQ | IMO SPR 10 | NÜR FEA 1 | NÜR SPR 1 | CAT FEA 2 | CAT SPR 4 | MON FEA 1 | SIL FEA 1 | SIL SPR 1 | MAG FEA 19 | MAG SPR 5 | HOC FEA 2 | HOC SPR 3 | HUN FEA 10 | HUN SPR 2 | IST FEA 2 | IST SPR 2 | MNZ FEA 3 | MNZ SPR 2 | 1位 | 114      |

- 太字はポールポジション、斜字はファステストラップ。(key)

### フォーミュラ1
| 年     | エントラント | シャシー              | エンジン                               | 1       | 2        | 3       | 4        | 5       | 6       | 7       | 8       | 9       | 10      | 11     | 12      | 13      | 14       | 15      | 16      | 17       | 18       | 19       | 20      | 21       | 22      | 23      | 24    | WDC  | ポイント |
| ------ | ------------ | --------------------- | -------------------------------------- | ------- | -------- | ------- | -------- | ------- | ------- | ------- | ------- | ------- | ------- | ------ | ------- | ------- | -------- | ------- | ------- | -------- | -------- | -------- | ------- | -------- | ------- | ------- | ----- | ---- | -------- |
| 2007年 | マクラーレン | MP4-22                | メルセデス FO 108T 2.4 V8              | AUS 3   | MAL 2    | BHR 2   | ESP 2    | MON 2   | CAN 1   | USA 1   | FRA 3   | GBR 3   | EUR 9   | HUN 1  | TUR 5   | ITA 2   | BEL 4    | JPN 1   | CHN Ret | BRA 7    |          |          |         |          |         |         |       | 2位  | 109      |
| 2008年 | マクラーレン | MP4-23                | メルセデス FO 108V 2.4 V8              | AUS 1   | MAL 5    | BHR 13  | ESP 3    | TUR 2   | MON 1   | CAN Ret | FRA 10  | GBR 1   | GER 1   | HUN 5  | EUR 2   | BEL 3   | ITA 7    | SIN 3   | JPN 12  | CHN 1    | BRA 5    |          |         |          |         |         |       | 1位  | 98       |
| 2009年 | マクラーレン | MP4-24                | メルセデス FO 108W 2.4 V8              | AUS DSQ | MAL 7‡   | CHN 6   | BHR 4    | ESP 9   | MON 12  | TUR 13  | GBR 16  | GER 18  | HUN 1   | EUR 2  | BEL Ret | ITA 12† | SIN 1    | JPN 3   | BRA 3   | ABU Ret  |          |          |         |          |         |         |       | 5位  | 49       |
| 2010年 | マクラーレン | MP4-25                | メルセデス FO 108X 2.4 V8              | BHR 3   | AUS 6    | MAL 6   | CHN 2    | ESP 14† | MON 5   | TUR 1   | CAN 1   | EUR 2   | GBR 2   | GER 4  | HUN Ret | BEL 1   | ITA Ret  | SIN Ret | JPN 5   | KOR 2    | BRA 4    | ABU 2    |         |          |         |         |       | 4位  | 240      |
| 2011年 | マクラーレン | MP4-26                | メルセデス FO 108Y 2.4 V8              | AUS 2   | MAL 8    | CHN 1   | TUR 4    | ESP 2   | MON 6   | CAN Ret | EUR 4   | GBR 4   | GER 1   | HUN 4  | BEL Ret | ITA 4   | SIN 5    | JPN 5   | KOR 2   | IND 7    | ABU 1    | BRA Ret  |         |          |         |         |       | 5位  | 227      |
| 2012年 | マクラーレン | MP4-27                | メルセデス FO 108Z 2.4 V8              | AUS 3   | MAL 3    | CHN 3   | BHR 8    | ESP 8   | MON 5   | CAN 1   | EUR 19† | GBR 8   | GER Ret | HUN 1  | BEL Ret | ITA 1   | SIN Ret  | JPN 5   | KOR 10  | IND 4    | ABU Ret  | USA 1    | BRA Ret |          |         |         |       | 4位  | 190      |
| 2013年 | メルセデス   | F1 W04                | メルセデス FO 108F 2.4 V8              | AUS 5   | MAL 3    | CHN 3   | BHR 5    | ESP 12  | MON 4   | CAN 3   | GBR 4   | GER 5   | HUN 1   | BEL 3  | ITA 9   | SIN 5   | KOR 5    | JPN Ret | IND 6   | ABU 7    | USA 4    | BRA 9    |         |          |         |         |       | 4位  | 189      |
| 2014年 | メルセデス   | F1 W05 F1 W05 Hybrid  | メルセデス PU106A Hybrid 1.6 V6 t      | AUS Ret | MAL 1    | BHR 1   | CHN 1    | ESP 1   | MON 2   | CAN Ret | AUT 2   | GBR 1   | GER 3   | HUN 3  | BEL Ret | ITA 1   | SIN 1    | JPN 1   | RUS 1   | USA 1    | BRA 2    | ABU 1    |         |          |         |         |       | 1位  | 384      |
| 2015年 | メルセデス   | F1 W06 Hybrid         | メルセデス PU106B Hybrid 1.6 V6 t      | AUS 1   | MAL 2    | CHN 1   | BHR 1    | ESP 2   | MON 3   | CAN 1   | AUT 2   | GBR 1   | HUN 6   | BEL 1  | ITA 1   | SIN Ret | JPN 1    | RUS 1   | USA 1   | MEX 2    | BRA 2    | ABU 2    |         |          |         |         |       | 1位  | 381      |
| 2016年 | メルセデス   | F1 W07 Hybrid         | メルセデス PU106C Hybrid 1.6 V6 t      | AUS 2   | BHR 3    | CHN 7   | RUS 2    | ESP Ret | MON 1   | CAN 1   | EUR 5   | AUT 1   | GBR 1   | HUN 1  | GER 1   | BEL 3   | ITA 2    | SIN 3   | MAL Ret | JPN 3    | USA 1    | MEX 1    | BRA 1   | ABU 1    |         |         |       | 2位  | 380      |
| 2017年 | メルセデス   | F1 W08 EQ Power+      | メルセデス M08 EQ Power+ 1.6 V6 t      | AUS 2   | CHN 1    | BHR 2   | RUS 4    | ESP 1   | MON 7   | CAN 1   | AZE 5   | AUT 4   | GBR 1   | HUN 4  | BEL 1   | ITA 1   | SIN 1    | MAL 2   | JPN 1   | USA 1    | MEX 9    | BRA 4    | ABU 2   |          |         |         |       | 1位  | 363      |
| 2018年 | メルセデス   | F1 W09 EQ Power+      | メルセデス M09 EQ Power+ 1.6 V6 t      | AUS 2   | BHR 3    | CHN 4   | AZE 1    | ESP 1   | MON 3   | CAN 5   | FRA 1   | AUT Ret | GBR 2   | GER 1  | HUN 1   | BEL 2   | ITA 1    | SIN 1   | RUS 1   | JPN 1    | USA 3    | MEX 4    | BRA 1   | ABU 1    |         |         |       | 1位  | 408      |
| 2019年 | メルセデス   | F1 W10 EQ Power+      | メルセデス M10 EQ Power+ 1.6 V6 t      | AUS 2   | BHR 1    | CHN 1   | AZE 2    | ESP 1   | MON 1   | CAN 1   | FRA 1   | AUT 5   | GBR 1   | GER 9  | HUN 1   | BEL 2   | ITA 3    | SIN 4   | RUS 1   | JPN 3    | MEX 1    | USA 2    | BRA 7   | ABU 1    |         |         |       | 1位  | 413      |
| 2020年 | メルセデス   | F1 W11 EQ Performance | メルセデス M11 EQ Performance 1.6 V6 t | AUT 4   | STY 1    | HUN 1   | GBR 1    | 70A 2   | ESP 1   | BEL 1   | ITA 7   | TUS 1   | RUS 3   | EIF 1  | POR 1   | EMI 1   | TUR 1    | BHR 1   | SKH     | ABU 3    |          |          |         |          |         |         |       | 1位  | 347      |
| 2021年 | メルセデス   | F1 W12 E Performance  | メルセデス M12 E Performance 1.6 V6 t  | BHR 1   | EMI 2    | POR 1   | ESP 1    | MON 7   | AZE 15  | FRA 2   | STY 2   | AUT 4   | GBR 12  | HUN 2  | BEL 3‡  | NED 2   | ITA Ret5 | RUS 1   | TUR 5   | USA 2    | MXC 2    | SÃO 15   | QAT 1   | SAU 1    | ABU 2   |         |       | 2位  | 387.5    |
| 2022年 | メルセデス   | F1 W13 E Performance  | メルセデス M13 E Performance 1.6 V6 t  | BHR 3   | SAU 10   | AUS 4   | EMI 1314 | MIA 6   | ESP 5   | MON 8   | AZE 4   | CAN 3   | GBR 3   | AUT 38 | FRA 2   | HUN 2   | BEL Ret  | NED 4   | ITA 5   | SIN 9    | JPN 5    | USA 2    | MXC 2   | SÃO 23   | ABU 18† |         |       | 6位  | 240      |
| 2023年 | メルセデス   | F1 W14 E Performance  | メルセデス M14 E Performance 1.6 V6 t  | BHR 5   | SAU 5    | AUS 2   | AZE 67   | MIA 6   | MON 4   | ESP 2   | CAN 3   | AUT 810 | GBR 3   | HUN 4  | BEL 47  | NED 6   | ITA 6    | SIN 3   | JPN 5   | QAT Ret5 | USA DSQ2 | MXC 2    | SÃO 87  | LVG 7    | ABU 9   |         |       | 3位  | 234      |
| 2024年 | メルセデス   | F1 W15 E Performance  | メルセデス M15 E Performance 1.6 V6 t  | BHR 7   | SAU 9    | AUS Ret | JPN 9    | CHN 92  | MIA 616 | EMI 6   | MON 7   | CAN 4   | ESP 3   | AUT 46 | GBR 1   | HUN 3   | BEL 1    | NED 8   | ITA 5   | AZE 9    | SIN 6    | USA Ret6 | MXC 4   | SÃO 1011 | LVG 2   | QAT 126 | ABU 4 | 7位  | 223      |
| 2025年 | フェラーリ   | SF-25                 | フェラーリ 066/12 1.6 V6 t             | AUS 10  | CHN DSQ1 | JPN 7   | BHR 5    | SAU 7   | MIA 83  | EMI 4   | MON 5   | ESP 6   | CAN 6   | AUT 4  | GBR 4   | BEL 715 | HUN 12   | NED     | ITA     | AZE      | SIN      | USA      | MXC     | SÃO      | LVG     | QAT     | ABU   | 6位* | 109*     |

- 太字はポールポジション、斜字はファステストラップ。(key)
- † : リタイアだが、90%以上の距離を走行したため規定により完走扱い。
- ‡ : ハーフポイント。レース周回数が75%未満で終了したため、得点が半分となる。
- 決勝順位右上の小数字はスプリント予選・スプリントレースでの順位。
- * : 現状の今シーズン順位。
- 備考元 :[10]

## F1での主な記録
史上最年少記録
- 史上最年少ポイントリーダー：22歳96日[20]

参戦初年度の記録
- 初参戦からの連続表彰台：9回（歴代1位）[25]
- 参戦初年度の優勝：4回（歴代1位タイ）[451]
- 参戦初年度のPP：6回（歴代1位）[451]
- 参戦初年度の獲得ポイント : 109(歴代1位)[451]

連続記録
- フル参戦1年目からの毎年勝利記録：15年（歴代1位）[452] - 2007年から2021年
- 連続入賞記録:48回(歴代1位) - 2018年イギリスGPから2020年バーレーンGP[453]、2018年フランスGPでキミ・ライコネンの27回の記録を更新[287][454]
- 連続完走記録:48回(歴代1位) - 2018年イギリスGPから2020年バーレーンGP、2020トスカーナGPでニック・ハイドフェルドの41回を更新[287][455]

年間記録
- 年間グランドスラム達成数 : 3回(歴代1位タイ) - 2017年にアルベルト・アスカリ、ジム・クラーク、ナイジェル・マンセルとタイ記録を達成[220]
- 年間全レース完走 : 2017年、2019年に達成(史上10人目)[231]
- 年間全レース入賞 : 2017年、2019年に達成(史上3人目)[231]

通算記録
- 通算獲得ポイント：4971.5 (歴代1位)[456] - 2016年オーストリアGPでベッテルの記録を更新
- F1で勝利したサーキット数：31 (歴代1位) - 2016年ブラジルGPでシューマッハの23コースを更新[202]
- 通算PP回数：104回（歴代1位）- 2017年イタリアGPでシューマッハの68回を更新[224]
- 通算フロントロー回数：176回 (歴代1位) - 2017年アメリカGPでシューマッハの116回を更新[457]
- 通算ポールトゥーウィン：61回 (歴代1位) - 2018年スペインGPでシューマッハの40回を更新[458]
- 通算全周ラップリーダーのレース：23回 (歴代1位) - 2020年イギリスGPでアイルトン・セナの19回を更新[459]
- 通算表彰台数：202回 (歴代1位) - 2020年スペインGPでシューマッハの155回を更新[460]
- 通算入賞：268回 (歴代1位) - 2020年トスカーナGPでシューマッハの221回を更新[455]
- 通算優勝：105回 (歴代1位) - 2020年ポルトガルGPでシューマッハの91回を更新[461]

更新された記録
- 史上最年少ハットトリック：22歳266日 - 2009年イギリスGPにてベッテルが更新
- 史上最年少ドライバーズチャンピオン：23歳300日 - 2010年アブダビGPにてベッテルが更新[462]
- 年間表彰台回数 : 17回 - 2021年アブダビGPにてフェルスタッペンが更新[463]
- 年間獲得ポイント : 413 - 2022年メキシコシティGPにてフェルスタッペンが更新[464]